# Aix en bus
 (février 2025).
Si vous disposez d'ouvrages ou d'articles de référence ou si vous connaissez des sites web de qualité traitant du thème abordé ici, merci de compléter l'article en donnant les références utiles à sa vérifiabilité et en les liant à la section « Notes et références ».
 (novembre 2020).
 (octobre 2023).
Aix en bus est le réseau de La Métropole Mobilité qui dessert les communes d'Aix-en-Provence, Éguilles, Le Tholonet, Saint-Marc-Jaumegarde et Venelles.
Le réseau est de la responsabilité depuis 2016 de la métropole d'Aix-Marseille-Provence. Il est exploité depuis le 1er janvier 2012 par l'entreprise Keolis Pays d'Aix (faisant partie du groupe Keolis).

## Historique

### Des Autobus aixois à Aix en bus
La création du réseau remonte à 1963. Il est alors exploité par une filiale de la société Sud Cars créée pour l'occasion : les Autobus aixois. Il s'agit de la première expérience urbaine de ce groupe autocariste.
1982 "Roulez Bleu !"
Le réseau est restructuré le 2 novembre 1982. Il se compose alors de treize lignes régulières 1 à 13 en étoile autour du point central situé à la Rotonde, deux lignes Mini 1 et 2 en centre-ville et de trois lignes A à C assurant la desserte en soirée et le dimanche.

#### Liste des lignes en 1982
|          | Ligne                                               | Itinéraire | Offre                                                                                  |
| Ligne 1  | Rotonde <> Portail Cezanne                          | Tour de Ville, Avenue Zola, Esperantistes, Beisson                                                                    | Du lundi au samedi, 15 à 20 min                                                        |
| Ligne 2  | Rotonde <> Pont des Corneilles                      | Tour de Ville, Pasteur, Solari, Lagrange, Loubassane                                                                  | Du lundi au samedi, 20 min                                                             |
| Ligne 3  | Rotonde <> Val St André <> Palette                  | Tour de Ville, Gambetta, Ste Anne, Tour d'Agosy, Trois Sautets, RN7                                                   | Du lundi au samedi, 15 min                                                             |
| Ligne 4  | Rotonde <> Parc de Beauregard                       | Tour de Ville, Zola, Petit Nice                                                                                       | Du lundi au samedi, 15 à 20 min                                                        |
| Ligne 5  | Rotonde <> Bel Ormeau <> Rotonde (circulaire)       | Malherbe, Ferry, Moulin de Testas, Bel Ormeau, St Jerome, Gautier, Gambetta, Tour de Ville                            | Du lundi au samedi, 15 à 20 min                                                        |
| Ligne 6  | Rotonde <> Coton Rouge <> Rotonde (circulaire)      | Tour de Ville, Gambetta, Gautier, St Jerome, Coton Rouge, Facultés, Gare SNCF                                         | Du lundi au samedi, 15 min                                                             |
| Ligne 7  | Rotonde <> Dunant <> Rotonde (circulaire)           | Alumettes, Baudoin, J. Verne, Dunant, Tubingen, Paradou                                                               | Du lundi au samedi, 10 min                                                             |
| Ligne 8  | Rotonde <> Margueride                               | République, Route de Galice, Picasso, Thermidor, Le Deffens                                                           | Du lundi au samedi, 10 à 15 min                                                        |
| Ligne 9  | Rotonde <> Figuière <> Rotonde (circulaire)         | Gare SNCF, Facultés, Churchill, Montmajour, Giono, Clos Bernadette, Pigonnet, Brosolette, Belges                      | Du lundi au samedi, 15 min                                                             |
| Ligne 10 | Val St André <> CES Jas de Bouffan                  | St Benoit, Berger, Clos Bernadette, J. Verne, Baudoin, Corsy, Galice, Picasso, Thermidor, Logirem, Deffens, Vasarely. | Du lundi au samedi, 30 à 60 min                                                        |
| Ligne 11 | Rotonde <> Four d'Eyglun <> Rotonde (circulaire)    | République, Dalmas, Fleming, Vives, Four d'Eyglun, Croix Verte, Logirem, Picasso, Château Double, Dalmas, République. | Du lundi au samedi, 15 min                                                             |
| Ligne 12 | Rotonde <> Vignes de Marius <> Rotonde (circulaire) | Belges, Europe, CES Jas de Bouffan (Pagnol), Stade Ouest, Picasso, Thermidor, Deffens, Vasarely, Europe, Belges       | Du lundi au samedi, 15 min                                                             |
| Ligne 13 | La Torse <> Célony                                  | École Militaire, Tour de Ville, République, Verte Colline                                                             | Du lundi au samedi, 30 min                                                             |
| Mini 1   | Gare Routière <> Parc Rambot                        | Rotonde, Cours Mirabeau, Prêcheurs, Chastel (David au retour), Arts et Métiers                                        | Du lundi au samedi, 10 min                                                             |
| Mini 2   | Gare Routière <> Hôpital                            | Cours Mirabeau, Prêcheurs, Mignet (Boulegon au retour), Pasteur                                                       | Du lundi au samedi, 15 min                                                             |
| Ligne A  | Rond Point Galice <> Parc de Beauregard             | | Du lundi au samedi: 20h, 21h, 22h, 22h40, 23h20, 00h00, Dimanche : 60 min de 9h à 18h. |
| Ligne B  | Fenouillères <> Pont des Corneilles                 | | Du lundi au samedi: 20h, 21h, 22h, 22h40, 23h20, 00h00, Dimanche : 60 min de 9h à 18h. |
| Ligne C  | Val St André <> Verte Collineqa                     | | Du lundi au samedi: 20h, 21h, 22h, 22h40, 23h20, 00h00, Dimanche : 60 min de 9h à 18h. |

Le 6 septembre 1984:
Le réseau se voit doté d'un Système d'aide à l'exploitation et d'information aux voyageurs (SAEIV) qui indique le temps d'attente aux principeaux arrêts.
Ligne 9: fréquence réduite à 20 min toute la journée
Ligne 13: fréquence réduite à 60 minutes.
Ligne 14: création de la ligne entre La Torse et Bellevue. Elle double en grande partie la ligne 13, ce qui explique la baisse de fréquence de cette dernière. La ligne comporte deux sections: Bellevue - Sextius et La Torse - Sextius. Une fois par heure le trajet est effectué en intégralité, et une fois par heure un véhicule effectue l'un des tronçons. La fréquence est donc de 30 minutes.
Les lignes 13 et 14 sont désormais exploitées par Autocars Ménardi.
Le service nocturne est limité à 22 heures sur la ligne A et supprimé sur les lignes B et C.
Le 4 septembre 1989, la desserte des villages des Milles et de Puyricard est modifiée. Les lignes 15 à 18 apparaissent pour la desserte des Milles et son sous-traitées à la RDT13 tandis que Puyricard est desservi par six lignes non-indicées gérées par les Cars Ménardi. La ligne Mini COQ est créée pour desservir le parking Coq (Méjanes).
Été 1990 : La ligne Mini COQ est renommée Mini 3.
"Le bus en fait plus"
En septembre 1991, les tarifications des différents exploitants sont remplacées par une tarification unique à deux zones (zone 1: Aix intramuros, zone 2: Luynes, Les Milles, Célony, Puyricard, Platanes). Il est désormais possible d'effectuer une correspondance dans un délai de 60 minutes.
Modifications de dessertes :
Ligne Mini 2 : dessert l'avenue Jules Isaac 13 fois par jour et la résidence Mozart 4 fois par jour.
Ligne Mini 3 : toutes les 20 minutes du lundi au samedi de 9h à 12h10 puis de 14h à 19h10, elle dessert désormais le "Parking Usine à Gaz", devenu aujourd'hui le parc relais Krypton.
La ligne A circule désormais avec un bus standard le dimanche, au lieu d'un minibus.
La Ligne C dessert la Torse à tous les horaires.
La ligne 4, dans le sens Beauregard > Rotonde, passe 2 fois par jour par le cours des Arts et Metiers afin de desservir les établissements scolaires, à la place de l'avenue Zola.
Les lignes 15, 16 et 17 "partielles" (terminus au village des milles) disparaissent et leurs horaires sont intégrés aux lignes 15, 16 et 17.
La ligne 17 circule désormais 2 fois par jour en semaine, toujours une fois le samedi.

##### Liste des lignes des Milles en 1991
|          | Ligne                                    | Itineraire |
| Ligne 15 | Rotonde <> ZI                            | Pigonnet, Clos Bernadette, L'armelière, La Parade, Village des Milles, Boucle ZI, Aerodrome, Maison d'Arrêt                                                                 |
| Ligne 16 | Rotonde <> ZI                            | Lesseps, Jules Verne, Clos Bernadette, Club Hippique, La Pioline, Village des Milles, Boucle ZI, Aerodrome, Maison d'Arrêt                                                  |
| Ligne 17 | Rotonde <> ZI                            | République, Route de Galice, Picasso, Le Deffens, Vasarely, Scotto, Jules Verne, Clos Bernadette, Club Hippique, La Pioline, Village des Milles, Boucle ZI, Maison d'Arrêt. |
| Ligne *  | Village des Milles <> Village des Milles | Circulaire via Pont de l'Arc et Encagnane (mélange des lignes 15 et 16) |
| Ligne 18 | Rotonde <> Luynes Prison                 | Pont de l'Arc, RN8, Luynes Centre, Trois Pigeons |

Mars 1992
Intégration tarifaire de la ligne 51 Aix-Marseille du réseau Cartreize jusqu'à l'arrêt Trois Pigeons (Luynes).
Juin 1992
Modification des sens de circulation en centre-ville: les lignes Mini 1 et Mini A (le soir) sont déviées par la rue Portalis. (La Mini 1 emprunte la rue Lacapède les jours de marché)
Pour la période estivale, la ligne A poursuit son service au-delà de 22h les vendredis, samedis et dimanches soir.
En septembre 1992:
Ligne Mini 3 supprimée
Ligne 10: au Jas de Bouffan, la ligne ne dessert plus Logirem, passage par Fructidor
Ligne 11: la desserte circulaire est supprimée, et remplacée par deux antennes desservies alternativement (soit 15 min sur le tronc commun, 30 min sur chaque antenne.) Le passage par Croix Verte est abandonné au profit du boulevard de la Grande Thumine, avec la création des arrêts Jas du Vallon et Parc d'Ariane.
Le 19 octobre 1992, c'est au tour de la ligne 14 de disparaître, au profit de la ligne 13 qui est renforcée, et possède désormais 3 terminus au nord: Chevalière, Célony et Country. (Les courses ayant pour départ ou terminus La Chevalière ne desservent pas Célony)

##### Liste des lignes de Puyricard en 1992
|                  | Ligne                                       | Itineraire |
| Ligne Bleu       | Sextius <> Puyricard                        | Tour de Ville, Solari, Entremont, Chocolaterie, Tascel (retour par Touloubre, Glacière, Verte Campagne)                                                             |
| Ligne Rouge      | Gare Routière <> Couteron                   | Tour de Ville, Portail Cezanne, St Donnat Nord, Rigoulon, puis Les Couests, Couteron. (retour par Font Rousse, Village du Soleil, Tascel, La Buissone)              |
| Ligne Jaune      | Sextius <> Puyricard                        | République (Rocher du Dragon et Pasteur au retour) Verte Colline, Chevalière, La Calade, Lignane, Grand St Jean, Pontes, Maliverny, Les Camus (Palombes au retour). |
| Ligne Vert Pomme | Sextius <> Village du Soleil                | République (Rocher du Dragon et Pasteur au retour) Verte Colline, Chevalière, Célony, Country, Beaufort, Étoile, Palombes, Puyricard, Tascel, La Quille             |
| Ligne Orange     | Gare Routière <> Les Pinchinats             | Tour de Ville, Bellegarde, Esperantistes, Les Platanes, Aqueduc, Parc Rigaud                                                                                        |
| Ligne Vert Foncé | Gare Routière <> Cimetière du Grand St Jean | Rotonde, République, Verte Colline, Chevalière, Entremont, Étoile, Carelle, Cimetière Grand St Jean                                                                 |

Le 2 novembre, la ligne Mini U est créée entre Rotonde et Cuques, toutes les 20 minutes.
Été 1993 la ligne A circule de nouveau jusqu'à minuit le jeudi, vendredi et samedi soir.
En septembre 1993, les trois exploitants décident d'unifier la livrée des autobus. La nouvelle livrée est faite de bandes vert jade et bleues, d'une face arrière verte et de bas de caisses marron, le réseau est nommé Aix en bus. La livrée évoluera en 1997 avec l'apparition de papillons verts, remplacés en 2002 par des papillons aux couleurs du Pays d'Aix puis en 2005 avec les bas de caisses verts.
Le 5 septembre 1994 :
Ligne 3 : prolongée à certains horaires jusqu'à Tholonet - Le Château.
Ligne Mini 2 : prolongée à Brunet à certains horaires.
Ligne Mini U : renforcée à 15 min en pointe, toujours 20 minutes en heure creuse.
Ligne 10 : création de trajets directs par autoroute le matin dans le sens Jas de Bouffan > Val St André, et le soir dans l'autre sens (à midi le mercredi)
En septembre 1995, le numéro 14 est réutilisé pour une nouvelle ligne entre Aix et Puyricard Salle des Fêtes via Célony, Clinique des Feuillades, Chemin du Pont Rout, Route d'Eguilles.
Fréquence: 11 trajets par jour entre Aix et Célony, 7 trajets prolongés jusqu'à Puyricard.

##### Liste des lignes en 1995
|          | Ligne                                                                                              | Itinéraire | Offre                                                             | Exploitant       | Remarque |
| Ligne 1  | Rotonde Office de Tourisme <> Portail Cezanne                                                      | Tour de Ville, Avenue Zola, Esperantistes, Beisson | Du lundi au samedi, 15 à 20 min                                   | Autobus Aixois   | |
| Ligne 2  | Rotonde Office de Tourisme <> Pont des Corneilles                                                  | Tour de Ville, Pasteur, Solari, Lagrange, Loubassane | Du lundi au samedi, 20 min                                        | Autobus Aixois   | |
| Ligne 3  | Rotonde Office de Tourisme <> Val St André <> Palette <> Le Tholonet                               | Tour de Ville, Gambetta, Ste Anne, Tour d'Agosy, Trois Sautets, RN7 | Du lundi au samedi, 15 min                                        | Autobus Aixois   | 29 rotations desservent Palette, 7. Le Tholonet                                                                      |
| Ligne 4  | Rotonde <> Parc de Beauregard                                                                      | Tour de Ville, Arts et Metiers, Petit Nice, Petit Roquefavour (retour par Daudet) | Du lundi au samedi, 10 à 15 min                                   | Autobus Aixois   | |
| Ligne 5  | Rotonde Poste <> Bel Ormeau (circulaire)                                                           | Malherbe, Ferry, Moulin de Testas, Bel Ormeau, St Jerome, Gautier, Gambetta, Tour de Ville | Du lundi au samedi, 15 min                                        | Autobus Aixois   | |
| Ligne 6  | Rotonde Office de Tourisme <> Coton Rouge (circulaire)                                             | Tour de Ville, Gambetta, Gautier, St Jerome, Coton Rouge, Facultés, Gare SNCF | Du lundi au samedi, 15 min                                        | Autobus Aixois   | |
| Ligne 7  | Rotonde Poste <> Encagnane Dunant (circulaire)                                                     | Gare Routière, Cité du Livre, J. Verne, Dunant, Tubingen, Paradou | Du lundi au samedi, 10 min                                        | Autobus Aixois   | Dessert l'avenue General Leclerc en antenne à certains horaires. Effectue le tour de ville en heure de pointe.       |
| Ligne 8  | Rotonde Jeanne d'Arc <> Jas de Bouffan Margueride                                                  | République, Route de Galice, Picasso, Thermidor, Le Deffens | Du lundi au samedi, 10 à 15 min                                   | Autobus Aixois   | Effectue de Tour de Ville en heure de pointe.                                                                        |
| Ligne 9  | Rotonde Poste <> La Figuière <> Rotonde (circulaire)                                               | Gare SNCF, Facultés, Churchill, Montmajour, Giono, Clos Bernadette, Pigonnet, Brosolette, Belges | Du lundi au samedi, 20 min                                        | Autobus Aixois   | |
| Ligne 10 | Val St André <> Jas de Bouffan Collège                                                             | St Benoit, Berger, Clos Bernadette, J. Verne, Baudoin, Corsy, Galice, Picasso, Thermidor, Logirem, Deffens, Vasarely. | Du lundi au samedi, 30 à 60 min                                   | Autobus Aixois   | Dessert Martelly en antenne 7 fois par jour                                                                          |
| Ligne 11 | Rotonde Jeanne d'Arc <> Jas de Bouffan Grande Thumine ou Domaine des Fleurs                        | République, Dalmas, Fleming, Vives, Four d'Eyglun, puis Eridan, Domaine des Fleurs ou Jas du Vallon et Grande Thumine. | Du lundi au samedi, 15 min                                        | Autobus Aixois   | Chaque branche desservie par un bus sur deux. Tour de Ville effectué en heure de pointe.                             |
| Ligne 12 | Rotonde Jeanne d'Arc <> Jas de Bouffan Vignes de Marius (circulaire)                               | Belges, Europe, CES Jas de Bouffan (Pagnol), Stade Ouest, Picasso, Thermidor, Deffens, Vasarely, Europe, Belges | Du lundi au samedi, 15 min                                        | Autobus Aixois   | Dessert Martelly en antenne 9 fois par jour, La Molière 18 fois par jour. Tour de Ville effectué en heure de pointe. |
| Ligne 13 | La Torse <> La Chevalière <> Célony <> Country                                                     | École Militaire, Tour de Ville, République, Verte Colline | Du lundi au samedi, 30 min                                        | Autobus Aixois   | 14 courses desservent Célony, 11 pour Country.                                                                       |
| Ligne 14 | Gare Routière <> Célony <> Puyricard Salle des Fêtes                                               | République, Dalmas, Route d'Eguilles, Chemin du Pont Rout, Les Feuillades, Chemin d'Eguilles, Célony, Country, Touloubre, Salle des Fêtes | Du lundi au vendredi: 16 aller-retour donc 5 desservant Puyricard | Autobus Aixois   | |
| Ligne 15 | Rotonde Jeanne d'Arc <> Les Milles Village <> Les Milles Pôle d'Activités <> Luynes Maison d'Arrêt | Pont de l'Arc, Route des Milles, D9, Centre Commercial, Requier, | Lundi au samedi : 20 rotations par jour                           | RDT13            | |
| Ligne 16 | Rotonde Jeanne d'Arc <> Les Milles Village <> Les Milles Pôle d'Activités <> Luynes Maison d'Arrêt | Lesseps, Jules Verne, Figuière, Club Hippique, Pioline, Centre Commercial | Lundi au samedi : 9 rotations par jour                            | RDT13            | |
| Ligne 17 | Rotonde Jeanne d'Arc <> Les Milles Village <> Les Milles Pôle d'Activités <> Luynes Maison d'Arrêt | République, Galice, Thermidor, Vasarely, Scotto, J. Verne, Figuière, Club Hippique, Pioline, Centre Commercial | Lundi au samedi : 2 rotations par jour                            | RDT13            | |
| Ligne 18 | Rotonde Jeanne d'Arc <> Luynes Maison d'Arrêt                                                      | Pont de l'Arc, RN8, Luynes Centre, Trois Pigeons | Lundi au samedi : 2 rotations par jour                            | RDT13            | |
| Ligne 20 | Sextius <> Puyricard Palombes ou Village du Soleil                                                 | Tour de Ville, Solari, Entremont, Étoile ou Coquillade | Lundi au samedi : 30 min, un sur deux pour chaque branche         | Autocard Menardi | |
| Ligne 21 | Gare Routière <> Couteron                                                                          | Tour de Ville, Pasteur, Portail Cezanne, Lauves, St Donna, Rigoulon, Couteron, Village du Soleil, La Gantèse, Rigoulon puis retour sur Aix | Lundi au samedi : 60 min                                          | Autocard Menardi | |
| Ligne 22 | Sextius <> Puyricard Salle des Fêtes                                                               | République, Célony, La Calade, Lignane, Poterie, Petit St Jean, La Rabiotte. | Lundi au samedi : 9 A/R par jour                                  | Autocard Menardi | |
| Ligne 23 | Gare Routière <> Les Pinchinats                                                                    | Tour de Ville, Zola, Esperantistes, Pont des Corneilles, Platanes, Aqueduc, Parc Rigaud | Lundi au samedi : 60 min                                          | Autocard Menardi | |
| Ligne 24 | Gare Routière <> Grand St Jean Cimetère                                                            | République, Verte Coline, RN296, Entremont, Coquillade, Tascel, Rotolane, Salle des Fêtes, De Régis, Rabiotte, Poterie | Lundi au samedi : 2 A/R Mercredi et Samedi                        | Autocard Menardi | |
| Mini 1   | Parking Thomson <> Parc Rambot                                                                     | Pelletan, Gare Routière, Cours Mirabeu, Prêcheurs, Arts et Metiers (retour par RICM, École Militaire, David) | Du lundi au samedi, 10 min                                        | Autobus Aixois   | |
| Mini 2   | Gare Routière <> Hôpital <> Brunet                                                                 | Cours Mirabeau, Prêcheurs, Mignet (Boulegon au retour), Gianotti, Pasteur | Du lundi au samedi, 15 min                                        | Autobus Aixois   | Via Jules Isaac 13 fois par jour, Mozart 4 fois par jour, Brunet 11 fois par jour                                    |
| Mini U   | Rotonde Jeanne d'Arc <> Cuques                                                                     | Reine Jeanne, Courcy | Du lundi au samedi, 15 à 20 min                                   | Autobus Aixois   | |
| Mini A   | Jas de Bouffan Rond Point de Galice <> Parc de Beauregard                                          | Vives, Four d'Eyglun, Croix Verte, Vasarely, Parc Paysager, Picasso, Stade Ouest, Corsy Centre, Petite Chartreuse, Minimes Rotonde, Cours Mirabeau, Prêcheurs, Arts et Metiers (Retour par RICM, École Militaire, David) Petit Nice, Petit Roqiefavour, Beauregard (retour par Daudet)      | Du lundi au samedi : 2 A/R (20h et 21h)                           | Autobus Aixois   | |
| Ligne A  | Jas de Bouffan Rond Point de Galice <> Parc de Beauregard                                          | Vives, Four d'Eyglun, Croix Verte, Vasarely, Parc Paysager, Picasso, Stade Ouest, Corsy Centre, Petite Chartreuse, Minimes Rotonde, Cours Mirabeau, Prêcheurs, Arts et Metiers (Retour par RICM, École Militaire, David) Petit Nice, Petit Roquefavour, Beauregard (retour par Daudet)      | Dimanche : 60 min de 9h à 18h.                                    | Autobus Aixois   | |
| Ligne B  | Fenouillères <> Pont des Corneilles                                                                | Reine Astride, Charrier, Rotonde, Cours Mirabeau, École Militire, RICM, PArc Rambot, Bellegarde, Violette, Peupliers, Capucins, Bellevue, Portail Cezanne, Pont des Corneilles. Retour via Boulegon, Precheurs, Rotonde puis Cité du Livre, De Lesseps, Daret, St Exupery, Clos Bernadette. | Dimanche : 60 min de 9h à 18h.                                    | Autobus Aixois   | |
| Ligne C  | Val St André <> Verte Colline                                                                      | Mauriat, Cible, Cigalles, Stade Carcassonne, antenne vers La Torse, École Militaire, Opéra, Lacépède, Bellegarde, Pasteur, Rocher du Dragon, Capus. Retour via Bourse, Cordeliers, Rotonde, Malherbe, Reine Jeanne, Facultés, Coton Rouge.                                                  | Dimanche : 2 allers-retours                                       | Autobus Aixois   | |

Le 16 décembre, les lignes Mini U et Mini 2 fusionnent. La nouvelle ligne Mini 2 effectue donc le trajet Cuques - Hôpital / Mozart / Brunet / Beauvallon"
.
"D'Alfred à Zoé, Aix en Bus transporte tout le monde !"
Le 4 septembre 1996, les zones tarifaires sont supprimées.
Le 27 octobre 1997, "Le nouveau réseau Aix en Bus prend son envol"
"Plus loin, plus simple, plus souvent, plus tard"
Le réseau est totalement restructuré. Le principe est de mettre bout à bout les lignes ayant terminus à la Rotonde.
Le service est prolongé jusqu'à 22 heures pour les lignes 2, 3, 4 et 6. La Mini A est donc supprimée.
La ligne 9 est absorbée par la 2, qui ne dessert plus l'avenue Poncet.
La ligne 11 est absorbé par la 3, qui ne dessert plus Vives et Grande Thumine, repris par la 4.
La ligne 12 est absorbée par la 4, qui ne dessert plus le Petit Roquefavour.
La 5 n'est plus circulaire. La portion entre Puget et le tour de ville étant desservie par la Mini 2.
La ligne 6 n'est plus circulaire et absorbe la 8.
La ligne 7 n'est plus circulaire, Jules Verne et l'Avenue Leclerc ne sont donc plus desservis par le réseau.
La ligne 10 n'effectue plus de boucle au jas de bouffan, l'avenue Pagnol n'est donc plus desservie.
Le terminus de la ligne 1 est déplacé de Rotonde Office de Tourisme à St Christophe (qui deviendra plus tard Victor Hugo)

##### Lignes des lignes en 1997
|          | Numéro                                                                                             | Itinéraire | Offre                                                              | Exploitant       | Remarque                                                                                              |
| Ligne 1  | Rotonde Office de Tourisme <> Portail Cezanne                                                      | Tour de Ville, Avenue Zola, Esperantistes, Beisson | Du lundi au samedi, 15 à 20 min                                    | Autobus Aixois   | |
| Ligne 2  | Pont de l'Arc <> Colonel Schuler <> Pont des Corneilles                                            | Clos Bernadette, Pigonnet, Brosolette, Belges Tour de Ville, Pasteur, Solari, Lagrange, Loubassane | Du lundi au samedi, 20 min                                         | Autobus Aixois   | |
| Ligne 3  | La Molière <> Four d'Eyglun <> Val St André <> Palette <> Le Tholonet                              | Domaine des Fleurs, La Brédasque, Parc St Mitre, Dalmas, République, Rotonde, Tour de Ville, Gambetta, Ste Anne, Tour d'Agosy, Trois Sautets, RN7 | Du lundi au samedi, 15 min                                         | Autobus Aixois   | |
| Ligne 4  | La Mayanelle <> Trois Bons Dieux                                                                   | Vives, Four d'Eyglun, Grande Thumine, Vasarely, Lesseps, Belges, Rotonde, Tour de Ville, Arts et Metiers, Petit Nice, Beauregard (ou Petit Roquefavour) | Du lundi au samedi, 10 à 15 min                                    | Autobus Aixois   | Certains courses par Petit Roquefavour au lieu de Beauregard                                          |
| Ligne 5  | Rotonde Poste <> Puget                                                                             | Tour de Ville, Gambetta, St Jérome, Bel Ormeau, Moulin de Testas | Du lundi au samedi, 15 min                                         | Autobus Aixois   | |
| Ligne 6  | Martelly <> Margueride <> Val de l'Arc                                                             | Vignes de Marius, Thermidor, Rond Point de Galice, Corsy, République, Rotonde, SNCF, Facultés, Coton Rouge | Du lundi au samedi, 15 min                                         | Autobus Aixois   | |
| Ligne 7  | Rotonde <> Figuière                                                                                | Gare Routière, Lesseps, Dunant, St Exupéry. | Du lundi au samedi, 10 à 15 min                                    | Autobus Aixois   | Effectue le Tour de Ville en heure de pointe                                                          |
| Ligne 10 | Val St André <> Jas de Bouffan Centre Commercial                                                   | St Benoit, Berger, Clos Bernadette, J. Verne, Scotto, Vasarely, Thermidor, Rond Point de Galice. | Du lundi au samedi, 30 à 60 min                                    | Autobus Aixois   | |
| Ligne 13 | La Torse <> Célony <> Country                                                                      | École Militaire, Tour de Ville, République, Verte Colline | Du lundi au samedi, 30 min                                         | Autobus Aixois   | |
| Ligne 14 | Gare Routière <> Célony <> Puyricard Salle des Fêtes                                               | République, Dalmas, Route d'Eguilles, Chemin du Pont Rout, Les Feuillades, Chemin d'Eguilles, Célony, Country, Touloubre, Salle des Fêtes | Du lundi au vendredi : 16 aller-retour donc 5 desservant Puyricard | Autobus Aixois   | |
| Ligne 15 | Rotonde Jeanne d'Arc <> Les Milles Village <> Les Milles Pôle d'Activités <> Luynes Maison d'Arrêt | Pont de l'Arc, Route des Milles, D9, Centre Commercial, Requier, | Lundi au Samedi : 60 min                                           | RDT13            | |
| Ligne 16 | Rotonde Jeanne d'Arc <> Les Milles Village <> Les Milles Pôle d'Activités <> Luynes Maison d'Arrêt | Lesseps, Jules Verne, Figuière, Club Hippique, Pioline, Centre Commercial | Lundi au Samedi : 60 min                                           | RDT13            | |
| Ligne 17 | Rotonde Jeanne d'Arc <> Les Milles Village <> Les Milles Pôle d'Activités <> Luynes Maison d'Arrêt | République, Galice, Thermidor, Vasarely, Scotto, J. Verne, Figuière, Club Hippique, Pioline, Centre Commercial | Lundi au Samedi : 2 rotations par jour                             | RDT13            | |
| Ligne 18 | Rotonde Jeanne d'Arc <> Luynes Maison d'Arrêt                                                      | Pont de l'Arc, RN8, Luynes Centre, Trois Pigeons | Lundi au Samedi : 2 rotations par jour                             | RDT13            | |
| Ligne 20 | Sextius <> Puyricard Palombes                                                                      | Tour de Ville, Solari, Entremont, Étoile ou Coquillade, Salle des Fêtes | Lundi au samedi : 30 min, un sur deux pour chaque branche          | Autocars Menardi | |
| Ligne 21 | Gare Routière <> Couteron                                                                          | Tour de Ville, Pasteur, Portail Cezanne, Lauves, St Donna, Rigoulon, Couteron, Village du Soleil, La Gantèse, Rigoulon puis retour sur Aix | Lundi au Samedi : 60 min                                           | Autocars Menardi | |
| Ligne 22 | Sextius <> Puyricard Salle des Fêtes                                                               | République, Célony, La Calade, Lignane, Poterie, Petit St Jean, La Rabiotte. | Lundi au Samedi : 6 A/R par jour                                   | Autocard Menardi | |
| Ligne 23 | Gare Routière <> Les Pinchinats                                                                    | Tour de Ville, Zola, Esperantistes, Pont des Corneilles, Platanes, Aqueduc, Parc Rigaud | Lundi au Samedi : 60 min                                           | Autocard Menardi | |
| Ligne 24 | Gare Routière <> Grand St Jean Cimetère                                                            | République, Verte Coline, RN296, Entremont, Coquillade, Tascel, Rotolane, Salle des Fêtes, De Régis, Rabiotte, Poterie | Lundi au Samedi : 2 A/R Mercredi et Samedi                         | Autocars Menardi | |
| Mini 1   | Parking Thomson <> Parc Rambot                                                                     | Pelletan, Gare Routière, Cours Mirabeu, Prêcheurs, Arts et Metiers (retour par RICM, École Militaire, David) | Du lundi au samedi, 10 min                                         | Autobus Aixois   | |
| Mini 2   | Cuques <> Hôpital <> Mozart <> Brunet                                                              | Puget, SNCF, Rotonde, Cours Mirabeau, Prêcheurs, Mignet (Boulegon au retour), Gianotti, Pasteur | Du lundi au samedi, 15 min                                         | Autobus Aixois   | Itinéraire par Violette en heure creuses. Prolongé de Hôpital à Mozart ou Brunet à certains horaires. |
| Ligne A  | Jas de Bouffan Rond Point de Galice <> Parc de Beauregard                                          | Vives, Four d'Eyglun, Croix Verte, Vasarely, Parc Paysager, Picasso, Stade Ouest, Corsy Centre, Petite Chartreuse, Minimes Rotonde, Cours Mirabeau, Prêcheurs, Arts et Metiers (Retour par RICM, École Militaire, David) Petit Nice, Petit Roquefavour, Beauregard (retour par Daudet)      | Dimanche : 60 min de 9h à 18h.                                     | Autobus Aixois   | |
| Ligne B  | Fenouillères <> Pont des Corneilles                                                                | Reine Astride, Charrier, Rotonde, Cours Mirabeau, École Militire, RICM, PArc Rambot, Bellegarde, Violette, Peupliers, Capucins, Bellevue, Portail Cezanne, Pont des Corneilles. Retour via Boulegon, Precheurs, Rotonde puis Cité du Livre, De Lesseps, Daret, St Exupery, Clos Bernadette. | Dimanche : 60 min de 9h à 18h.                                     | Autobus Aixois   | |
| Ligne C  | Val St André <> Verte Colline                                                                      | Mauriat, Cible, Cigalles, Stade Carcassonne, antenne vers La Torse, École Militaire, Opéra, Lacépède, Bellegarde, Pasteur, Rocher du Dragon, Capus. Retour via Bourse, Cordeliers, Rotonde, Malherbe, Reine Jeanne, Facultés, Coton Rouge.                                                  | Dimanche : 60 min de 9h à 18h.                                     | Autobus Aixois   | |

Le 14 avril 1998, le réseau se dote d'un service de transport à la demande « Allo bus » et d'un service de transport de personnes à mobilité réduite « Allo bus + ». Lancés pour une expérimentation de 8 mois, ils couvrent alors les actuels secteurs des Granettes et Célony (qui deviendront A et B plus tard.).
Été 1998 le terminus Colonel Schuler de la ligne 2 est supprimé, Pont de l'Arc devenant l'unique terminus sud.
Le 1er juillet 1999, à la suite d'un appel d'offres, le contrat à reconduction tacite à forfait kilométrique entre la mairie d'Aix-en-Provence et les Autobus aixois avec la RDT13 est remplacé par une délégation de service public de douze ans courant jusqu'au 30 juin 2011, qui est porté jusqu'au 31 décembre 2011 quelques années plus tard. La délégation est accordée au groupement des Autobus aixois et de la RDT13.
Le 30 août :
La ligne 14 abandonne Pyricard et termine à Célony systématiquement.
Mise en place de services dominicaux sur les lignes 1 et 7 (fusionnées sous l'indice 1/7), 3, 4 et 6: un bus par heure de 9h à 12h puis de 14h à 18h.
Les lignes 14 et 15 circulent déjà le dimanche.
De fait, les lignes A, B et C sont supprimées.
Le 4 octobre: création de la ligne 19: Gare Routière - Europôle de l'Arbois. Elle ne dessert aucun arrêt intermédiaire, à raison de 3 rotations par jour, à l'aide d'un autocar.
Le 22 décembre: la ligne 22 est supprimée, la desserte étant reprise par "Proxibus", le nouveau nom d'Allobus (celui ci étant déjà déposé par un autre réseau de transport). Le service se voit doté des nouveaux secteurs C, D et E.

### Les années 2000
Le 22 février 2000, restructuration du réseau des Milles et Luynes :
- Suppression de la desserte de la maison d'arrêt et de la base aérienne.
- Les lignes 15 et 16 ont pour terminus Pôle d'Activités, la ligne 15 reprend seule la boucle de la ZI (Eiffel-Perrin).
- L'actuelle ligne 17, qui dessert Corsy et le Jas de Bouffan est supprimée. La nouvelle ligne 17 relie Aix à la Duranne (L.de Broglie) via Parc Club du Golf, La Robole, Pôle d'Activités puis trajet direct par D9 et A51 jusqu'à Aix, à raison de 7 rotations quotidiennes du lundi au vendredi.

Le 4 septembre 2000.
Réorganisation du réseau de Puyricard, les lignes 20 et 21 voient leurs itinéraires permutés:
- Ligne 20: elle dessert l'avenue Cezanne, le chemin des Lauves, de la Rose, route de la Coquillade, le village de Puyricard pour terminer aux Palombes.
- La ligne 21 chemine via Solari, Entremont, L'Étoile, Puyricard, puis l'IAE (nouvel arrêt, situé chemin de la Quille) pour finir à Village du Soleil, ou Couteron. *Les arrêts Quille et Éolienne sont déplacés afin de ne pas être trop près du nouvel arrêt IAE.

À la suite de cette restructuration, la Rose (partie Est), la Philippine, Rigoulon, Rostolane se retrouvent sans desserte régulière, mais le service Proxibus y est disponible. Tascel reste desservi par la ligne 24. Des doublages scolaires (numérotés D1 à D14) relient également ces secteurs aux établissements scolaires.
Journée des transports :
- Essai de l'un des nouveaux minibus O400 City, achetés pour remplacer les O100 City. Exemplaire doté d'un moteur diesel classique, il sera testé un fonctionnement à l'aquazol (émulsion d'eau et de gasoil), expérimentation qui ne sera pas retenue par la suite.
- Démonstration d'un Heuliez GX217 GNV destiné au réseau Sunbus de Nice (numéro de parc 353) avant sa livraison à Nice. Cet autobus fonctionne au gaz naturel pour véhicules (GNV).
L'équipement GNV était prévu pour Aix-en-Provence, mais la situation des dépôts ne permet pas l'installation d'une station gaz nécessaire au ravitaillement des bus. En contrepartie, le dépôt du Clos Piervil sera équipé ultérieurement d'une pompe de diester, carburant contenant 70% de gazole et 30% de bio carburant (colza) et qui peut être utilisé sur la majorité des véhicules diesel sans modification notable. Ce carburant sera utilisé jusqu'à la disparition des Autobus Aixois en 2012.
Le 1er janvier 2001, la Communauté d'agglomération du pays d'Aix est créée et devient l'autorité organisatrice des transports en lieu et place de la ville d'Aix. Les logos sur les autobus, ceux de la mairie d'Aix, sont remplacés par ceux de la CPA. Les papillons apparus en 1997, de couleur verte, deviennent orange (couleurs CPA).
En mars 2001, un service dominical est créé sur les lignes 20 et 21, à raison de 3 allers-retours pour chaque ligne.
Été 2001 : de nouveaux arrêts sont créés sur la ligne 19, dans le secteur de la Duranne.
En janvier 2002, l'exploitation des lignes 20 et 21 fusionne : 4 véhicules y sont désormais affectés, effectuant alternativement 2 rotations sur la 21 puis une sur la 20. La ligne 21 passe désormais 2 fois par heure au lieu d'une, Puyricard est donc desservi par 3 bus par heure.
La ligne 20 dessert, 3 fois par jour, un nouvel arrêt Plantation, situé en aval du terminus des Palombes (1 passage le matin, 2 le soir) afin de desservir la fabrique du même nom.
La ligne 24 désert désormais Verte Campagne et délaisse Tascel et Rostolane, qui restent desservis par le service Proxibus.
En avril 2002, les autobus aixois mettent en service 22 bus de type Heuliez GX317, numérotés 9189 à 9210. Premiers véhicules aixois équipés de girouettes à diodes, climatisation et répondant à la norme anti-pollution euro 3. Ils sont pré-disposés pour le transport d'une personne à mobilité réduite, la transformation sera effectuée quelques années après leur mise en service.
En mai 2002, la ligne 4 est prolongée, 28 fois par jour, depuis Trois Bons Dieux vers Domaine du Prignon, situé sur la commune de Saint-Marc-Jaumegarde. Il s'agit de la 3e commune directement desservie par le réseau. Le secteur J du Proxibus est créé pour desservir la commune.
Le 23 septembre 2002, les horaires de la ligne 19 sont renforcés: 5 A/R par jour.
Le 2 octobre 2002 :
- Ligne 15: fréquence renforcée à 15 min en pointe, 30 en creuse, contre 30 à 60 minutes avant.
- La ligne Mini 1 ne dessert plus le California (av. de la Beauvalle). Cette desserte était effectuée 13 fois par jour, compensée par le renforcement de la ligne 15 qui permet une meilleure desserte de ce quartier.

Le 6 janvier 2003, les horaires de la ligne 15 sont revus, mais la fréquence reste identique.
En 23 octobre 2003 :
- La ligne Mini 1 est prolongée jusqu'au Parc Relais Krypton, toutes les 10 minutes, via Facultés et Coton Rouge.
- La ligne 19, qui reliait la Gare Routière à l'Arbois (direct RD9 jusqu'à Foucault) est supprimée et remplacé par les lignes 16 et 17 qui sont prolongées.
- Ligne 16: prolongée jusqu'à Fresnel et Arbois à certains horaires. Création d'une desserte le samedi matin, deux allers-retours à 8h et 9h.
- Ligne 17: prolongée à l'Arbois à certains horaires (le terminus normal est effectué à Fresnel contre L. De Brogolie avant). L'Arbois est desservi toutes les 30 minutes, en heure de pointe uniquement.
- La ligne 15 voit à nouveau sa grille horaire modifiée, sans changement notable.

Il en résulte une augmentation considérable de la desserte de la Duranne, quartier en plein développement.
Le 4 avril 2005, la ligne 18 dessert en antenne l'aérodrome des Milles via le chemin de la Badesse, en direction des Milles.
En juillet 2005 : création de la ligne « mini direct krypton » (MDK sur les horaires) à la suite de l'ouverture du parc relais Krypton. Elle ne dessert que deux arrêts : le parc relais et H. Mirabeau (sens descendant), à raison d'un passage toutes les 20 à 30 minutes. Exploitation en minibus Boxer, parfois Microbus ou O400 City. La ligne ne sera jamais affichée sur la signalétique des deux arrêts desservis.
La RDT13, chargée de l'exploitation de la ligne 18, sous-traite désormais une partie des services de cette ligne à la société CAP Tourisme, qui utilisera, comme la RDT13, un minibus de type O400 City.
En septembre 2005, les autobus aixois réceptionnent et mettent en service des véhicules nouvelle génération de type Heuliez GX327: 5 exemplaires à 2 portes (9236 à 9240) et 12 exemplaires à 3 portes (9241 à 9252). La série sera complétée en 2006 par 7 nouveaux exemplaires (9254 à 9260). Ils sont accessibles aux personnes à mobilité réduite dès leur mise en service.
Année 2006 : année Cézanne (centenaire de sa mort): le réseau adopte une charte graphique aux couleurs de ses œuvres (fiches horaires, pochettes et coupons d'abonnements)
Le 25 août 2006 :
La desserte des Milles est profondément restructurée:
- Ligne 15: fréquence de 15 min en pointe, 30 min en heures creuses, le samedi et les vacances. Le dimanche elle dessert la Duranne, toutes les 60 minutes. Le tour de la ZI (Eiffel-Perrin) reste effectué par un bus sur deux en heure de pointe, elle était systématique avant.
- Ligne 16: terminus systématique au Pôle d'Activités, elle ne dessert plus la Duranne. Fréquence portée à 30 minutes de 9h à 17h, 60 min entre 7h et 9h puis de 17h à 19h.
- Ligne 17: toutes les 15 min en pointe, 30 min en heures creuses, le samedi et les vacances.
- Ligne 19: création d'une liaison autoroutière entre Luynes et Aix. Au départ de Luynes Mail, elle effectue la desserte du village, puis un crochet par le lycée international avant de prendre l'autoroute jusqu'à Aix centre, Rotonde puis retour à la gare routière, son terminus. 7 allers-retours, du lundi au vendredi, en heure de pointe uniquement.

En septembre 2006 la ligne 3 est désormais exploitée à 100% par des autobus accessibles aux PRM.
En octobre 2006, le service « Proxibus » dessert le Tholonet via le nouveau secteur T. Le secteur sera supprimé dès septembre 2008, en raison d'un nombre de réservation trop faible.
En 15 janvier 2007 :
- Ligne Mini 1: ligne profondément modifiée : à la suite de la création de la ligne 9, le terminus parc relais Krypton est ramené à Cité du Livre. Dans le même temps, le terminus Parc Rambot est supprimé, la ligne prolonge désormais jusqu'au parking Carcasonne.
- Ligne 1 : à la suite de l'ouverture du Parc Relais Hauts de Brunet, la ligne y est prolongée depuis le Portail Cezanne via l'avenue Otano. Fréquence de 15 minutes contre 15 à 20 auparavant.
- Création de la ligne 9: Parc Relais Krypton - Parc Relais Hauts de Brunet. Elle a pour vocation de proposer un trajet rapide entre le centre-ville et ces deux parcs relais. Itinéraire via Solari, Hôpital, Pontier, Rotonde, Brosolette, Facultés et Coton Rouge. Pour l'occasion, 8 midibus de type Heuliez GX127 (9277 à 9284) sont commandés, mais ne seront livrés qu'en juillet. De janvier à juillet, la ligne est exploitée en microbus, O400 City, GX77H (loués) et GX117. La fréquence est de 12 minutes du lundi au samedi.
- La ligne MDK (mini direct krypton) est supprimée, la desserte étant reprise par la ligne 9.

En juillet 2007
Les autobus Aixois mettent en service 12 minibus de type Véhixel Cityos 3/23 (numérotés 9265 à 9276). Ils remplacent la dizaine d'O400 City affectés aux lignes Mini 1 et 2. Ils sont accessibles aux personnes à mobilité réduite, et climatisés. Cependant, seuls 7 O400 City seront réformés, les 3 autres seront mis de côté, et assureront plus tard les lignes 18B, M3, A et T.
Comme tous les ans, les horaires d'été sont appliqués. À cette occasion, les lignes 20 et 21 sont fusionnées le dimanche, sous l'indice 20/21. Le trajet effectué est Rotonde Victor Hugo - Couteron via Les Palombes et Village du Soleil. Entre Aix et Puyricard, le bus emprunte tantôt l'itinéraire de la ligne 20, tantôt celui de la ligne 21.
La ligne 24, qui circule à raison de 2 A/R les mercredi et samedi uniquement, voit ses services effectués le matin pendant la période estivale, au lieu de l'après-midi.
La ligne 16 est modifiée: elle abandonne l'avenue Jules Verne pour celle du Corbusier.
En septembre 2007
La RDT13 ayant remplacé ces derniers véhicules de type Setra S215SL, les lignes 15, 16, 17 et 19 circulent désormais à 100% avec des bus accessibles de type Mercedes Citaro. Les S215SL seront toutefois partiellement remis en service lors du renforcement des lignes 15, 16 et 17 en septembre 2009, en attendant la livraison de 3 Citelis 12 début 2010 pour les remplacer définitivement.
La ligne 16 retrouve son itinéraire par l'avenue Jules Verne, deux mois après l'avoir abandonné.
La ligne 18 dessert, à la demande, le chemin de la Plaine des Dès. Après seulement 3 semaines, cette déserte est supprimée car elle pénalise les riverains de la RN8. Elle sera reprise en février 2008 par la ligne 18b.
La ligne 7 est supprimée: la desserte est reprise par la ligne 1 qui effectue désormais le trajet La Figuière - Parc Relais Hauts de Brunet. La fréquence est portée à 10 minutes en heure de pointe, toujours 15 en heure creuse. Plusieurs itinéraires alternatifs apparaissent: passage par la Violette une fois par heure au lieu de l'avenue Zola, puis desserte alternée (1 fois sur 2) entre les avenues Otano ou Lagrange pour rejoindre le parc relais Hauts de Brunet depuis le Portail Cezanne.
Le 25 février 2008, la ligne 18b est créée entre Rotonde et Luynes Mail en complément de la ligne 18, afin de desservir le chemin de la Plaine des Dès. Elle remplace la desserte précédemment effectué à la demande. Un test de fréquentation sera effectué sur 3 mois. Au bout de 3 semaines seulement, la moyenne est de 60 à 70 passagers par jour en semaine, avec des pics à 110. La ligne est exploitée par Autobus Aixois à l'aide d'un O400 City, la fréquence est de 60 minutes, il y a 12,5 rotations par jour, du lundi au samedi.
Le 3 mars 2008 c'est au tour de la ligne 4 d'être complétée par la ligne 4B, qui la double sur son parcours entre Gare Routière et Domaine du Prignon, en empruntant systématiquement l'itinéraire via Petit Roquefavour. Fréquence d'environ 60 minutes effectuée avec un seul véhicule, du lundi au vendredi.
Création de la Navette A qui complète la ligne 9 entre le Parc Relais Hauts de Brunet et l'Hôpital. Itinéraire circulaire: Hauts de Brunet, avenue Solari, Hôpital, Rocher du Dragon, avenue Tassigny, clinique Aixium (qui donne son nom à la ligne) puis direct via RN296 (sortie Entremont) jusqu'à Hauts De Brunet. Toutes les 20 à 30 minutes, exploitée par Autobus Aixois à l'aide d'un des O400 City encore présent.
Le 30 mars 2008 la Navette T (Tholonet) apparaît à son tour. Elle double la ligne 3 entre Val St André et Palette (2 liaisons) et le Tholonet (4 liaisons). Exploitation avec un des O400 City encore présent.
Le juillet 2008: à l'occasion des horaires d'été, les lignes 4B, 18b, A et T ne circulent pas.
Les fiches horaires des arrêts adoptent un thermomètre présentant la ligne, les arrêts, et les différentes branches et itinéraires. Un point rouge indique l'arrêt actuel. Il est localisé sur le côté, les grilles horaires ayant été décalées sur la droite pour l'occasion. Le reste de la présentation est identique. Les arrêts de ligne 18b n'étant pas encore officialisés, elle ne bénéficie pas de cette nouveauté.
Le septembre 2008,
Les navettes A et T sont supprimées en raison d'une fréquentation trop faible.
Les lignes 4b et 18b sont quant à elles maintenues.
Certains terminus voient leur nom raccourci: le nom du quartier est supprimé.
La ligne 1 est désormais exploitée à 100% avec des véhicules accessibles.
Les lignes 3 et 10 ne desservent plus l'arrêt Jas de Bouffan Centre Commercial, en raison de la création de la nouvelle avenue Saint Mitre des Champs, située à cet endroit. L'arrêt est reporté à Étoile, qui est renommé Centre Commercial Ouest pour l'occasion.
La ligne 18b voit ces fiches horaires dotées de thermomètres, ainsi que la création d'un nouvel arrêt: Cartoux. La phase de test étant finie, l'exploitation est confiée à la RDT13, qui exploite déjà la ligne 18.
Création du secteur F du service « Proxibus ».
Mise en service de deux nouveaux Heuliez GX127: le 9290 chez Autobus Aixois pour la ligne 23, et le 28152 chez Cars du Pays d'Aix pour la ligne 14.
Le 8 décembre 2008,
La ligne 4B est prolongée de Gare Routière à Tubingen, via De Lesseps. La fréquence de 60 minutes est légèrement dégradée pour absorber ce prolongement.
Le 18 décembre 2008, 
droit de retrait exercé par les conducteurs d'Autobus Aixois. Seules les lignes sous traitées circuleront ce jour-là.
En raison de tirs sur le GX107 numéro 9097 survenus dans la soirée du 17 décembre, au terminus Pont des Corneilles de la ligne 2. Cette ligne, qui n'est pourtant pas réputée comme problématique, avait subi une dizaine d'incidents le mois précédant. Finalement, la CPA décide de financer la vidéo surveillance pour les nouveaux véhicules qui seront acquis dès 2009.
Le janvier 2009
Ligne 13 : à la suite d'importants travaux, toutes les courses de la ligne 13 ont pour terminus Country (au lieu de 13 A/R par jour), le terminus Célony ne permettant plus le stationnement d'un véhicule mais reste desservi comme arrêt de passage.
À quelques jours d'intervalle, les GX327 numérotés 9242, puis 9241, mis en service en octobre 2005, sont victimes d'incendies moteurs. L'un sur la RN296 au cours d'un service scolaire, l'autre au terminus Trois Bons Dieux de la ligne 4. Après expertise, ils seront finalement remplacés en mai 2010 par deux nouveaux GX327: les 9322 et 9323.
Le 1er mars 2009,
le service « Proxibus + », autrefois nommé « Allo bus + », jusque-là intégré au réseau Aix en bus est confié à SUMA, qui le sous-traite à la SAS Pastouret : le service devient alors un service du Pays d'Aix qui le renomme « Accessibus »
Le juillet 2009,
Ligne 13: malgré la fin des travaux de Célony, et bien que conservant officiellement ces deux terminus nord "Célony" et "Country", le passage aux horaires d'été prévoit que toutes les courses aient pour origine et destination Country, ce qui sera effectif. Les travaux ayant démontré que la fréquentation entre Célony et Country était suffisante pour y maintenir une desserte en continu.
Le septembre 2009,
Ligne 1: environ 5 courses qui desservaient l'itinéraire Lagrange sont reportées sur Otano, mettant ainsi fin à la desserte de chaque itinéraire une fois sur deux.
Ligne 2: comme la quasi-totalité des autres lignes, les horaires de départ de chaque terminus sont arrondis, pour plus de lisibilité. La fréquence est toujours de 20 minutes, avec quelques exceptions le matin et en fin de service.
Ligne 6: la ligne est désormais exploitée à 100% par des bus accessibles aux personnes à mobilité réduite.
Ligne 13: le terminus Célony est officiellement classifié comme arrêt de passage sur les plans et fiches horaires. Toutes les courses desservent Country.
Les Autobus Aixois mettent en service 8 Heuliez GX327 supplémentaires, destinés à la ligne 4, ils seront équipes de vidéo surveillance, une première. Numéros de parc: 9292 à 9299. Par glissement, les GX327 numérotés de 9247 à 9252 quittent la ligne 4 et sont transférés au dépôt du Clos Piervil, qui n'avait que 7 GX327 à ce moment-là.
D'autres véhicules seront équipés de la vidéo surveillance, notamment les GX327 9254 à 9260.
Le 9 novembre 2009, la ligne 4b est supprimée, un renfort de la ligne 4 en entier s'avérant nécessaire.
Création des lignes 22 et Mini 3 :
La ligne Mini 3 effectue le trajet Parking Carcassonne - Pasteur, toutes les 20 minutes du lundi au samedi. Elle est exploitée par Autobus Aixois avec des O400 City qui sont remis en service pour l'occasion. Itinéraire via Poilus, David, Prêcheurs, Mignet, Pasteur, Gianotti, Boulegon, Prêcheurs, Thiers, Italie, Gambetta.
La ligne 22 relie le Parc Relais Hauts de Brunet à Tascel, toutes les 80 minutes. Itinéraire via Rostolane, Salle des Fêtes, Romana, Plantation, Palombes, Bellec, Salle des Fêtes (2e passage), Verte Campagne, Marguerite, Entremont. Exploitation en GX127, ou GX107 selon disponibilités.
La ligne 17 voit son terminus Fresnel devenir un simple arrêt, le nouveau terminus étant désormais Duranne École, qui est atteint après deux nouveaux arrêts: Pleiades et Galilée. Un nouvel arrêt Magellan est intercalé entre Fresnel et Arago. La desserte s'effectue donc avec deux branches: Duranne École ou Europôle de l'Arbois.
Les lignes 4, 15, 16 et 17 voient leur fréquence renforcée:
Ligne 4: toutes les 8 à 12 minutes en journée (contre 10 à 15), inchangée le samedi, fréquence de 40 min en continu le dimanche (contre 60 min avec interruption entre 12 et 14h). Le terminus Trois Bons Dieux est abandonné au profit de Parking des Trois Bons Dieux. Domaine du Prignon reste desservi par une course sur deux ou sur trois en moyenne, et le petit Roquefavour une dizaine de fois par jour et par sens.
La ligne 15 voit sa fréquence en heure creuse passer de 30 à 20 minutes en semaine, et pendant les vacances. Création d'un itinéraire alternatif via le Pont de l'Arc, desservi à certains horaires, au lieu de la Beauvalle. Le dimanche, la fréquence passe de 60 à 40 minutes, l'itinéraire Pont de l'Arc est effectué une fois sur deux et le terminus Frenel est repoussé à Duranne École.
Ligne 16: fréquence de 30 minutes, toute la journée du lundi au samedi (30 à 60 minutes avant). Temps de parcours ajustés.
Ligne 17: fréquence en heure creuse améliorée, et portée à 20 minutes en heure de pointe pendant les vacances scolaires.
Le 14 décembre 2009 création de la Navette Marché Encagnane. Elle relie Capus à De Lesseps via: Petite Chartreuse, Corsy (Dalmas au retour), et Baudoin.
Départs à 9h30, 10h30 et 11h30 de Capus, 10h00, 11h00, 12h00 de De Lesseps, les jours de marché (lundi, mercredi, vendredi). Pas de service pour le marché du dimanche.
Le 26 décembre 2009
Pour la première fois, le service du 26 décembre est assuré aux horaires vacances scolaires. Jusqu'alors seules les lignes 15 à 19 circulaient en horaires vacances ce jour-là, les autres étant exploitées avec des horaires très réduits.
Le 18 janvier 2010:
Ligne 3: modification du service dominical: toutes les courses desservent Palette. Fréquence de 40 minutes de 9h00 à 18h30.
Ligne 10: renforcement de la fréquence: 20 minutes à l’heure de pointe, 40 minutes aux heures creuses (contre 30 à 60 min avant) en semaine, 30 minutes le samedi après- midi (au lieu de 60) et 40 minutes toute la journée pendant les vacances. Des autocollants informatifs sont apposés sur quelques véhicules pour l'occasion.
Ligne 13: renforcement de la fréquence: un bus toutes les 20 à 30 minutes en semaine (contre 25 à 40 avant). Mise en service de la ligne le dimanche à raison d'un bus toutes les 60 minutes.
Ligne 14: départ supplémentaire à 20h10 de la Gare Routière pour Célony.
Ligne 15: départs supplémentaires à 6h00 du pôle d'activités, 20h45 et 21h30 de la Rotonde, en semaine. Le dimanche à 19h10 de la Rotonde également.
Ligne 16: nouvel itinéraire par l'avenue Leclerc: création des arrêts Leclerc, Maréchal juin et Legros (direction Rotonde uniquement, afin d'assurer une correspondance avec l'arrêt De Lesseps). Les arrêts 8 mai 1945, Jules Verne et Saint Exupéry ne sont, de fait, plus desservis par cette ligne.
Lignes Mini 1, 2 et 3: les lignes conservent désormais leur itinéraire habituel les jours de marchés, abandonnant les déviations habituellement mises en place.
Le 10 mars 2010, en vertu d'une décision de la CPA visant à favoriser l'utilisation des transports en commun, le prix du ticket unité passe 1,10 € à 1 €. Le prix des autres tickets et abonnements est également revu à la baisse. Durant quelques jours, les girouettes abordent le message "Ticket à 1 Euro dès le 1er Mars".
Le 12 mars 2010, création d'une Navette Marché Puyricard, avec deux circuits "est" et "ouest", effectués alternativement 3 fois chaqu’un, au départ de la Salle des Fêtes. Fonctionne le vendredi matin seulement. Aucun arrêt fixe: il suffit de faire signe au conducteur.
circuit Est: chemins de Maliverny, Lignane, Olivary, Marin et Route du seuil.
circuit Ouest: route du Puy Ste Reparade, Villagu du soleil, chemins de Trévaresse, de la Présidente et Gantèse.
Le 3 mai 2010: la desserte de l’avenue Koening par la ligne Mini 2, dans le sens Cuques > Beauvallon est portée à 4 fois par jour, contre 2 fois par jour avant.
Le 17 mai 2010, la billettique « Pass Provence », commune à l'ensemble des réseaux du Pays d'Aix, est mise en place en remplacement de l'ancien système de tickets papiers à composter et d'abonnements à présenter au conducteur qui date de 1991. Les nouvelles cartes à puce sont envoyées rapidement par voie postale aux abonnés. Dès lors, et sans période transitoire, les anciens tickets ne sont plus valables et doivent être échangés au point accueil du réseau.
Été 2010: la ligne 22 ne circule pas.
Le 2 septembre 2010:
Ligne 18: nouvelle desserte de St Hilaire, 2 fois par jour et par sens.
Ligne 20: départ supplémentaire à 21h00 de Rotonde Victor Hugo vers Les Palombes.
Ligne 21: départ supplémentaire à 21h15 depuis Rotonde Victor Hugo.
Ligne 22: Prolongée depuis Tascel jusqu'à Village du Soleil. La ligne ne passe plus qu'une seule fois à la Salle des Fêtes, le deuxième passage étant remplacé par un tracé direct Bellec - Verte campagne. Elle abandonne Entremont pour le chemin des Lauves, puis emprunte les avenues Otano et Solari pour rejoindre son nouveau terminus Pasteur - Notre Dame. La fréquence est ajustée de 80 à 60 minutes, mais la ligne ne fonctionne plus le samedi.
Ligne 20/21 (dimanche) : un départ supplémentaire d'Aix le soir.
Le 11 octobre 2010:
Ouverture du Parc Relais Route des Alpes, ainsi, les lignes 1 et 23 ne desservent plus l'avenue des Esperentistes afin de desservir deux nouveaux arrêts: Parc Relais Route des Alpes et Brassens.
Ligne 1: l’itinéraire Violette est désormais effectué par une course sur deux en semaine. L’itinéraire Otano devient quasiment systématique en semaine, mais Lagrange reste desservi une fois sur deux pendant les vacances. Création de 4 nouveaux départs entre 20h et 22h.
La ligne 23 est renforcée: la fréquence passe à 30 minutes contre à peu près 60 minutes auparavant. La boucle de l'aqueduc est effectuée une fois sur deux dans chaque sens, toute la journée, au lieu d'uniquement en heure de pointe. Trois véhicules y sont désormais affectés contre un seul.
Le 3 janvier 2011:
Création d'un service matinal sur la ligne 15 pour les travailleurs du pôle d'activités: Départs de La Mayanelle à 4h35, 5h05 et 5h35 du lundi au samedi. Via Vives, Four d'Eyglun, Bois de l'aune, Vignes de Marius, Route de Galice, Rotonde puis itinéraire habituel jusqu'au Pôle D'Activités avec desserte de la boucle Eiffel-Perrin.
Ligne 16: aux Milles, nouvel itinéraire via le chemin de La Valette pour desservir l’arrêt ENSOSP du lundi au vendredi. L’itinéraire via Requier et la D9 est maintenu le samedi.
Ligne 17: le départ de 12h20 de l’Arbois dessert également l’arrêt Pléiades, pourtant situé sur la branche de Duranne École. De même pour les départs de 12h40 et 13h40 de Rotonde Belges vers l’Arbois.
En mars, à la suite de la modification de la ligne 1 en octobre 2010 via le Parc Relais Route des Alpes, une dizaine de courses sont rétablies par Esperantistes, cette desserte étant réclamée par des habitants du quartier.
Le 2 mai 2011
Modification de la ligne Mini 3: nouveau terminus au Parc Relais Route des Alpes, qu’elle rejoint via Violette, Gianotti, Trois Moulins, Amandiers et Espérantistes. Elle abandonne ainsi les arrêts Briand, Pasteur et Notre Dame. La fréquence de 20 minutes est maintenue.
Par conséquent, la ligne 1 abandonne l'itinéraire par Esperantistes.
Le 28 juin 2011:
Les conducteurs des Autobus Aixois exercent leur droit de retrait, à la suite de l'incertitude sur les modalités de reprise du nouveau délégataire, bien que l'annonce officielle ne soit pas encore communiquée. Aucun service n'est assuré ce jour-là, sauf sur les lignes sous traitées. Cet événement coïncide avec les épreuves du brevet des collèges.
Le 4 juillet 2011:
Le réseau passe en horaires d'été. À l'occasion, la ligne Mini 2 ne dessert plus les arrêts Violette et Gianotti. Desserte toujours assurée par la ligne Mini 3.
Le 13 juillet 2011:
La CPA annonce officiellement avoir choisi Kéolis comme délégataire pour la période du 01/01/2012 au 31/12/2019. Keolis annonce que les véhicules et dépôts d'Autobus Aixois ne seront pas repris.
Le 5 septembre 2011:
Renforcement de la desserte de Puyricard:
Ligne 20: toutes les 30 minutes au lieu de 60.
Ligne 21: environ toutes les 30 minutes entre la Rotonde et le Village du soleil. Un bus sur deux est à destination du village du soleil et dessert les Palombes. L'autre fait terminus à Couteron sans desservir les Palombes.
Jumelées depuis la refonte des horaires de 2001, les deux lignes deviennent indépendantes, et nécessitent désormais trois véhicules chacune, contre quatre pour les deux lignes auparavant. Le délégataire arrivant en fin de contrat, aucun investissement n'est prévu et le surplus fut couvert avec du matériel de réserve, occasionnant la réapparition des véhicules les plus anciens.
La ligne 22 voit sa fréquence passer de 80 à 60 minutes. Itinéraire par avenue Cezanne au lieu de Solari. Un minibus Cityos 30S d'occasion est acquis pour l'exploitation de cette ligne. Cependant, la ligne est régulièrement assurée en standard à la suite d'avaries de matériel.
Le 26 septembre 2011:
La ligne 3 dessert mieux Palette en soirée: le départ de 21h25 du Val St André est amorcé de Palette à 21h20. Les départs de 20h40 et 22h00 de Four d´Eyglun terminent à Palette.
Adaptation des horaires de la ligne 22 pour mieux répondre aux horaires des établissements scolaires: certaines courses sont retardées de 15 minutes.
Le 3 novembre 2011: nouvelle modification des horaires de la ligne 22.
Le 31 décembre 2011 marque le dernier jour des presque 48 ans d'exploitation du réseau par l'opérateur historique: les Autobus aixois. Le réseau est gratuit ce jour en raison du transfert des valideurs vers les nouveaux autobus. Keolis Pays d'Aix prend le relais dès le lendemain. En plus du changement de délégataire, le service « La Diabline » et ses trois lignes sont intégrées au réseau Aix en bus et ne font plus partie du service de transport du Pays d'Aix.

### Depuis 2012
Le 1er janvier 2012: Premier jour de service pour Kéolis Pays d'Aix, qui reprend la continuité de l'exploitation.
Le système d'information voyageur (SAIEV) Luciol est programmé et fonctionnel dès le 1er jour. La RDT13 dispose de nouveaux véhicules de type Crossway LE, identiques à ceux de Kéolis, et poursuit elle aussi l'exploitation de ces lignes.
Les véhicules et conducteurs sont répartis dans deux dépôts provisoires :
- Club Hippique, qui reprend les conducteurs et services du dépôt de Venelles ;
- Georges Claude, qui reprend les conducteurs et services du dépôt du Clos Piervil.

Kéolis dispose d'environ 40 Mercedes Citaro Facelift, 40 Irisbus Crossway LE, et une dizaine de midibus de type Heuliez GX127. Les minibus Dietrich City 21 n'ayant pas été réceptionnés à temps, les 12 Cityos (9265 à 9276) et 2 GX127 (9283, 9284) provenant d'autobus Aixois circulent chez Kéolis Pays d'Aix, ainsi que 2 Mercedes Citaro ex-RDT13 (708 et 720)
L'agence de Kéolis est située rue des Cordeliers, abandonnant l'office de tourisme.
Le 6 février 2012, deux lignes à la demande sont ouvertes vers les communes d'Eguilles et Venelles, en remplacement de la navette interne et en complément des lignes intercommunales du Pays d'Aix. Ces deux sont lignes re-modifiées en juillet avec le nouveau réseau et deviendront les Flexo 40 et 42.
Le 10 février 2012, comme tous les ans, la "navette foire" est mise en place entre la Rotonde et le stade Carcassonne. Elle sera interrompue début mars en raison d'incidents. Ce service ne sera jamais reconduit.
Les minibus de type City 21 de Dietrich commencent à être réceptionnés, ce qui pousse vers la sortie les Cityos ex-Autobus Aixois.
Un Citaro LE gris circule pendant quelques semaines, prêté par Evobus, à la suite du départ d'incendie survenu sur le Citaro 119107, qui sera finalement réparé et remis en service.
De mars à juin: travaux cours des Arts et Métiers: la ligne 4 est déviée par Clinique du Parc Rambot et Traverse Saint-Thomas, dans les deux sens. Les arrêts Peytral, Saint-Thomas et Lycée Cézanne ne sont pas desservis.
Avril: les poteaux d’arrêts verts sont progressivement repeints aux nouvelles couleurs du réseau: rouge et jaune
Le dimanche 15 avril: carnaval d'Aix. De 14h à 19h, trajet gratuit pour les voyageurs déguisés.
Kéolis abandonne son dépôt provisoire "Club Hippique" pour un nouveau dépôt dénommé "Jean Perrin", qui deviendra plus tard le dépôt définitif de l'entreprise.
Le 29 mai 2012 droit de retrait à la suite de la violente agression d'un conducteur de la ligne 6 au niveau de Victor Hugo.
Le 7 juillet 2012
Conformément au contrat, Kéolis met en place son nouveau réseau, à l'occasion des vacances d'été.

#### Liste des nouvelles lignes en juillet 2012
|             | Ligne                                                      | Itinéraire | Exploitant        | Remarque |
| Ligne 1     | Rotonde Victor Hugo <> Rotonde Victor Hugo                 | Circulaire Tour de Ville | Kéolis Pays d'Aix | |
| Ligne 2     | Bouffan <> Rotonde                                         | Circulaire via Galice, République, Gare Routière, Vasarely, Deffens, Thermidor, Four d'Eyglun, Vives | Kéolis Pays d'Aix | La boucle est effectuée dans les deux sens.                                                                                           |
| Ligne 3     | La Mayanelle <> Val de l'Arc                               | Via Bagatelle, Domaine des Fleurs, Four d'Eyglun, Parc d'Ariane, Deffens, Picasso, Parc St Mitre, Petite Chartreuse, République, Gambetta, Tour d'Agosy, Malacrida                                                             | Kéolis Pays d'Aix | |
| Ligne 4     | Val St André <> Pôle d'Activités                           | Via Mauriat, Saint-Benoit, Saint-Jérôme, SNCF, Rotonde, Belges, Lesseps, Dunant, Saint-Exupéry, Clos Bernadette, L'Armelière, La Parade, Centre Commercial des Milles, Village des Milles, Plan d'Aillane, Pôle d'Activités    | Kéolis Pays d'Aix | Certaines courses effectuent la boucle de la ZI.                                                                                      |
| Ligne 5     | Rotonde <> Parc Relais Hauts de Brunet                     | Via Tour de Ville, Zola, Parc Relais Route des Alpes, Amadiers, Beisson, Portail Cézanne, Otano | Kéolis Pays d'Aix | |
| Ligne 6     | Rotonde <> Parking des Trois Bons Dieux                    | Via Tour de Ville, Arts et Métiers, Lycée Cézanne, Petit Nice, Beauregard | Kéolis Pays d'Aix | Certaines courses via Petit Roquefavour au lieu de Beauregard.                                                                        |
| Ligne 7     | Feuillades Sibourg <> Rotonde                              | Via Bergerie, Huilerie, La Chevalière, Entremont, Parc Relais Hauts de Brunet, Solari, Hôpital | Kéolis Pays d'Aix | |
| Ligne 8     | Armelière <> Armelière                                     | Circulaire via Pont de l'Arc, Krypton, Coton Rouge, Facultés, SNCF, Rotonde, Belges, Pigonnet, Floralies, Pont de l'Arc | Kéolis Pays d'Aix | La boucle est parcourue dans les deux sens                                                                                            |
| Ligne 9     | Palette <> Saint Mitre des Champs                          | Via Paul Julien, Trois Sautets, Mauriat, Bel Ormeau, Clos Bernadette, Jules Verne, Scotto, Collège du Jas de Bouffan, Four d'Eyglun, Clos Gabriel, Siffleuses, Bagatelle, La Mayanelle, Bredasque                              | Kéolis Pays d'Aix | |
| Ligne 10    | Centre Aéré <> Grande Bastide <> Parc Rigaud               | Via Four d'Eyglun, Collège Jas de Bouffan, Scotto, Gare Routière, Rotonde, République, Hôpital, Solari, Lagrange, Esperantistes, Parc Relais Route des Alpes, Pont des Corneilles, Les Platanes, Aqueduc                       | Kéolis Pays d'Aix | Centre Aéré et boucle de l'Aqueduc desservis par un bus sur deux du lundi au samedi seulement.                                        |
| Ligne 11    | Luynes Mail <> Puyricard Centre                            | Via Lycée de Luynes, RN8, Pont de l'Arc, Brosolette, Rotonde, Hôpital, Solari, Entremont, Étoile | RDT13             | |
| Ligne 12    | Rotonde <> Couteron                                        | Via République, Hôpital, Portail Cezanne, Lauves, Chocolaterie, Coquillade, Salle des Fêtes, IAE, Village du Soleil. | Kéolis Pays d'Aix | Certaines courses ont pour terminus Cimetière du Grand St Jean via chemin du Marin. IAE, Village du Soleil et Couteron non desservis. |
| Ligne 13    | La Mayanelle RD17 <> Le Tholonet                           | Via St Mitre, Dalmas, République, Rotonde, Oraison, St Benoit, Malacrida, Trois Sautets, Palette | Kéolis Pays d'Aix | |
| Ligne 14    | Anouar El Sadate <> Luynes <> Centre Commercial des Milles | Via Gare Routière, A51, Aréna, Maison d'arrêt, Pôle d'Activités, Piscine des Milles | RDT13             | Dessert le Village des Milles et l'Aérodrome à certains horaires                                                                      |
| Ligne 15    | Belges <> Parc Club du Golf ou Duranne École               | Via Gare Routière, A51, D9, puis Pôle d'Activité, La Robole ou Foucault, Fresnel, Pleiades | RDT13             | |
| Ligne 16    | Puyricard Centre <> Duranne Europôle                       | Via Eguilles Village, ZI d'Eguilles, Centre Commercial des Milles, Pôle d'Activités, La Robole, Fresnel | RDT13             | |
| Ligne 17    | Puyricard Centre <> Venelles Micocouliers                  | Via Logissons, 4 Tours, Venelles Centre, Anciens Combattants, Présidante, Leveque, Village du Soleil, Tascel, Rostolane, Maurel, Clapier                                                                                       | RDT13             | |
| Ligne 18    | Puyricard Centre <> Duranne Europôle                       | Via Les Palombes, Country, Célony, Verte Colline, Rotonde, Lesseps, Collège du Jas de Bouffan, Vignes de Marius, Martelly, La Pioline, Village des Milles, Plan d'Aillane, Pôle d'Activités, La Robole, Fresnel                | Kéolis Pays d'Aix | |
| Ligne 19    | Mauriat <> Piboules <> Hôpital Tamaris                     | Via Tour d'Aygosi, Gautier, Robert, SNCF, Rotonde, (en antenne: Brosolette, Pigonnet, Clos Bernadette, Club Hippique, Piboules) puis République, Koening, Beauvallon, Traverse des Capucins, Atelier Cezanne, Pasteur, Hôpital | Kéolis Pays d'Aix | |
| Ligne 20    | Piscine H. Blanc <> Hôpital Tamaris                        | Via Parking Carcassonne, Cigalles, St Jérome, Gautier, Gambetta, Prêcheurs, Violette (Gianotti au retour), Beisson, Atelier Cezanne, Pasteur, Hôpital                                                                          | Kéolis Pays d'Aix | |
| Ligne 21    | Val St André <> Cité du Livre                              | La Torse, David, (Prêcheurs, Arts et Metiers et RICM au retour) Cours Mirabeau, Rotonde, Esplande de l'Arche | Kéolis Pays d'Aix | |
| Ligne 22    | Cuques <> Hôpital Tamaris                                  | Courcy, Ferry, SNCF, Rotonde, République, Rocher du Dragon | Kéolis Pays d'Aix | |
| Ligne COEUR | ENSOSP <> Duranne Europole                                 | Via Pole d'Activités, Joliot Curie, Ampère, Perret, La Robole, Fresnel | RDT13             | Arrêts à la demande: faire signe au conducteur                                                                                        |
| Flexo 30    | A7 Granettes <> Bouenhoure                                 | Via Domaine des Fleurs, Granette, Pey Blanc, La Mayanelle, Centre Commercial Ouest, Parc St Mitre, Pasteur Lamorte | Suma              | Horaires fixes: circule en heure de pointe, sur réservation en heure creuse                                                           |
| Flexo 31    | La Calade B23 <> Centre Commrcial Bouffan                  | Via Les Feuillades, Pont Rout, St Mitre des Champs | Suma              | Horaires fixes: circule en heure de pointe, sur réservation en heure creuse                                                           |
| Flexo 32    | Célony <> Country                                          | Circulaire via Faveloun, Country, RN7, La Calade, Plaine | Suma              | Horaires fixes: circule en heure de pointe, sur réservation en heure creuse                                                           |
| Flexo 33    | Bosque d'Antonelle B3 <> Parc Relais Hauts de Brunet       | Via Célony, Entremont | Suma              | Horaires fixes: circule en heure de pointe, sur réservation en heure creuse                                                           |
| Flexo 34    | Puyricard Centre <> Grand St Jean / Lignane                | Via Palatines, Guyenne, Lignane | Suma              | Horaires fixes: circule en heure de pointe, sur réservation en heure creuse                                                           |
| Flexo 35    | Puyricard Centre <> Loubassane                             | Via Rostolane, Tascel, Rigoulon, Aqueduc, Les Lauves, Chemin de St Donnat Sud, Pont des Corneilles | Suma              | Horaires fixes: circule en heure de pointe, sur réservation en heure creuse                                                           |
| Flexo 36    | Petite Mignarde <> Parc Relais Route des Alpes             | Via Parc Rigaud, Arcades, Chemin de St Donnat Sud, Brassens | Suma              | Horaires fixes: circule en heure de pointe, sur réservation en heure creuse                                                           |
| Flexo 37    | Bonfillons <> Parking des Trois Bons Dieux                 | Via D17, Mairie de St Marc, Domaine du Prignon | Suma              | Horaires fixes: circule en heure de pointe, sur réservation en heure creuse                                                           |
| Flexo 38    | Petit Nice <> Plateau de Bibémus                           | Via Carrière de Bibémus | Suma              | Horaires fixes: circule en heure de pointe, sur réservation en heure creuse                                                           |
| Flexo 39    | Pont de l'Arc <> Albertin                                  | Via Guiramande, Roubin, Cimetière de Luynes, Caire, Mail, Chapuis, Capricorne | Suma              | Horaires fixes: circule en heure de pointe, sur réservation en heure creuse                                                           |
| Flexo 40    | Acacias <> Valaldets                                       | Via Complexe Sportif, École du Cros, Les Taisselles | Suma              | Horaires fixes: circule en heure de pointe, sur réservation en heure creuse                                                           |
| Flexo 41    | Puyricard Centre <> Chemin Grand St Jean                   | Circulaire via Mairie de Puyricard, Chemin du Seuil, Maliverny, Pontes, Lignane, Chemin de la Tubasse, Chemin Grand St Jean | Suma              | Horaires fixes: circule en heure de pointe, sur réservation en heure creuse                                                           |
| Flexo 42    | Micocouliers <> Val de Tourame                             | Via Logissons, 4 Tours, Cabassols, Complexe Sportif, Barry, ZAC Ribas | Suma              | Horaires fixes: circule en heure de pointe, sur réservation en heure creuse                                                           |

Le traditionnel transport à la demande est remplacé par des lignes "Flexo": un itinéraire et des horaires de passages définis. En heure de pointe les courses sont systématiquement effectuées, en heure creuse une réservation téléphonique reste nécessaire.
Une semaine plus tard, certaines modifications sont déjà effectuées :
Ligne 4 : allongement des temps de parcours
Ligne 5 : exploitation en bus standards au lieu de midibus
Ligne 8 : la ligne n'est plus circulaire, et effectue le trajet Armilière - Rotonde - Parc Relais Krytpon
Ligne 12 : modification d'horaires pour laisser suffisamment de temps de visite aux gens se rendant au cimetière du Grand St Jean
Ligne 13 : exploitation en midibus au lieu de minibus
Ligne 15 : remise en place des départs matinaux depuis la Mayanelle à partir du 23 juillet.
Ligne 18 : exploitation en autobus standards au lieu de midibus, allongement des temps de parcours, rajout de véhicules sur la ligne pour maintenir la même fréquence. Le trajet est simplifié dans le secteur des Milles.
En 3 septembre 2012,
Des ajustements sont effectués à la suite des premiers retours des utilisateurs :
Ligne 2 : pour plus de clarté, le sens de circulation est identifié avec les indices 2A et 2B.
Ligne 6 : prolongée de Rotonde à Anouar El Sadate.
Ligne 7 : terminus nord ramené au Parc Relais Hauts de Brunet. La desserte des Feuillades est reprise par la ligne 13.
Ligne 11 : passe désormais par Étoile / Glacière.
Ligne 12 : passe désormais par Les Lauves / Chocolaterie, Bellec, Palombes. Cimetière desservi 6 fois par jour.
Ligne 13 : terminus La Mayanelle abandonné, après l'arrêt St Mitre, elle emprunte le Chemin du Pont Rout pour desservir Les Feuillades, son nouveau terminus, à la suite du retrait de la ligne 7 dans ce secteur.
Ligne 14 : desserte de St Hilaire en antenne, deux fois par jour et par sens. Aérodrome desservi par un bus sur deux environ.
Ligne 15 : fin du système à deux branches, itinéraire unique entre Belges et Duranne Europole.
Ligne 18 : Terminus Duranne Europole ramené à Duranne École. Ne dessert plus le Pôle d'Activités.
Ligne 19 : Prolongée de Mauriat à Val St André. Passage par Cours Mireabeau. Terminus nord à Beauvallon.
Ligne 21 : dessert Piscine Yves Blanc
Flexo 30 : prolongée de pasteur Lamorte à la Chevalière via chemin de Bouenhoure.
Flexo 37 : prolongée à Petit Nice
Ces lignes sont complétées par des services scolaires urbains (un seul départ le matin):
2S : La Mayanelle (7:10) > Rotonde Bonaparte via Siffleuses, Four d'Eyglun, Deffens, Collège du Jas, Europe, Dunant, Leclerc, Gare Routière, Tour de Ville
3S : Rotonde Poste (7:20) > Rotonde Bonaparte via Ferry, Moulin de Testas, St Benoit, Tour d'Aygosi, Gambetta, Tour de Ville
8S : Armelière (7:20) > Rotonde Bonaparte via Pont de l'Arc, Figuière, Pigonnet, Brosolette, Tour de Ville
9S : La Mayanelle (7:20) > Beausoleil via Siffleuses, Four d'Eylgun, Parc d'Ariane, Vasarely, 8 mai 45, Jules Verne, Clos Bernaddette, La Fourane
10S : Parc Rigaud (7:30) > Zola via Aqueduc, Maruège, Brassens, Esperantistes, Moulin
13S : La Cremade (7:30) > Rotonde Bonaparte via Palette, Val St André, Tour d'Aygosi, Gambetta, Tour de Ville
Les doublages scolaires de Puyricard (D1 à D14) sont maintenus inchangés, mais effectués en autocar par Kéolis SAP, ce qui pose des problèmes de capacité (ils étaient auparavant effectués en bus urbains plus capacitaires).
Cependant, la configuration de ce réseau fait converger toutes les lignes aux abords de la Rotonde, créant des embouteillages ayant un impact sévère sur la régularité du réseau, alimentant encore plus le mécontentement des utilisateurs, bien souvent obligés d'effectuer une correspondance pour poursuivre leur trajet en centre-ville.
Le 3 octobre 2012 Les horaires des lignes 30 à 42 évoluent de nouveau a la hausse.
En Octobre 2012 de nombreux actes de vandalisme, suivis de droits de retrait de la part des conducteurs, sont recensés.
Le 20 novembre 2012 L'agence commerciale de la rue des Cordeliers est fermée et retrouve son emplacement au sein de l'office de tourisme.
Le 11 décembre 2012: grève des conducteurs liée au retour à l'ancien réseau.
En 18 décembre 2012:
En raison du mécontentement des utilisateurs, il est décidé « un retour en arrière ». Le réseau est donc à nouveau profondément restructuré, les lignes reprennent globalement les anciens tracés, tout en conservant leur nouvelle numérotation afin d'éviter une confusion générale. Le système des lignes Flexo est maintenu, mais leur nombre est réduit.

#### Liste des lignes en décembre 2012
|              | Ligne                                                      | Itinéraire | Exploitant        | Remarque |
| Ligne 1      | Rotonde Victor Hugo <> Rotonde Victor Hugo                 | Circulaire Tour de Ville | Kéolis Pays d'Aix | |
| Ligne 2      | La Mayanelle <> Rotonde                                    | Via Vives, Four d'Eyglun, Grande Thumine, Vasarely, Lesseps, Gare Routière                                                                                                  | Kéolis Pays d'Aix | Reprend le trajet ouest de l'ancienne ligne 4.                                                              |
| Ligne 3      | Grande Bastide <> Val St André                             | Via Domaine des Fleurs, La Mayanelle, Centre Commercial Ouest, Dalmas, République, Tour de Ville, Gambetta, Malacrida                                                       | Kéolis Pays d'Aix | Reprend le trajet de l'ancienne ligne 3.                                                                    |
| Ligne 4      | Val St André <> Pôle d'Activités                           | Via Mauriat, St Jérome, Oraison, SNCF, Rotonde, Brosolette, Pigonnet, California, Armelière, Centre Commercial des Milles, Village des Milles                               | Kéolis Pays d'Aix | Certaines courses effectuent la boucle de la ZI. Reprend le trajet de l'ancienne ligne 15.                  |
| Ligne 5      | Club Hippique <> Parc Relais Hauts de Brunet               | Via La Figuière, St Exupéry, Dunant, De Lesseps, Rotonde, Tour de Ville, Zola, Amandiers, Beisson, Portail Cezanne, Otano                                                   | Kéolis Pays d'Aix | Reprend le trajet de l'ancienne ligne 1.                                                                    |
| Ligne 6      | Anouar El Sadate <> Parking des Trois Bons Dieux           | Via Tour de Ville, Arts et Métiers, Lycée Cezanne, Petit Nice, Beauregard                                                                                                   | Kéolis Pays d'Aix | Certaines courses via Petit Roquefavour au lieu de Beauregard. Reprend le trajet Est de l'ancienne ligne 4. |
| Ligne 7      | Parc Relais Hauts de Brunet <> Parc Relais Krypton         | Via Solari, Hôpital, République, Brosolette, Facultés, Coton Rouge | Kéolis Pays d'Aix | Reprend le trajet de l'ancienne ligne 9.                                                                    |
| Ligne 8      | Margueride <> Val de l'Arc                                 | Via Le Deffens, Rond Point de Galice, Corsy, République, Rotonde, SNCF, Facultés, Bel Ormeau                                                                                | Kéolis Pays d'Aix | Reprend le trajet de l'ancienne ligne 6.                                                                    |
| Ligne 9      | Palette <> Saint Mitre des Champs                          | Via Trois Sautets, Mauriat, Bel Ormeau, Clos Bernadette, Jules Verne, Scotto, Vasarely, Le Deffens, Picasso                                                                 | Kéolis Pays d'Aix | Reprend le trajet de l'ancienne ligne 10.                                                                   |
| Ligne 10     | Mairie Annexe Pont de l'Arc <> Pont des Corneilles         | Via Clos Bernadette, Pigonnet, Brosolette, Rotonde, République, Hôpital, Solari, Lagrange, Loubassane                                                                       | Kéolis Pays d'Aix | Reprend le trajet de l'ancienne ligne 2.                                                                    |
| Ligne 11     | Luynes Mail <> Les Palombes                                | Via Lycée de Luynes, A51, Rotonde, Hôpital, Solari, Entremont, Étoile, Salle des Fêtes                                                                                      | RDT13             | Reprend les itinéraires des anciennes lignes 19 et 21.                                                      |
| Ligne 12     | Rotonde <> Couteron                                        | Via République, Hôpital, Portail Cezanne, Lauves, Chocolaterie, Coquillade, Salle des Fêtes, IAE, Village du Soleil.                                                        | Kéolis Pays d'Aix | Certaines courses via Les Palombes. Reprend l'itinéraire de l'ancienne ligne 20.                            |
| Ligne 13     | Célony <> Le Tholonet                                      | Via Verte Colline, République, Rotonde, Arts et Metiers, RICM, (retour par École Militaire), La Torse, Malacrida, Trois Sautets, Palette                                    | Kéolis Pays d'Aix | Reprend l’itinéraire de l'ancienne ligne 13.                                                                |
| Ligne 14     | Anouar El Sadate <> Luynes <> Centre Commercial des Milles | Via Pont de l'Arc, RN8, Luynes Centre, Trois Pigeons, Aréna, Maison d'arrêt, Pôle d'Activités, Aérodrome, Village des Milles                                                | RDT13             | Dessert Fontcouverte à certains horaires. Reprend l'itinéraire de l'ancienne ligne 18.                      |
| Ligne 15     | Belges <> Duranne Europôle                                 | Via Gare Routière, A51, D9, puis Pôle d'Activité, La Robole, Foucault, Fresnel                                                                                              | RDT13             | Reprend l’itinéraire de l'ancienne ligne 17.                                                                |
| Ligne 16     | Puyricard Centre <> Duranne Europôle                       | Via Eguilles Village, ZI d'Eguilles, Centre Commercial des Milles, Pôle d'Activités, La Robole, Fresnel                                                                     | Suma              | |
| Ligne 17     | Puyricard Centre <> Venelles Micocouliers                  | Via Logissons, 4 Tours, Venelles Centre, Anciens Combattants, Présidante, Leveque, Village du Soleil, Tascel, Rostolane, Maurel, Clapier                                    | Suma              | |
| Ligne 18     | Puyricard Centre <> Duranne Europôle                       | Via Les Palombes, Country, Célony, Verte Colline, Rotonde, D9, La Robole, Fresnel                                                                                           | Kéolis Pays d'Aix | Reprend le trajet de l'ancienne ligne 17.                                                                   |
| Ligne 19     | Centre Aéré <> Parking Carcassonne                         | Via Four d'Eyglun, Collège Jas de Bouffan, Lesseps, Rotonde, SNCF, Ferry, Moulin de Testas, Bel Ormeau, St Jérome, Gautier, Gambetta, École Militaire (retour par Ste Anne) | Kéolis Pays d'Aix | |
| Ligne 20     | Rotonde <> Pôle d'Activités                                | Via Lesseps, Collège Jas de Bouffan, Le Deffens, Martelly, La Pioline, Centre Commercial des Milles, Village des Milles                                                     | RDT13             | |
| Ligne 21     | Bonfillons <> La Chevalière par Mozart                     | Via Mairie de St Marc, D17, Domaine du Prignon, Arts et Métiers, , Hôpital, Mozart, Verte Coline, La Chevalière                                                             | RDT13             | |
| Ligne 22     | Célony <> Rotonde                                          | Via Les Feuillades, Pont Rout, St Mitre, Dalmas, République | Kéolis Pays d'Aix | Reprend l'itinéraire de l'ancienne ligne 14.                                                                |
| Ligne 23     | Belelgarde <> Parc Rigaud                                  | Via Zola, Parc Relais Route des Alpes, Les Platanes, Aqueduc | Kéolis Pays d'Aix | Reprend l'itinéraire de l'ancienne ligne 23.                                                                |
| Ligne 24     | Anouar El Sadate <> Grand St Jean Cimetière                | Via Rotonde, République, Verte Colline, Entremont, Chocolaterie, Verte Campagne, Salle des Fêtes, La Rabiotte                                                               | Kéolis SAP        | Identique à l'ancienne ligne 24.                                                                            |
| Ligne Mini 1 | La Torse <> Moreau                                         | Via Rotonde, Cours Mirabeau, Precheurs, Arts et Métiers, RICM (retour par École Militaire, David)                                                                           | Kéolis Pays d'Aix | Reprend l'itinéraire de l'ancienne ligne Mini 1.                                                            |
| Ligne Mini 2 | Cuques <> Hôpital Tamaris <> Mozart                        | Via Courcy, Ferry, SNCF, Rotonde, Cours Mirabeau, Mignet, Bellegarde (retour par Curie, Boulegon) Pasteur, Hôpital                                                          | Kéolis Pays d'Aix | Reprend l'itinéraire de l'ancienne ligne Mini 2.                                                            |
| Ligne Mini 3 | Piscine Hyves Blanc <> Hôpital Tamaris                     | Via Ste Anne, Cigales, St Jérome, Gautier, Gambetta, Italie, Palais de justice, Violette, Beisson, Atelier Cezanne, Solari                                                  | Kéolis Pays d'Aix | |
| Ligne Mini 4 | Luynes Mail <> Koening / Beauvallon                        | Via Chemin de la plaine des dès, Moulin Bernard, Brosolette, Rotonde, République, De La Molle                                                                               | Kéolis Pays d'Aix | Reprend l'itinéraire de l'ancienne ligne 18b                                                                |
| Flexo 30     | A7 Souque <> Pasteur Lamorte                               | Via Domaine des Fleurs, Granettes, Pey Blanc, La Mayanelle, Centre Commercial Ouest                                                                                         | Suma              | Horaires fixes: circule en heure de pointe, sur réservation en heure creuse                                 |
| Flexo 31     | La Calade <> Bosque d'Antonelle                            | Via Les Feuillades, Célony | Suma              | Horaires fixes: circule en heure de pointe, sur réservation en heure creuse                                 |
| Flexo 33     | Tir à l'Arc <> Parc Relais Hauts de Brunet                 | Via Plaine, Célony, Entremont | Suma              | Horaires fixes: circule en heure de pointe, sur réservation en heure creuse                                 |
| Flexo 34     | Petite Mignarde <> Parc Relais Route des Alpes             | Via Parc Rigaud, Arcades, Chemin de St Donnat Sud | Suma              | Horaires fixes: circule en heure de pointe, sur réservation en heure creuse                                 |
| Flexo 35     | Petit Nice <> Plateau de Bibémus                           | Via Carrière de Bibémus | Suma              | Horaires fixes: circule en heure de pointe, sur réservation en heure creuse                                 |
| Flexo 36     | Puyricard Centre <> Chemin du Grand St Jean                | Via Mairie de Puyricard, Chemin du Seuil, Chemin de Maliverny, Pontes, RN7, Chemin de Tubasse, Chemin du Grand St Jean                                                      | Suma              | Horaires fixes: circule en heure de pointe, sur réservation en heure creuse                                 |
| Flexo 37     | Sycomores <> Val de Tourame                                | Via Logissons, Cabassols, Complexe Sportif, Venelles Centre, Barry, ZAC Ribas                                                                                               | Suma              | Horaires fixes: circule en heure de pointe, sur réservation en heure creuse                                 |

Le 18 février 2013
À la suite du retour en arrière, quelques ajustements sont apportés. Le nombre de véhicules en heure de pointe est porté à 141 (contre 134) compensé par une réduction des fréquences et de l'amplitude horaire. Amélioration des battements aux terminus, jugés trop faibles.
Ligne 1 : fréquence abaissée à 15 min (20 les vacances)
Ligne 2 : fréquence abaissée à 11 minutes
Ligne 3 : fréquence abaissée: 16 à 20 min au lieu de 14
Ligne 4 : Fréquence portée à 15 à 20 min (contre 27 avant). Angenot desservi dans les deux sens.
Ligne 5 : Un trajet par heure via Violette
Ligne 6 : Ne dessert plus le petit roquefavour.
Ligne 7 : Passage par Churchill et Reine Jeanne. En pointe du soir, fréquence revue à 12 min (au lieu de 10)
Ligne 8 : En pointe du soir, fréquence revue à 12 min (au lieu de 10)
Ligne 9 : Toutes les 25 min (au lieu de 20 à 24), terminus Palette en heure creuse, Val St André en pointe.
Ligne 10 : Derniers départs à 20h30 au lieu de 22h00.
Ligne 11 : Itinéraire modifié dans Puyricard: dessert les Palombes, puis Grand Domaine puis Puyricard Centre.
Ligne 12 : Fréquence abaissée: toutes les 35 à 40 min.
Ligne 13 : Prolongée de Célony à Puyricard Centre, via Country, et Palombes. Fréquence de 20 à 60 min.
Ligne 14 : fréquence de 60 min.
Ligne 17 : fréquence réduite à 70 min, au lieu de 60.
Ligne 18 : limitée au trajet Duranne École - Rotonde Poste. (ne dessert plus Verte Coline, Célony et Puyricard)
Ligne 19 : un bus sur deux directs entre St Anne et Parking Carcasonne sans desservir Gambetta.
Ligne 20 : Angenot desservi dans les deux sens.
Ligne 21 : relie désormais les Bonfillons à Beauvallon, via Koening.
Ligne M1 : dessert Arts et Metiers, Dr Aurientis, antenne pour desservir parking Carcasonne. Terminus Moreau via gare routière et lesseps. Rue Mal Joffre au lieu de rue d'Italie. Fréquence: 17 min.
Ligne M2 : fin de service à 21h contre 22h30.
Ligne M3 : Ne dessert plus Beisson.
Ligne M4 : Terminus La Chevalière (permutation avec ligne 21: fréquence 60 min.
Le 26 aout 2013: quelques ajustements à l'occasion de la rentrée:
- Les lignes Mini sont désormais déviées les jours de marché (ce n'était plus le cas depuis 2010)
- Le dimanche, l'amplitude des lignes est réduite au créneau 10h-18h. Un TAD est mis en place sur ces mêmes lignes entre 8h et 10h puis de 18h à 20h, sur réservation préalable, le samedi au plus tard.
Ligne 2 : terminus Bouffan au lieu de la Mayanelle. L'offre du dimanche est, comme pour les autres lignes, réduite à l'amplitude 9h45 - 17h40 en septembre, mais deux courses seront ajoutées dès le mois d'octobre, le service s'étend alors de 9h à 18h30.
Ligne 4 : n'effectue plus la boucle de la ZI.
Ligne 9 : terminus Magnan, ne dessert plus Palette.
Ligne 10 : ne circule plus le dimanche.
Ligne 11 : Terminus à Puyricard C22. Prolongée à Couteron via Village du Soleil le dimanche.
Ligne 12 : ne circule plus le dimanche.
Ligne 13 : certaines courses partent ou terminent à Palette, mettant fin au terminus unique du Tholonet. Fréquence améliorée : un bus toutes les 20 à 30 min.
Ligne 14 : prolongée de gare routière à la Chevalière.
Dessert le Pont de l'Arc le dimanche en antenne. Passage par Plaine des Dès au lieu de RN8 pour remplacer la ligne Mini 4. Desserte de Fontcouverte 3 fois par jour et par sens.
Ligne 15 : certaines courses partent ou terminent à Duranne École.
Ligne 16 : supprimée (Duranne - Puyricard via Eguilles)
Ligne 17 : supprimée (Venelles - Puyricard)
Ligne 19 : via Gautier au lieu des Cigales.
Ligne 23 : terminus Rotonde au lieu de Bellegarde.
Ligne 25 : Nouvelle ligne entre Gare Routière et Venelles, en remplacement de la ligne 130. Fréquence 30 min de 6h30 à 19h30. Le Dimanche : fréquence de 70 min de 10h à 18h, puis, en octobre, retour aux anciens horaires de la ligne 130, à savoir 5 rotations réparties entre 7h et 20h, qui seront effectuées en minibus par Suma. De nombreuses plaintes à la suite de l'amplitude horaire réduite, même si la fréquence est améliorée par rapport à l'ancienne ligne 130.
Des services partiels sur la ligne 120 (Aix-Jouques via Venelles) seront mis en place entre Aix et Venelles, ne desservant aucun arrêt entre Bellegarde et Les Logissions, en heure de pointe, exploités en car et intercallés entre deux départs de la ligne 25.
Ligne M1: fréquence 20 min, ne dessert plus Lapierre ni Esplanade de l'Arche
Ligne M3: dessert à nouveau Beisson les mardis et jeudis matin.
Ligne M4: supprimée (desserte reprise par ligne 14)
Ligne CŒUR: supprimée (ENSOSP - Duranne Europole)
Le 1er septembre 2014:
Ligne 1 : dessert Belges Gare Routière, exploitation en midibus.
Ligne 6 : terminus effectué à Belges Gare Routière (les véhicules régulent toujours à Anouar el Sadate, sans y prendre de passagers). Les deux dernières courses du soir finissent à l’arrêt Trois Bons Dieux.
Ligne 7 : ne circule plus le dimanche
Ligne 8 : à la suite de la suppression de la ligne 7 le dimanche, un décroché est effectué pour desservir le Parc Relais Kypton.
Ligne 10 : circule à nouveau le dimanche, à raison d'un bus toutes les 65 minutes.
Ligne 11 : dessert les Palombes en antenne, puis terminus Village du Soleil via l'IAE et le chemin de la Quille.
Ligne 12 : après avoir desservi la Salle des Fêtes, itinéraire modifié via Rostolane et Tascel (D9) pour rejoindre le Village du Soleil puis Couteron. Ne dessert plus l'IAE (recupéré par la ligne 11). Exploitation en midibus par Kéolis SAP.
Ligne 13 : certaines courses passent par Val st André (effectuées en midibus), les autres courses sont effectués en autobus standard via Mauriat.
Ligne 14 : terminus Rotonde Poste. Ne circule plus le dimanche. Ne dessert plus St Hilaire. Exploitation par RDT13. Terminus Aérodrome au lieu de Centre Commercial des Milles.
Ligne 19: ne circule plus le dimanche.
Ligne 21: itinéraire simplifié dans St Marc Jaumegarde.
Ligne 22: supprimée, itinéraire fusionné avec la ligne 23.
Ligne 23: Itinéraire fusionné avec la ligne éé, effectue le trajet Celony - Parc Rigaud via Rotonde. Environ 1 course sur 2 (et la totalité le dimanche) sont limités au trajet Célony - Rotonde. L'aqueduc n'est plus desservi en heure creuses. Exploitation en midibus par Kéolis Pays d'Aix.
Ligne 24: Le terminus Anouar el Sadate est ramené à Belges Gare Routière.
Ligne M1: terminus Moreau ramené à Cité du Livre. RICM est désormais desservi dans les deux sens (en antenne en direction de Cité du Livre)
Ligne M2: Fréquence renforcée à 15 minutes, sur le trajet Cuques - Belges Gare Routière. Circule toutes les 30 minutes le dimanche de 13h à 19h.
Ligne M3: Fréquence de 25 min, les courses pour La Chevalière ne desservent plus Hôpital Tamaris (1 sur 2)
Le 31 aout 2015
La rentrée 2015 marque le remplacement des lignes Flexo par un service de TAD plus conventionnel.
Mise en service du dépôt Richard Trevitick (situé à l'emplacement du dépôt provisoire Perrin). L'activité de Kéolis est désormais regroupée au sein d'un dépôt unique.
Lancement du TAD de nuit les vendredi et samedi, départs à 23h et 00h, deux zones, pour un tarif unique de 3 Euros le trajet (les titres habituels ne sont pas accéptés). Service à deux agents, exploitation en minibus par Suma.
Ligne 1 : passage par De La Molle et Pompidou
Ligne 11 : Après Glacière, itinéraire par Bellec, Palombes, Grand Domaine, Salle des Fêtes, IAE, Village du Soleil.
Ligne 12 : Le terminus Couteron est ramené à Couteron Église à la suite du changement du sens de circulation dans le hameau.
Ligne 13 : Itinéraire modifié dans Puyricard: dessert l'arrêt De Regis au lieu de Salle des Fêtes
Ligne 14 : horaires décalés à la suite de l'installation d'entreprises à proximité de l'arrêt Maison d'Arrêt.
Ligne 15 : ne dessert plus Duranne Europôle le samedi
Ligne 19 : Gambetta systématiquement desservi en direction de parking carcasonne.
Ligne 21 : Itinéraire modifié à St Marc Jaumegarde: nouveau terminus à l'arrêt J16. Bonfillon n'est plus desservi. L'arrêt J1 est déplacé et nouvelle desserte des arrêts J10 et J11.
Ligne 22: retour de la ligne entre Célony et Rotonde Bonaparte. Exploitation en minibus par Kéolis Pays d'Aix.
Ligne 23: retrouve son itinéraire originel entre Parc Rigaud et Rotonde Bonaparte, la branche vers Célony étant restituée à la ligne 22. Fréquence de 30 à 65 minutes, Aqueduc desservi en heure de pointe seulement. Exploité en minibus grande capacité par Kéolis Pays d'Aix.
Mini 1: itinéraire via Lesseps, Perouse, Coimbra, Rue des Bœufs, Mandela, Moreau, Pompidou, Juvenal.
Mini 2: mise en place de services partiels entre Cuques et Rotonde. Fréquence moyenne de 12 min sur ce tronçon, 20 min sur le reste de la ligne.
En Juillet 2016: la RDT13 renouvelle son parc d'Irisbus Crossway LE par des Iveco Crossway LE, répondant à la norme Euro 6.
Le 31 aout 2016
- revalorisation tarifaire: le ticket unité passe à 1,2E, 2,1E pour le ticket 2 voyages. Les autres titres évoluent aussi à la hausse.
- début des travaux de requalification de la place des prêcheurs: les lignes Mini sont déviées par le tour de ville.
- Les horaires « samedi vacances » disparaissent
- L'arrêt Pourdière est renommé Sous-préfecture
- Le terminus Beauvallon est déplacé plus haut sur l'avenue du même nom, et l'ancien terminus Beauvallon devient un simple arrêt renommé Boutière.
Ligne 3 : passage par De La Molle au lieu de Sextius
Ligne 5 : certaines courses sont polongées depuis Club Hippique jusqu'au Centre Commercial des Milles via La Pioline. (1 sur 3 en semaine, 1 sur 2 le samedi, tous les voyages le dimanche)
Ligne 6 : terminus Belges Gare Routière déplacé à Gare Routière. La ligne 141, qui double la 6 sur l'intégralité de son parcours, est renfocée.
Ligne 7 : création de services partiels entre Gare Routière et Kryton, en heure de pointe uniquement, portant la fréquence à 7,5 min sur ce troncon et 15 min sur le reste de la ligne en heure de pointe, et 15 min sur l'intégralité de la ligne en heure creuse.
Ligne 10 : fréquence ramenée à 25 min le samedi, contre 32 à 38 min précédemment.
Ligne 11 : fréquence du samedi désormais identique à celle de la semaine, à savoir 40 min au lieu de 45 min.
Ligne 12 : fréquence plus régulière (plus de trou d'une heure le matin)
Ligne 13 : passage par De La Molle au lieu de Sextius. 2,5 rotations sont ajoutées en fin de journée.
Ligne 19 : rajout d'un crochet par le Parc Relais Krypton.
Ligne 20 : terminus Rotonde ramené à Thermidor. Passage par Plan d'Aillane au lieu de Requier.
Ligne 21 : terminus à Bellegarde. Ne dessert plus le tour de ville, l'hôpital et Beauvallon.
Ligne 23 : terminus à Bellegarde. Ne dessert plus la rotonde et le tour de ville.
Ligne 25 : terminus Belges Gare Routière déplacé dans la Gare Routière. À Venelles, n'effectue plus la boucle de l'Agnel pour rejoindre son terminus des Grandes Terres.
Mini 1 : déviation par le Tour de ville à cause des travaux des Prêcheurs. Toutes les courses sont prolongéres depuis La Torse jusqu'à Val St André entre 9h et 17h30.
Mini 2 : cours Mirabeau desservi en antenne à la suite de la fermeture de la place des Prêcheurs, puis passage par Niollon et De La Molle pour rejoindre l'Hôpital.
Mini 3 : dessert Beauvallon et Koening avant de rejoindre La Chevalière, à la suite de la suppression de la ligne 21 dans ce secteur.
Mini 4 : nouvelle ligne entre Bellegarde et Parking Carcasonne, circule de 9h à 17h30, afin de faciliter l'accès au centre-ville, à la suite des travaux de la place des Prêcheurs.
En Septembre 2017: Le démarrage des travaux du BHNS étant imminent, les horaires de rentrée 2017 prévoient un allongement des temps de parcours. En découle une fréquence en baisse sur toutes les lignes, le nombre de véhicules engagés n'évoluant pas. Les itinéraires sont adaptés pour s'éloigner des axes qui seront mis en travaux.
Ligne 1: En prévision des travaux: passage par la gare SNCF, avec la création des arrêts Place Narvik et Desplaces Gare SNCF. La Rotonde n'est donc plus desservie, le terminus s'effectue à l'arrêt Roi René, réaménagé pour l'occasion.
Ligne 5: En prévision des travaux: l'avenue du 8 mai 1945 n'est plus desservie. Un arrêt Léon Blum est créé pour l'occasion, en guise de report.
Ligne 7: en prévision des travaux, itinéraire modifié par av. Brosolette, uniquement en direction du Parc Relais Hauts de Brunet.
Ligne 8: en prévision des travaux, le terminus Margueride est abandonné et reporté à l'arrêt Four d'Eyglun. Coq d'Argent, Vignes de Marius et Defens ne sont plus desservis par la ligne.
L'avenue Shumann est également délaissée au profit d'un passage par Ferry et Moulin de Testas.
Ligne 9: tout comme la ligne 5, l'AV. du 8 mai 1945 n'est plus desservie, repport à l'arrêt Léon Blum.
Itinéraire plus direct par Collège du Jas de Bouffan, Vasarely, Coq d'Argent, Vignes de Marius et Defens ne sont plus desservis par la ligne.
Ligne 16: nouvelle ligne entre Parc Relais Krypton et Rotonde via Tour de Ville. Cette ligne permet l'accès au centre-ville pour les voyageurs des lignes interurbaines qui ont été rabattues sur ce parc relais, afin d'éviter les travaux du BHNS en centre-ville. La correspondance sur cette ligne est donc gratuite pour ces voyageurs, ainsi que sur les autres lignes desservant le parc relais. Une ligne 16S desservant en plus l'Arc de Meyran est également mise en place le matin.
Ligne 18: le décroché pour desservir l'arrêt Pôle d'Activités est supprimé. L'itinéraire devient donc direct entre les arrêts Centre Commercial des Milles et Foucault.
Ligne 19: en prévision des travaux, l'avenue de l'Europe est abandonnée. Après Collège Jas de Bouffan, itinéraire via Pagnol puis Route de Galice jusqu'au cours des Minimes puis Rotonde. Terminus ramené au Val de l'Arc, St Jérome (repris par la ligne 16) et le parking Carcassonne ne sont plus desservis par cette ligne.
Ligne 20: en prévision des travaux, la ligne est prolongée de Thermidor jusqu'à La Mayanelle.
Mini 2: la desserte du cours Mirabeau en antenne est abandonnée. Seules les diablines desservent désormais cette artère.
Mini 4: itinéraire modifié: Après Bellegarde, itinéraire via Briand et retour par les rues Pierre et Marie Curie et Portalis (montée et descente à la demande autorisée dans ce secteur)
En Janvier 2018 : les travaux du BHNS démarrent. La ville se lance dans un an et demi de chantier, qui promet de mettre à rude épreuve les nerfs des Aixois.
Les lignes ayant pour terminus la Rotonde sont modifiées. D'une manière générale, les bus sont éloignés du centre-ville et des axes en travaux.
Certaines lignes de cars sont rabattues à Krypton pour éviter le centre-ville. De fait, des quais se libèrent à la Gare Routière, au profit des lignes urbaines.
Les temps de parcours sont ajustés en fonction des retours constatés depuis septembre.
Ligne 2: terminus Rotonde ramené à Anouar El Sadate. Seule ligne à bénéficier de l'ajout d'un véhicule pour maintenir la fréquence de 8 minutes en dépit des travaux.
Ligne 6: ligne renforcée à la suite de la disparition de la ligne 141 qui effectuait le trajet Gare Routière - Domaine du Prignon.
Ligne 12: terminus Rotonde ramené à Niollon: après Pasteur, itinéraire via Sextius, Niollon et retour par République et De La Molle. (Les jours de marché, terminus à l'arrêt Silvacane, le cours Sextius étant fermé)
Ligne 14: Terminus Rotonde ramené dans la Gare Routière.
Ligne 15: Terminus Belges ramené dans la Gare Routière.
Ligne 17: nouvelle ligne qui relie la Gare Routière au parc relais Plan d'Aillane, via A51, Aréna, Pôle d'Activités. Elle reprend donc l'itinéraire et les horaires de la ligne 131 qu'elle remplace, et qui est donc supprimée.
Ligne 18: terminus Rotonde ramené dans la Gare Routière. Passage par l'avenue Leclerc au lieu de Mouret.
Ligne 22: terminus Rotonde ramené à l'arrêt Pompidou (retournement par les rues de l'Entrepot, Moreau, Bœufs, Cours des Minimes)
Ligne 25: la boucle de l'Agnel est de nouveau desservie, entre 9h et 17h et uniquement sur demande au conducteur.
Mini 2: direction Cuques, la gare SNCF n'est plus desservie, passage par Malherbe.
En Juillet 2018 :
Fermeture totale de l'avenue Victor-Hugo en juillet et aout: les lignes 4, 8 et 19 sont déviées par Desplaces, Narvik, Juvenal, Pompidou et Moreau, et ne desservent donc pas la Rotonde. Elles reprendront leur itinéraire normal en septembre.
En Septembre 2018 :
Ligne 6 : terminus déplacé à Mouret Gare Routière
Ligne 7 : reprise de l'avenue Schumann dans les deux sens
En Janvier 2019 :
le cours Sextius ferme à la circulation à la suite d'un arrêté de péril portant sur plusieurs immeubles situés à proximité de la voirie. Toutes les lignes concernées sont déviées par De La Molle.
Mini 4 : suppression de la ligne à la suite de la fin des travaux des Prêcheurs.
Le 28 aout 2019 :
- les travaux touchent à leur fin, le BHNS est prêt à entrer en service. Les Aixois découvrent des rues totalement réaménagées, et de nouvelles contraintes de circulation: mise à sens unique des avenues Shumann, Victor-Hugo, Belges. La Rotonde n'est plus circulaire, une partie ayant été piétonnisée, et l'autre mise à double sens.
- le renouvellement de la billettique commencé quelques mois plus tôt s'achève: fini les tickets magnétiques, place aux tickets rechargeables sans contact
- sur les quais du BHNS, des distributeurs automatiques de tickets et bornes indiquant le temps d'attente des bus sont installés
- sur le BHNS, puis quelques moins plus tard pour les autres véhicules, des valideurs spécifiques permettent de s'acquitter d'un voyage à l'aide d'une carte bancaire sans contact (la somme d'1,2E est prélevée sur la carte, celle-ci peut être directement lue en cas de contrôle)
- revalorisation des tarifs : les tickets sans contact sont facturés 0,1E en plus du prix du titre, lors du 1er achat (pas de frais pour le rechargement d'un ticket)
- Mise en service du parc relais Colonel Jeanpierre, situé à la place de l'ancien arrêt Rond Point de Galice. Des quais sont créés pour permettre un rabattement ultérieur des lignes interurbaines venant de l'ouest.
- les véhicules abandonnent progressivement la livrée Aix en Bus "sang et or de Provence" pour la livrée lebus, commune à tous les réseaux opérés par la métropole d'Aix-Marseille.
- La RDT13 ne sous-traite plus aucune ligne du réseau, les lignes 11 et 15 sont reprises par Kéolis, les lignes 14 et 21 sous traitées à Kéolis SAP, et les lignes 12, 23 et 24 (+ 25 le dimanche) sous traités à Autocars Sumian.

Ligne A: "l'aixpress" mis en service entre St Mitre des Champs et Parc Relais Krypton via Colonel Jeanpierre, Thermidor, Vasarely, Lesseps, Rotonde, Facultés, Coton Rouge. Un total de 19 stations desservies toutes les 7 minutes en journée, de 5h30 à 23h30. Le service est prolongé d'une heure les vendredis et samedis soir. Fréquence de 15 minutes le dimanche, avec un démarrage à 9h et un fin de service identique aux autres jours. Pas de vente de tickets à bord. Exploitation par la RDT13 (qui a remporté l'appel d'offre spécifique à la ligne) avec 17 Irizar Ie tram, véhicules électriques fonctionnant sur batteries, avec recharge rapide sur des bornes à chaque terminus (Deux bornes par terminus). Cependant, les Crossway LE restent utilisés en cas d'avarie des bus électriques.
Ligne 1 : supprimée (reprise par la ligne 16)
Ligne 2 : supprimée (reprise par les lignes A et 8)
Ligne 3 : itinéraire modifié pour ternir compte de la fermeture du cours Sextius
Ligne 4 : ne dessert plus la Rotonde, passage par Juvenal et Desplaces Gare SNCF
Ligne 7 : L'itinéraire sud via Facultés et le terminus Krypton étant repris par la ligne A, la ligne 7 est modifiée pour desservir l'Hôpital de Provence, nouvellement inauguré, et qui devient son terminus. Elle permet également une desserte directe entre le Pont de l'Arc et le centre-ville, via l'avenue Brosolette. Fréquence de 15 min du lundi au samedi. Pas de changement au nord, entre la Rotonde et Hauts de Brunet.
Ligne 8 : Après l'arrêt Colonel Jeanpierre, elle dessert Centre Commercial Bouffan, Vives, Deux Ormes, Parc d'Ariane, afin d'y remplacer la ligne 2, supprimée. Elle retrouve sont terminus originel Margueride, mais ne dessert plus l'avenue et l’arrêt Ampereur pour y accéder.
Ligne 9 : le terminus St Mitre des Champs, désormais occupé par la ligne A, est abandonné au profit de Château de Galice, lui-même délaissé par la ligne 19 qui est supprimée. Passage par avenue de l'Arc de Meyran, toujours pour y remplacer la ligne 19.
Ligne 10 : le dimanche, terminus à Hôpital de Provence, la ligne 7 ne circulant pas ce jour-là. Dessert également le parc relais Kryton le dimanche, en antenne.
Ligne 11 : Les arrêts C22 (Rabiotte) et Romana sont de nouveau desservis par la ligne, en antenne désomrais, du lundi au samedi seulement. Le dimanche, un décroché est effectué pour desservir directement le parc relais Hauts de Brunet, et la ligne prolonge toujours jusqu'à Couteron Église.
Ligne 12 : à la suite de la fermeture du cours Sextius, terminus ramené à la Gare Routière via De La Molle et Pompidou. Retour par Lesseps, Bœufs, Mandela.
Ligne 13 : itinéraire modifié pour tenir compte de la fermeture du cours Sextius.
Ligne 16 : itinéraire modifié via Narvik et Desplaces Gare SNCF, en lieu et place de la Rotonde. Le terminus est effectué à l'arrêt Roi René.
Ligne 19 : supprimée (reprise partielle par la ligne 9)
Ligne 20 : supprimée (reprise partielle par la ligne 5, l'arrêt Martelly devient un arrêt de TAD)
Ligne 22 : terminus Rocher du Dragon, imposant une correspondance avec la ligne 7 pour rejoindre la Rotonde.

#### Liste des lignes en août 2019
|              | Ligne                                                                        | Itinéraire | Offre                                          | Exploitant        | Remarque |
| Ligne 3      | Grande Bastide <> Val St André                                               | Via Domaine des Fleurs, La Mayanelle, Centre Commercial Ouest, Dalmas, République, Tour de Ville, Gambetta, Malacrida | L à D - 15 min (Dim: 75 min)                   | Kéolis Pays d'Aix | |
| Ligne 4      | Val St André <> Pôle d'Activités                                             | Via Mauriat, St Jérome, Oraison, SNCF, Rotonde, Brosolette, Pigonnet, California, Armelière, Centre Commercial des Milles, Village des Milles                                                                              | L à S - 15 min                                 | Kéolis Pays d'Aix | |
| Ligne 5      | Centre Commercial des Milles < >Club Hippique <> Parc Relais Hauts de Brunet | Via La Pioline, La Figuière, St Exupéry, Dunant, De Lesseps, Rotonde, Tour de Ville, Violette, Amandiers, Beisson, Portail Cezanne, Otano.                                                                                 | L à D - 10 min (Sam : 15 min, Dim : 52,5 min)  | Kéolis Pays d'Aix | Centre Commercial des Milles desservi toutes les 30 min du lundi au samedi, et par tous les bus le dimanche. |
| Ligne 6      | Gare Routière <> Parking des Trois Bons Dieux                                | Via Tour de Ville, Arts et Métiers, Lycée Cezanne, Petit Nice, Beauregard | L à D - 12 min (Dim : 60 min)                  | Kéolis Pays d'Aix | |
| Ligne 7      | Parc Relais Hauts de Brunet <> Hôpital de Provence                           | Via Solari, Hôpital, République, Brosolette, Pont de l'Arc | L à S - 15 min                                 | Kéolis Pays d'Aix | |
| Ligne 8      | Margueride <> Val de l'Arc                                                   | Via Le Deffens, Rond Point de Galice, Corsy, République, Rotonde, SNCF, Facultés, Bel Ormeau | L à D - 12 min (Dim: 40 min)                   | Kéolis Pays d'Aix | |
| Ligne 9      | Centre Aéré <> Saint Mitre des Champs                                        | Via Trois Sautets, Infirmeries, Arc de Meyran, Coton Rouge, Clos Bernadette, Jules Verne, Scotto, Vasarely, Le Deffens, Four d'Eyglun                                                                                      | L à S - 25 min                                 | Kéolis Pays d'Aix | |
| Ligne 10     | Mairie Annexe Pont de l'Arc <> Pont des Corneilles                           | Via Clos Bernadette, Pigonnet, Brosolette, Rotonde, République, Hôpital, Solari, Lagrange, Loubassane | L à D - 20 min (Dim: 65 min)                   | Kéolis Pays d'Aix | Le dimanche : dessert Parc Relais Krypton et terminus Hôpital de Provence. |
| Ligne 11     | Luynes Mail <> Village du Soleil                                             | Via Lycée de Luynes, A51, Rotonde, Hôpital, Solari, Entremont, Étoile, Salle des Fêtes, IAE | L à D : 40 min (Dim: 120 min)                  | Kéolis Pays d'Aix | Le dimanche : dessert l'arrêt "Parc Relais Hauts de Brunet" et prolonge jusqu'à Couteron. |
| Ligne 12     | Gare Routière <> Couteron                                                    | Via Bœufs (Juvénal au retour), De La Molle, Hôpital, Portail Cezanne, Lauves, Chocolaterie, Coquillade, Salle des Fêtes, Tascel, Village du Soleil                                                                         | L à S : 45 min                                 | Autocars Sumaian  | |
| Ligne 13     | Puyricard Centre <> Palette <> Le Tholonet                                   | Via Palombes, Tir à l'Arc, Country, Célony, Verte Colline, République, Rotonde, École Militaire, La Torse, Malacrida, Trois Sautets, Palette                                                                               | L à D: 25 min (Dim: 55 min)                    | Kéolis Pays d'Aix | Certaines courses partent et terminent de Palette |
| Ligne 14     | Gare Routière <> Centre Commercial des Milles                                | Via Brosolette, CREPS, Montaiguet, Cartoux, Malouesse, Chapuis, Le Mail, Lycée International, Trois Pigeons, Aréna, Maison d'arrêt, Pôle d'Activités, Aérodrome, Village des Milles                                        | L à S : 60 min                                 | Kéolis SAP        | |
| Ligne 15     | Mouret Gare Routière <> Duranne Europôle <> Duranne École                    | Via A51 et D9, Pôle d'Activité, La Robole, Foucault, Fresnel | L à S : 10 à 30 min                            | Kéolis Pays d'Aix | En semaine, Duranne Europôle est terminus le terminus principal, peu de courses pour Duranne École. Le samedi: Duranne École systèmatique. |
| Ligne 16     | Parc Relais Krypton <> Tour de Ville (Roi René)                              | Via Arc de Meyran, St Benoit, St Jérome, Gautier, Gambetta, Tour de Ville, De la Molle, Archives, Place Narvik, Gare SNCF, Malherbe                                                                                        | L à V : 30 min                                 | Kéolis Pays d'Aix | |
| Ligne 17     | Gare Routière Mouret <> Plan d'Aillane                                       | Via A51, Aréna, Maison d'Arrêt, Pôle d'Activités | L à V : 30 à 60 min                            | Kéolis Pays d'Aix | |
| Ligne 18     | Mouret Gare Routière <> Duranne École                                        | Via D9, Centre Commercial des Milles, D9, Foucault, Fresnel | L à S : 15 min (Dim: 90 min)                   | Kéolis Pays d'Aix | Le Dimanche : emprunte l'itinéraire de la ligne 4 via Brosolette, Pigonnet, Clos Bernadette, Armelière, La Parade, Centre Commercial des Milles, Village des Milles, puis D9 jusqu'à Foucault et reprise de l'itinéraire normal jusqu'à Duranne École. |
| Ligne 21     | Bonfillons <> Bellegarde                                                     | Via Mairie de St Marc, D17, Domaine du Prignon, Arts et Métiers (retour par Zola) | L à S : 60 min                                 | Kéolis SAP        | |
| Ligne 22     | Célony <> Rocher du Dragon                                                   | Via Les Feuillades, Pont Rout, St Mitre, Dalmas, République | L à S: 30 à 60 min (Dim: 7 A/R)                | Kéolis Pays d'Aix | Dessert le collège Château Double via Parc St Mitre à certains horaires. |
| Ligne 23     | Bellegarde <> Parc Rigaud                                                    | Via Zola, Parc Relais Route des Alpes, Les Platanes, Aqueduc | L à S: 25 min (Sam: 45 min)                    | Autocars Sumian   | |
| Ligne 24     | Gare Routière <> Grand St Jean Cimetière                                     | Via Rotonde, République, Verte Colline, Entremont, Chocolaterie, Verte Campagne, Salle des Fêtes, La Rabiotte | Me et Sa: 2 A/R                                | Autocars Sumian   | |
| Ligne 25     | Gare Routière <> Grande Terre                                                | Via Rotonde, Tour de Ville, Zola, Route des Alpes, Les Platanes, Logissons, 4 Tours, Cabassols | L à D: 30 min (Dim: 5 A/R)                     | Kéolis Pays d'Aix | |
| Ligne 26     | Vallon des Mourgues <> La Mayanelle <> Mouret Gare Routière <> Silvacanne    | Via Pey Blanc, Vives, Four d'Eyglun, Picasso, Vasarely, Lesseps, Gare Routière, Tour de Ville | L à V: 30 à 60 min                             | Kéolis Pays d'Aix | Vallon des Mourgues desservi une fois sur deux environ. Tour de ville effectué en heure de pointe seulement. |
| Ligne Mini 1 | Cité du Livre <> La Torse <> Val St André                                    | Via Rotonde, Tour de Ville, Arts et Métiers (retour par École Militaire), RICM (desservi en antenne dans les deux sens), Parking Carcassonne (desservi en antenne dans les deux sens), Parc de la Torse, École de la Torse | L à S: 20 min                                  | Kéolis Pays d'Aix | Val St André desservi par toutes les courses de 9h à 17h. |
| Ligne Mini 2 | Cuques <> Hôpital Tamaris <> Mozart                                          | Via Courcy, Ferry, SNCF, Rotonde, Cours Mirabeau, Mignet, Bellegarde (retour par Curie, Boulegon) Pasteur, Hôpital | L à S: 20 min (12 min entre Rotonde et Cuques) | Kéolis Pays d'Aix | |
| Ligne Mini 3 | Piscine Hyves Blanc <> Hôpital Tamaris <> Beauvallon <> La Chevalière        | Via Ste Anne, Cigales, St Jérome, Gautier, Gambetta, Italie, Palais de justice, Violette, Beisson, Atelier Cezanne, Solari                                                                                                 | L à S: 25 min                                  | Kéolis Pays d'Aix | Un bus sur deux pour Beauvallon via Koening, l'autre pour La Chevalière |

En décembre 2019 : mise en service progressive de 40 véhicules à motorisation hybride (diesel-électrique) de type Mercedes Citaro C2 (501 à 540). Cés véhicules entraineront la réforme des 6 Setra S415 NF et d'une partie des Irisbus Crossway LE.
En Mars 2020 à la suite du confinement, la fréquence des lignes est fortement réduite, des horaires spécifiques sont mis en place. Seules les lignes desservant les hôpitaux sont maintenues à un niveau d'exploitation normal, et même renforcées le dimanche.
Mise en service de 4 véhicules électriques de type Heuliez GX337 ELEC. Ils sont exclusivement affectés à la ligne 16. Contrairement aux véhicules de la ligne A, il n'y a pas de rechargement rapide en ligne. Les batteries permettent d'assurer leur service en continu et la recharge est effectuée la nuit au dépôt.
Le 31 aout 2020:
Autocars Sumian met en service des midibus de type Heuliez GX137 pour remplacer les Heuliez GX127 appartenant à Kéolis. Kéolis n'exploitant plus aucune ligne en midibus, les GX127 sont de fait réformés.
Ligne A: le service démarre une heure plus tôt le dimanche (8h00)
Ligne 9: Krypton et Meyran ne sont plus desservis en direction de Magnan.
Ligne 10: ne dessert plus Krypton en antenne le dimanche.
Ligne 11: ne dessert plus Hauts de Brunet en antenne le dimanche.
Ligne 14: terminus Gare Routière Quai 21. Fontcouverte n'est plus desservi.
Ligne 15: terminus Mouret Gare Routière déplacé à Gare Routière Quai 19. Répartition ajustée des courses entre Duranne École et Europôle.
Ligne 18: terminus Mouret Gare Routière déplacé à Gare Routière Quai 20.
Ligne 22: L'antenne Flemming/Parc St Mitre est supprimée. La ligne retrouve son terminus de la Rotonde, au prix d'un retournement via Lapierre, Juvenal, Irma Moreau, Bœufs, Mandela.
Ligne 25: amplitude horaire légèrement étuendue le soir.
Ligne 26: Nouvelle ligne entre Vallon des Mourgues et Silvacanne. Du lundi au vendredi, toutes les 30 à 80 minutes.
Itinéraire via Pey Blanc, D17, La Mayanelle, Picasso, Collège du Jas, Europe, Gare Routière, Rotonde, Tour de Ville.
En heure creuse: terminus à Gare Routière Mouret, tour de ville et terminus Sylvacanne effectués seulement en heure de pointe.
Environ une course sur deux fait terminus a La Mayanelle, ne desservant par le Vallon des Mourgues.
TAD DE NUIT: il y a désormais 4 secteurs (contre 2 précédemment) permettant de mieux répartir la demande entre les différents quartiers. La tarification habituelle est désormais applicable, le ticket "1 trajet nuit" vendu uniquement à bord et permettant un seul trajet au prix de 3E disparait. Le service à deux agents est maintenu.
En Octobre 2020 : à la suite du couvre feu, la fréquence de la ligne A est réduite à 30 minutes après 21 h, ainsi qu'a 20 minutes le dimanche. Le reste du réseau n'est pas affecté.
Le 4 janvier 2021 : création d'un nouvel arrêt Auguste Compte, au pôle d'activité des Milles, localisé entre les arrêts Berthier et La Robole.
Le 25 janvier 2021 : en raison du couvre feu fixé à 18h00, l'offre du réseau est adaptée à partir de 18h30 et jusqu'à la fin de service. Du lundi au samedi, les fréquences des lignes A, 3, 4, 5, 6, 8, 9, 10, 13, 15, 17, 18, 23, M1, M2, M3, et Diablines sont réduites. Cependant, l'amplitude horaire est inchangée: les derniers départs de chaque terminus se font à la même heure qu'avant.
Le 17 mai 2021 : reprise de l'offre habituelle.
Le XX Septembre 2021: la ligne 26 est prolongée jusqu'au complexe sportif d'Eguilles. Elle remplace donc la ligne 230 du réseau Pays d'Aix Mobilités qui est donc supprimée.
Le XX Juillet 2022: passage aux horaires d'été. L'offre est réduite par rapport aux été précédents en raison du manque de personnel de conduite.
La ligne 11 est désormais sous traitée à Kéolis SAP à l'aide de Citaro Facelift prêtés par Kéolis Pays d'Aix.
La Ligne 17 est modifiée et effectue le trajet Corsy <> Plan d'Aillane afin de desservir plus largement le centre ville d'Aix et pouvoir repartir directement par autoroute pour rejoindre l'autre terminus de la ligne.
Le 28 aout 2022 : l'offre est modifiée comme suit:
La ligne 5 dessert quasi systématiquement son terminus secondaire "St Joseph" aux milles, seules subsistent quelques courses depuis/pour le Club Hippique.
La ligne 14 est modifiée et effectue désormais le trajet Anouar el Sadate <> Centre Commercial des Milles via la RN8. Les arrêts délaissés à Luynes sont repris en TAD. Fréquence d'environ 30 minutes du lundi au samedi de 6h à 20h, exploitation en bus standards.
L'offre globale du réseau reste réduite en raison d'un manque de conducteurs.

## Projets

### Vers un nouveau réseau
Le nouveau délégataire Kéolis s'est engagé à restructurer le réseau, au plus tard 6 mois après son arrivée. Afin de ne pas perturber les usagers, la date est finalement fixée au 9 juillet 2012 afin de coïncider avec les vacances et le passage en horaires été.
La communication sur ce nouveau réseau, ainsi que la distribution des plans et fiches horaires, a été repoussée à plusieurs reprises et finalement lancée seulement une semaine avant la transition.
Le nouveau réseau doit répondre à deux objectifs: améliorer les dessertes inter quartiers, tout en réduisant le nombre de véhicules dans le centre-ville. Les communes d'Eguilles et Venelles sont également intégrées.
La période estivale permet au délégataire de mesurer les nouvelles habitudes des usagers et d'effectuer d'éventuels ajustements avant la rentrée de septembre 2012.
En septembre 2012, un certain nombre d'ajustements sont opérés. En dépit de cela, le mécontentement des usagers est palpable, en dépit de l'augmentation globale des fréquences et des amplitudes sur beaucoup d'axes, la possibilité de se déplacer en soirée et une offre dominicale à hauteur de 25% de celle de la semaine.
Cependant, toutes les lignes convergent vers le centre-ville et desservent la place de la rotonde, obligeant les usagers à faire correspondance avec la seule ligne effectuant le tour de ville, la ligne 1, qui est par ailleurs exploitée en autobus à capacité réduite. Il en résulte des embouteillages importants aux heures de pointe, avec des files de bus s'allongeant autour de la rotonde, causant de très nombreux retards, congestionnant toute la ville et perturbant sévèrement l'exploitation.
La municipalité, qui eu vent de la grogne générale des usagers et de la dégradation des conditions de transports, demande officiellement à Kéolis un "retour en arrière" rapide.
Finalement, en décembre 2012, un nouveau réseau est mis en place, reprenant en grande partie les lignes de l'ancien réseau de 1997, mais concevant toutefois quelques tracés inspirés du nouveau réseau, ainsi que la numérotation des lignes qui est conservée autant que possible afin de ne pas perturber à nouveau les usagers. Quelques ajustements sont opérés en février 2013 afin d'adapter quelques dessertes et supprimer des lignes en doublon. Une baisse des fréquences sur certaines lignes est également de la partie.
Le réseau restera stable jusqu'en septembre 2019, subissant généralement des ajustements mineurs à l'occasion de la rentrée scolaire de chaque année.
Conséquences : 
L'annulation de la restructuration aura un coût conséquent, supporté par la communauté du Pays d'Aix, qui est, à l'époque, l'autorité organisatrice du réseau. L'augmentation d'offre apportée par le nouveau réseau ne sera pas maintenue, le niveau retrouvant peu ou prou ce qu'il était avant l'arrivée de Kéolis. Ce niveau d'offre sera ensuite gelé durant plusieurs années, la communauté du pays d'Aix allant même jusqu'à créer des lignes interurbaines en parallèle des lignes urbaines afin de ne pas augmenter directement l'offre fournie par Kéolis (cas de la ligne 6 qui fut doublée par la ligne interurbaine 141). À partir de 2014, les lignes qui circulent le dimanche voient leur amplitude horaire passer de (7h-20h) à (10h-18h), de même que certaines lignes terminant auparavant à 22h voient leur service stoppé à 20h30.
Finalement, il faudra attendre 2017 et l'arrivée de la métropole Aix-Marseille comme autorité organisatrice afin de retrouver une dynamique de développement du réseau.

### LeBHNS
Lors du conseil communautaire de juin 2010, la communauté du Pays d'Aix a voté la création de deux lignes de bus à haut niveau de service pour rendre le réseau plus performant. Les itinéraires sont les suivants :
- Une première reliera en 2012 ou 2013 la future gare routière au futur pôle d'échanges du plan d'Allane avec l'utilisation d'une voie de bus sur l'autoroute A51. Longue de 10 km et ponctuée de deux à cinq arrêts, cette ligne aura des fréquences de 10 à 20 minutes[8].
- Une seconde ligne reliera entre 2013 et 2015 les quartiers du Jas de Bouffan et du Val Saint-André via le Centre commercial Ouest, la future Gare routière, la Rotonde, la Gare SNCF et les Facultés de droits et de lettres. Longue de 9,25 km et ponctuée de 27 arrêts aura des fréquences de 7 à 10 minutes[8].

En septembre 2019, après 2 ans de travaux éprouvants pour les Aixois, la ligne A, surnommée l'Aixpress, est enfin mise en service entre Saint Mitre des Champs et Parc Relais Krypton, reprenant le tracé de la seconde ligne évoquée lors du conseil communautaire de 2010 (voir ci-dessus) bien que la desserte du Val St André fut abandonnée pour réduire le coût des travaux, et le terminus sud ramené au Parc Relais Krypton. La ligne devant relier le Plan d'Aillane à la Gare Routière n'ayant, elle, jamais dépassé le stade de projet à ce jour.
La ligne A comporte 19 stations, équipées de totems indiquant le temps d'attente, ainsi que de distributeurs de vente de tickets. En effet, il n'y a pas de vente à bord. La ligne est exploitée à l'aide de 16 Irizar ie tram, et les deux terminus sont équipés chacun de deux bornes de recharges adaptées à ces véhicules. Une majorité du tracé est effectué en site propre, de nombreux ronds-points ayant été supprimés au profit d'intersections à feux, afin de faciliter le passage des bus. Bien que les sites propres soient empruntés par toutes les lignes du réseau (sauf celui de l'avenue Victor-Hugo, strictement réservé à la ligne A) seuls les véhicules de la ligne A sont dotés des balises permettant le passage prioritaire aux feux. Les autres bus sont contraints d'attendre leur tour.
L'ouverture de la ligne s'accompagne d'un nouveau parc relais "Lieutenant Colonel Jean Pierre" situé à l'ouest de la ville. De même, les travaux permettront de requalifier certains espaces tels que la place de la Rotonde ou le parvis de la gare SNCF, et plus généralement toutes les voies empruntées par le BHNS. Les avenues des Belges, Victor-Hugo et Shumann sont mises à sens unique pour les voitures. La rotonde perd sa configuration d'intersection giratoire, pour devenir à double sens de circulation d'un côté, et totalement piétonne de l'autre (accès possible aux taxis).
À son lancement, la ligne fonctionne de 5h30 à 23h35 du lundi au jeudi. Le service est prolongé d'une heure les vendredis et samedis soir. Le dimanche, le service débute à 9h05, puis 8h05 depuis octobre 2020.
En journée (7h-20h), la fréquence est de 7 minutes du lundi au vendredi, périodes de vacances incluses. Un passage toutes les 10 minutes le samedi, toutes les 15 minutes le dimanche.
Avant 7h00 et après 20h00, la fréquence est de 15 minutes. À partir de 23 heures, elle est de 30 minutes jusqu'à la fin de service.
La ligne a fait l'objet d'une délégation de service public dissociée du reste du réseau Aix-en-bus. C'est la régie départementale des Bouches-du-Rhône (RDT13) qui a été choisie par la métropole pour l'exploitation de cette ligne.
Il est également à noter que la livrée des véhicules fait une entorse à la nouvelle livrée "lebus +" qui aurait dû être apposée par la métropole. En effet, le projet initial du BHNS prévoyait que cette livrée soit réalisée par des étudiants de la faculté d'art d'Aix-en-Provence. Un compromis fut finalement trouvé.

## Lignes du réseau

### Ligne lebus+
| Ligne | Caractéristiques | Caractéristiques                                              | Caractéristiques                                              | Caractéristiques                                              | Caractéristiques                                              | Caractéristiques                                              | Caractéristiques                                              | Caractéristiques                                              | Caractéristiques                                              |
| A     | L’Aixpress | L’Aixpress                                                    | L’Aixpress                                                    | L’Aixpress                                                    | L’Aixpress                                                    | L’Aixpress                                                    | L’Aixpress                                                    | L’Aixpress                                                    | L’Aixpress                                                    |
| A     | Aix-en-Provence — P+R Krypton ⥋ Aix-en-Provence — Saint-Mitre | Aix-en-Provence — P+R Krypton ⥋ Aix-en-Provence — Saint-Mitre | Aix-en-Provence — P+R Krypton ⥋ Aix-en-Provence — Saint-Mitre | Aix-en-Provence — P+R Krypton ⥋ Aix-en-Provence — Saint-Mitre | Aix-en-Provence — P+R Krypton ⥋ Aix-en-Provence — Saint-Mitre | Aix-en-Provence — P+R Krypton ⥋ Aix-en-Provence — Saint-Mitre | Aix-en-Provence — P+R Krypton ⥋ Aix-en-Provence — Saint-Mitre | Aix-en-Provence — P+R Krypton ⥋ Aix-en-Provence — Saint-Mitre | Aix-en-Provence — P+R Krypton ⥋ Aix-en-Provence — Saint-Mitre |
| ----- | --- | ------------------------------------------------------------- | ------------------------------------------------------------- | ------------------------------------------------------------- | ------------------------------------------------------------- | ------------------------------------------------------------- | ------------------------------------------------------------- | ------------------------------------------------------------- | ------------------------------------------------------------- |
| A     | Ouverture / Fermeture 2 septembre 2019 / — | Longueur 7,2 km                                               | Durée 25/30 min                                               | Nb. d’arrêts 19                                               | Matériel Irizar ie tram 12Iveco Crossway LE                   | Jours de fonctionnement L, Ma, Me, J, V, S, D                 | Jour / Soir / Nuit / Fêtes O / O / N / O                      | Voy. / an —                                                   | Exploitant RTM Pont de l'Arc                                  |
| A     | Desserte : - Villes et lieux desservis : Aix-en-Provence (Pont de l'Arc, centre-ville, Encagnane, Jas de Bouffan, Saint-Mitre). - Gares desservies : Aix-en-Provence |                                                               |                                                               |                                                               |                                                               |                                                               |                                                               |                                                               |                                                               |
| A     | Autre : - Arrêts non accessibles aux UFR : — - Amplitudes horaires : La ligne fonctionne du lundi au jeudi de 05h30 à 23h37, les vendredis et samedis de 05h30 à 00h40 et les dimanches et jours fériés de 9h00 à 23h35. - Particularités : - Date de dernière mise à jour : 12 septembre 2020. |                                                               |                                                               |                                                               |                                                               |                                                               |                                                               |                                                               |                                                               |
| A     | Dernière actualisation : — |                                                               |                                                               |                                                               |                                                               |                                                               |                                                               |                                                               |                                                               |

### Lignes 3 à 9
| Ligne | Caractéristiques | Caractéristiques                                                             | Caractéristiques                                                             | Caractéristiques                                                             | Caractéristiques                                                             | Caractéristiques                                                             | Caractéristiques                                                             | Caractéristiques                                                             | Caractéristiques                                                             |
| 3     | Aix-en-Provence — Val Saint-André ⥋ Aix-en-Provence — Grande Bastide | Aix-en-Provence — Val Saint-André ⥋ Aix-en-Provence — Grande Bastide         | Aix-en-Provence — Val Saint-André ⥋ Aix-en-Provence — Grande Bastide         | Aix-en-Provence — Val Saint-André ⥋ Aix-en-Provence — Grande Bastide         | Aix-en-Provence — Val Saint-André ⥋ Aix-en-Provence — Grande Bastide         | Aix-en-Provence — Val Saint-André ⥋ Aix-en-Provence — Grande Bastide         | Aix-en-Provence — Val Saint-André ⥋ Aix-en-Provence — Grande Bastide         | Aix-en-Provence — Val Saint-André ⥋ Aix-en-Provence — Grande Bastide         | Aix-en-Provence — Val Saint-André ⥋ Aix-en-Provence — Grande Bastide         |
| ----- | --- | ---------------------------------------------------------------------------- | ---------------------------------------------------------------------------- | ---------------------------------------------------------------------------- | ---------------------------------------------------------------------------- | ---------------------------------------------------------------------------- | ---------------------------------------------------------------------------- | ---------------------------------------------------------------------------- | ---------------------------------------------------------------------------- |
| 3     | Ouverture / Fermeture — / — | Longueur —                                                                   | Durée 25/35 min                                                              | Nb. d’arrêts 41                                                              | Matériel Mercedes-Benz Citaro FaceliftMercedes-Benz C2Setra S 415 NF         | Jours de fonctionnement L, Ma, Me, J, V, S, D                                | Jour / Soir / Nuit / Fêtes O / N / N / O                                     | Voy. / an —                                                                  | Exploitant Keolis Pays d'Aix                                                 |
| 3     | Desserte : - Villes et lieux desservis : Aix-en-Provence (Val Saint-André, centre-ville, Jas de Bouffan). - Gares desservies : |                                                                              |                                                                              |                                                                              |                                                                              |                                                                              |                                                                              |                                                                              |                                                                              |
| 3     | Autre : - Arrêts non accessibles aux UFR : — - Amplitudes horaires : La ligne fonctionne du lundi au samedi de 06h20 à 21h20 et les dimanches et jours fériés de 10h05 à 18h15. - Particularités : Le dimanche, la ligne se déclenche sur réservation entre 08h00 et 10h00 ainsi qu'entre 18h30 et 20h00. - Date de dernière mise à jour : 12 septembre 2020. |                                                                              |                                                                              |                                                                              |                                                                              |                                                                              |                                                                              |                                                                              |                                                                              |
| 3     | Dernière actualisation : — |                                                                              |                                                                              |                                                                              |                                                                              |                                                                              |                                                                              |                                                                              |                                                                              |
| 3SP   | Aix-en-Provence — Grande Bastide ⥋ Aix-en-Provence — Centre Ville | Aix-en-Provence — Grande Bastide ⥋ Aix-en-Provence — Centre Ville            | Aix-en-Provence — Grande Bastide ⥋ Aix-en-Provence — Centre Ville            | Aix-en-Provence — Grande Bastide ⥋ Aix-en-Provence — Centre Ville            | Aix-en-Provence — Grande Bastide ⥋ Aix-en-Provence — Centre Ville            | Aix-en-Provence — Grande Bastide ⥋ Aix-en-Provence — Centre Ville            | Aix-en-Provence — Grande Bastide ⥋ Aix-en-Provence — Centre Ville            | Aix-en-Provence — Grande Bastide ⥋ Aix-en-Provence — Centre Ville            | Aix-en-Provence — Grande Bastide ⥋ Aix-en-Provence — Centre Ville            |
| 3SP   | Ouverture / Fermeture — / — | Longueur —                                                                   | Durée 35/40 min                                                              | Nb. d’arrêts 41                                                              | Matériel Mercedes-Benz Citaro FaceliftMercedes-Benz C2Setra S 415 NF         | Jours de fonctionnement L, Ma, Me, J, V                                      | Jour / Soir / Nuit / Fêtes O / N / N / N                                     | Voy. / an —                                                                  | Exploitant Keolis Pays d'Aix                                                 |
| 3SP   | Desserte : - Villes et lieux desservis : Aix-en-Provence (centre-ville, Jas de Bouffan). - Gares desservies : |                                                                              |                                                                              |                                                                              |                                                                              |                                                                              |                                                                              |                                                                              |                                                                              |
| 3SP   | Autre : - Arrêts non accessibles aux UFR : — - Amplitudes horaires : La ligne fonctionne du lundi au vendredi, en période scolaire uniquement, avec deux départs Grande Bastide vers le centre-ville à 07h10 et 08h10, et trois départs du centre ville vers Grande Bastide entre 16h03 et 18h10 (un départ à 12h15 le mercredi). - Particularités : Le matin, la ligne effectue son terminus à l'arrêt Silvacane, après avoir fait le tour du centre d'Aix. L'après-midi, la ligne débute à l'arrêt Rotonde, pour effectuer le tour du centre, avant de continuer vers son terminus. - Date de dernière mise à jour : 12 septembre 2020. |                                                                              |                                                                              |                                                                              |                                                                              |                                                                              |                                                                              |                                                                              |                                                                              |
| 3SP   | Dernière actualisation : — |                                                                              |                                                                              |                                                                              |                                                                              |                                                                              |                                                                              |                                                                              |                                                                              |
| 4     | Aix-en-Provence — Val Saint-André ⥋ Aix-en-Provence — Pôle d'Activités | Aix-en-Provence — Val Saint-André ⥋ Aix-en-Provence — Pôle d'Activités       | Aix-en-Provence — Val Saint-André ⥋ Aix-en-Provence — Pôle d'Activités       | Aix-en-Provence — Val Saint-André ⥋ Aix-en-Provence — Pôle d'Activités       | Aix-en-Provence — Val Saint-André ⥋ Aix-en-Provence — Pôle d'Activités       | Aix-en-Provence — Val Saint-André ⥋ Aix-en-Provence — Pôle d'Activités       | Aix-en-Provence — Val Saint-André ⥋ Aix-en-Provence — Pôle d'Activités       | Aix-en-Provence — Val Saint-André ⥋ Aix-en-Provence — Pôle d'Activités       | Aix-en-Provence — Val Saint-André ⥋ Aix-en-Provence — Pôle d'Activités       |
| 4     | Ouverture / Fermeture — / — | Longueur —                                                                   | Durée 40/45 min                                                              | Nb. d’arrêts 38                                                              | Matériel Irisbus Crossway LE                                                 | Jours de fonctionnement L, Ma, Me, J, V, S                                   | Jour / Soir / Nuit / Fêtes O / N / N / N                                     | Voy. / an —                                                                  | Exploitant Keolis Pays d'Aix                                                 |
| 4     | Desserte : - Villes et lieux desservis : Aix-en-Provence (Val Saint-André, Val de l'Arc, centre-ville, La Figuière, Les Milles, pôle d'activités). - Gares desservies : Aix-en-Provence |                                                                              |                                                                              |                                                                              |                                                                              |                                                                              |                                                                              |                                                                              |                                                                              |
| 4     | Autre : - Arrêts non accessibles aux UFR : — - Amplitudes horaires : La ligne fonctionne du lundi au samedi de 05h50 à 21h00. - Particularités : - Date de dernière mise à jour : 12 septembre 2020. |                                                                              |                                                                              |                                                                              |                                                                              |                                                                              |                                                                              |                                                                              |                                                                              |
| 4     | Dernière actualisation : — |                                                                              |                                                                              |                                                                              |                                                                              |                                                                              |                                                                              |                                                                              |                                                                              |
| 5     | Aix-en-Provence — Monclar ⥋ Aix-en-Provence — P+R Brunet | Aix-en-Provence — Monclar ⥋ Aix-en-Provence — P+R Brunet                     | Aix-en-Provence — Monclar ⥋ Aix-en-Provence — P+R Brunet                     | Aix-en-Provence — Monclar ⥋ Aix-en-Provence — P+R Brunet                     | Aix-en-Provence — Monclar ⥋ Aix-en-Provence — P+R Brunet                     | Aix-en-Provence — Monclar ⥋ Aix-en-Provence — P+R Brunet                     | Aix-en-Provence — Monclar ⥋ Aix-en-Provence — P+R Brunet                     | Aix-en-Provence — Monclar ⥋ Aix-en-Provence — P+R Brunet                     | Aix-en-Provence — Monclar ⥋ Aix-en-Provence — P+R Brunet                     |
| 5     | Ouverture / Fermeture — / — | Longueur —                                                                   | Durée 40/60 min                                                              | Nb. d’arrêts 42                                                              | Matériel Mercedes-Benz Citaro FaceliftMercedes-Benz Citaro C2                | Jours de fonctionnement L, Ma, Me, J, V, S, D                                | Jour / Soir / Nuit / Fêtes O / N / N / O                                     | Voy. / an —                                                                  | Exploitant Keolis Pays d'Aix                                                 |
| 5     | Desserte : - Villes et lieux desservis : Aix-en-Provence (Les Milles, La Figuière, Encagnane, centre-ville, Beisson, Bellevue). - Gares desservies : |                                                                              |                                                                              |                                                                              |                                                                              |                                                                              |                                                                              |                                                                              |                                                                              |
| 5     | Autre : - Arrêts non accessibles aux UFR : — - Amplitudes horaires : La ligne fonctionne du lundi au samedi de 6h30 à 22h15, et les dimanches et jours fériés de 10h à 18h. - Particularités : Du lundi au samedi, certains bus circulent en service partiel entre P+R Brunet et Clup Hippique. Les dimanches et jours fériés, la ligne circule sur réservation entre 8h et 10h et entre 18h30 et 20h. - Date de dernière mise à jour : 12 septembre 2020. |                                                                              |                                                                              |                                                                              |                                                                              |                                                                              |                                                                              |                                                                              |                                                                              |
| 5     | Dernière actualisation : — |                                                                              |                                                                              |                                                                              |                                                                              |                                                                              |                                                                              |                                                                              |                                                                              |
| 6     | Aix-en-Provence — Gare Routière ⥋ Aix-en-Provence — Parking des 3 Bons Dieux | Aix-en-Provence — Gare Routière ⥋ Aix-en-Provence — Parking des 3 Bons Dieux | Aix-en-Provence — Gare Routière ⥋ Aix-en-Provence — Parking des 3 Bons Dieux | Aix-en-Provence — Gare Routière ⥋ Aix-en-Provence — Parking des 3 Bons Dieux | Aix-en-Provence — Gare Routière ⥋ Aix-en-Provence — Parking des 3 Bons Dieux | Aix-en-Provence — Gare Routière ⥋ Aix-en-Provence — Parking des 3 Bons Dieux | Aix-en-Provence — Gare Routière ⥋ Aix-en-Provence — Parking des 3 Bons Dieux | Aix-en-Provence — Gare Routière ⥋ Aix-en-Provence — Parking des 3 Bons Dieux | Aix-en-Provence — Gare Routière ⥋ Aix-en-Provence — Parking des 3 Bons Dieux |
| 6     | Ouverture / Fermeture — / — | Longueur —                                                                   | Durée 25/30 min                                                              | Nb. d’arrêts 27                                                              | Matériel Mercedes-Benz Citaro FaceliftMercedes-Benz C2Setra S 415 NF         | Jours de fonctionnement L, Ma, Me, J, V, S, D                                | Jour / Soir / Nuit / Fêtes O / N / N / O                                     | Voy. / an —                                                                  | Exploitant Keolis Pays d'Aix                                                 |
| 6     | Desserte : - Villes et lieux desservis : Aix-en-Provence (centre-ville, Pont de Béraud). - Gares desservies : |                                                                              |                                                                              |                                                                              |                                                                              |                                                                              |                                                                              |                                                                              |                                                                              |
| 6     | Autre : - Arrêts non accessibles aux UFR : — - Amplitudes horaires : La ligne fonctionne du lundi au samedi de 06h10 à 21h20 et les dimanches et jours fériés de 09h30 à 18h00. - Particularités : Le dimanche, la ligne se déclenche sur réservation entre 08h00 et 10h00 ainsi qu'entre 18h30 et 20h00. - Date de dernière mise à jour : 12 septembre 2020. |                                                                              |                                                                              |                                                                              |                                                                              |                                                                              |                                                                              |                                                                              |                                                                              |
| 6     | Dernière actualisation : — |                                                                              |                                                                              |                                                                              |                                                                              |                                                                              |                                                                              |                                                                              |                                                                              |
| 7     | Aix-en-Provence — P+R Brunet ⥋ Aix-en-Provence — Hôpital Provence | Aix-en-Provence — P+R Brunet ⥋ Aix-en-Provence — Hôpital Provence            | Aix-en-Provence — P+R Brunet ⥋ Aix-en-Provence — Hôpital Provence            | Aix-en-Provence — P+R Brunet ⥋ Aix-en-Provence — Hôpital Provence            | Aix-en-Provence — P+R Brunet ⥋ Aix-en-Provence — Hôpital Provence            | Aix-en-Provence — P+R Brunet ⥋ Aix-en-Provence — Hôpital Provence            | Aix-en-Provence — P+R Brunet ⥋ Aix-en-Provence — Hôpital Provence            | Aix-en-Provence — P+R Brunet ⥋ Aix-en-Provence — Hôpital Provence            | Aix-en-Provence — P+R Brunet ⥋ Aix-en-Provence — Hôpital Provence            |
| 7     | Ouverture / Fermeture — / — | Longueur —                                                                   | Durée 35 min                                                                 | Nb. d’arrêts 24                                                              | Matériel Mercedes-Benz Citaro FaceliftMercedes-Benz Citaro C2                | Jours de fonctionnement L, Ma, Me, J, V, S                                   | Jour / Soir / Nuit / Fêtes O / N / N / N                                     | Voy. / an —                                                                  | Exploitant Keolis Pays d'Aix                                                 |
| 7     | Desserte : - Villes et lieux desservis : Aix-en-Provence (Bellevue, centre-ville, Pont de l'Arc). - Gares desservies : |                                                                              |                                                                              |                                                                              |                                                                              |                                                                              |                                                                              |                                                                              |                                                                              |
| 7     | Autre : - Arrêts non accessibles aux UFR : — - Amplitudes horaires : La ligne fonctionne du lundi au samedi de 06h35 à 21h06. - Particularités : - Date de dernière mise à jour : 19 septembre 2020. |                                                                              |                                                                              |                                                                              |                                                                              |                                                                              |                                                                              |                                                                              |                                                                              |
| 7     | Dernière actualisation : — |                                                                              |                                                                              |                                                                              |                                                                              |                                                                              |                                                                              |                                                                              |                                                                              |
| 8     | Aix-en-Provence — Margueride ⥋ Aix-en-Provence — Val de l'Arc | Aix-en-Provence — Margueride ⥋ Aix-en-Provence — Val de l'Arc                | Aix-en-Provence — Margueride ⥋ Aix-en-Provence — Val de l'Arc                | Aix-en-Provence — Margueride ⥋ Aix-en-Provence — Val de l'Arc                | Aix-en-Provence — Margueride ⥋ Aix-en-Provence — Val de l'Arc                | Aix-en-Provence — Margueride ⥋ Aix-en-Provence — Val de l'Arc                | Aix-en-Provence — Margueride ⥋ Aix-en-Provence — Val de l'Arc                | Aix-en-Provence — Margueride ⥋ Aix-en-Provence — Val de l'Arc                | Aix-en-Provence — Margueride ⥋ Aix-en-Provence — Val de l'Arc                |
| 8     | Ouverture / Fermeture — / — | Longueur —                                                                   | Durée 35/40 min                                                              | Nb. d’arrêts 38                                                              | Matériel Mercedes-Benz Citaro FaceliftMercedes-Benz C2Setra S 415 NF         | Jours de fonctionnement L, Ma, Me, J, V, S, D                                | Jour / Soir / Nuit / Fêtes O / N / N / O                                     | Voy. / an —                                                                  | Exploitant Keolis Pays d'Aix                                                 |
| 8     | Desserte : - Villes et lieux desservis : Aix-en-Provence (Val de l'Arc, Cuques, centre-ville, Jas de Bouffan). - Gares desservies : Aix-en-Provence |                                                                              |                                                                              |                                                                              |                                                                              |                                                                              |                                                                              |                                                                              |                                                                              |
| 8     | Autre : - Arrêts non accessibles aux UFR : — - Amplitudes horaires : La ligne fonctionne du lundi au samedi de 06h00 à 22h00, et les dimanches et jours fériés de 10h00 à 17h50. - Particularités : Le dimanche, la ligne se déclenche sur réservation entre 08h00 et 10h00 ainsi qu'entre 17h30 et 20h00 - Date de dernière mise à jour : 19 septembre 2020. |                                                                              |                                                                              |                                                                              |                                                                              |                                                                              |                                                                              |                                                                              |                                                                              |
| 8     | Dernière actualisation : — |                                                                              |                                                                              |                                                                              |                                                                              |                                                                              |                                                                              |                                                                              |                                                                              |
| 8SP   | Aix-en-Provence — Margueride ⥋ Aix-en-Provence — Arc de Meyran Zola | Aix-en-Provence — Margueride ⥋ Aix-en-Provence — Arc de Meyran Zola          | Aix-en-Provence — Margueride ⥋ Aix-en-Provence — Arc de Meyran Zola          | Aix-en-Provence — Margueride ⥋ Aix-en-Provence — Arc de Meyran Zola          | Aix-en-Provence — Margueride ⥋ Aix-en-Provence — Arc de Meyran Zola          | Aix-en-Provence — Margueride ⥋ Aix-en-Provence — Arc de Meyran Zola          | Aix-en-Provence — Margueride ⥋ Aix-en-Provence — Arc de Meyran Zola          | Aix-en-Provence — Margueride ⥋ Aix-en-Provence — Arc de Meyran Zola          | Aix-en-Provence — Margueride ⥋ Aix-en-Provence — Arc de Meyran Zola          |
| 8SP   | Ouverture / Fermeture — / — | Longueur —                                                                   | Durée 35/40 min                                                              | Nb. d’arrêts 35                                                              | Matériel Mercedes-Benz Citaro FaceliftMercedes-Benz Citaro C2                | Jours de fonctionnement L, Ma, Me, J, V                                      | Jour / Soir / Nuit / Fêtes O / N / N / N                                     | Voy. / an —                                                                  | Exploitant Keolis Pays d'Aix                                                 |
| 8SP   | Desserte : - Villes et lieux desservis : Aix-en-Provence (Val de l'Arc, Cuques, centre-ville, Jas de Bouffan). - Gares desservies : Aix-en-Provence |                                                                              |                                                                              |                                                                              |                                                                              |                                                                              |                                                                              |                                                                              |                                                                              |
| 8SP   | Autre : - Arrêts non accessibles aux UFR : — - Amplitudes horaires : La ligne propose deux départs de Margueride vers ADM Zola à 7h05 et 8h06, et trois départs de ADM Zola vers Margueride entre 16h35 et 18h (le mercredi un départ à 12h08). - Particularités : La ligne circule uniquement du lundi au vendredi en période scolaire. Elle est principalement destinée aux élèves du collège Arc de Meyran et du lycée Emile Zola. - Date de dernière mise à jour : 19 septembre 2020. |                                                                              |                                                                              |                                                                              |                                                                              |                                                                              |                                                                              |                                                                              |                                                                              |
| 8SP   | Dernière actualisation : — |                                                                              |                                                                              |                                                                              |                                                                              |                                                                              |                                                                              |                                                                              |                                                                              |
| 9     | Aix-en-Provence — Château de Galice ⥋ Aix-en-Provence — Magnan | Aix-en-Provence — Château de Galice ⥋ Aix-en-Provence — Magnan               | Aix-en-Provence — Château de Galice ⥋ Aix-en-Provence — Magnan               | Aix-en-Provence — Château de Galice ⥋ Aix-en-Provence — Magnan               | Aix-en-Provence — Château de Galice ⥋ Aix-en-Provence — Magnan               | Aix-en-Provence — Château de Galice ⥋ Aix-en-Provence — Magnan               | Aix-en-Provence — Château de Galice ⥋ Aix-en-Provence — Magnan               | Aix-en-Provence — Château de Galice ⥋ Aix-en-Provence — Magnan               | Aix-en-Provence — Château de Galice ⥋ Aix-en-Provence — Magnan               |
| 9     | Ouverture / Fermeture — / — | Longueur —                                                                   | Durée 30/35 min                                                              | Nb. d’arrêts 36                                                              | Matériel Irisbus Crossway LE Mercedes-Benz Citaro FaceliftMercedes-Benz C2   | Jours de fonctionnement L, Ma, Me, J, V, S                                   | Jour / Soir / Nuit / Fêtes O / N / N / N                                     | Voy. / an —                                                                  | Exploitant Keolis Pays d'Aix                                                 |
| 9     | Desserte : - Villes et lieux desservis : Aix-en-Provence (Val Saint-André, Val de l'Arc, Pont de l'Arc, La Figuière, Encagnane, Jas de Bouffan). - Gares desservies : |                                                                              |                                                                              |                                                                              |                                                                              |                                                                              |                                                                              |                                                                              |                                                                              |
| 9     | Autre : - Arrêts non accessibles aux UFR : — - Amplitudes horaires : La ligne fonctionne du lundi au vendredi de 06h17 à 20h20 et le samedi de 06h17 à 20h15. - Particularités : - Date de dernière mise à jour : 19 septembre 2020. |                                                                              |                                                                              |                                                                              |                                                                              |                                                                              |                                                                              |                                                                              |                                                                              |
| 9     | Dernière actualisation : — |                                                                              |                                                                              |                                                                              |                                                                              |                                                                              |                                                                              |                                                                              |                                                                              |
| 9SP   | Aix-en-Provence — Château de Galice ⥋ Aix-en-Provence — Saint Anne | Aix-en-Provence — Château de Galice ⥋ Aix-en-Provence — Saint Anne           | Aix-en-Provence — Château de Galice ⥋ Aix-en-Provence — Saint Anne           | Aix-en-Provence — Château de Galice ⥋ Aix-en-Provence — Saint Anne           | Aix-en-Provence — Château de Galice ⥋ Aix-en-Provence — Saint Anne           | Aix-en-Provence — Château de Galice ⥋ Aix-en-Provence — Saint Anne           | Aix-en-Provence — Château de Galice ⥋ Aix-en-Provence — Saint Anne           | Aix-en-Provence — Château de Galice ⥋ Aix-en-Provence — Saint Anne           | Aix-en-Provence — Château de Galice ⥋ Aix-en-Provence — Saint Anne           |
| 9SP   | Ouverture / Fermeture — / — | Longueur —                                                                   | Durée 40 min                                                                 | Nb. d’arrêts 34                                                              | Matériel Mercedes-Benz Citaro FaceliftMercedes-Benz C2                       | Jours de fonctionnement L, Ma, Me, J, V                                      | Jour / Soir / Nuit / Fêtes O / N / N / N                                     | Voy. / an —                                                                  | Exploitant Keolis Pays d'Aix                                                 |
| 9SP   | Desserte : - Villes et lieux desservis : Aix-en-Provence (centre-ville, Val Saint-André, Val de l'Arc, Pont de l'Arc, La Figuière, Encagnane, Jas de Bouffan). - Gares desservies : |                                                                              |                                                                              |                                                                              |                                                                              |                                                                              |                                                                              |                                                                              |                                                                              |
| 9SP   | Autre : - Arrêts non accessibles aux UFR : — - Amplitudes horaires : La ligne fonctionne du lundi au vendredi de 07h19 à 08h14, puis de 16h22 à 17h50. Le mercredi, un retour est mis en place à 12h10. - Particularités : - Date de dernière mise à jour : 19 septembre 2020. |                                                                              |                                                                              |                                                                              |                                                                              |                                                                              |                                                                              |                                                                              |                                                                              |
| 9SP   | Dernière actualisation : — |                                                                              |                                                                              |                                                                              |                                                                              |                                                                              |                                                                              |                                                                              |                                                                              |

### Lignes 10 à 18
| Ligne | Caractéristiques | Caractéristiques                                                                                          | Caractéristiques                                                                                          | Caractéristiques                                                                                          | Caractéristiques                                                                                          | Caractéristiques                                                                                          | Caractéristiques                                                                                          | Caractéristiques                                                                                          | Caractéristiques                                                                                          |
| 10    | Aix-en-Provence — Pont des Corneilles ⥋ Aix-en-Provence — Pont de l'Arc Mairie | Aix-en-Provence — Pont des Corneilles ⥋ Aix-en-Provence — Pont de l'Arc Mairie                            | Aix-en-Provence — Pont des Corneilles ⥋ Aix-en-Provence — Pont de l'Arc Mairie                            | Aix-en-Provence — Pont des Corneilles ⥋ Aix-en-Provence — Pont de l'Arc Mairie                            | Aix-en-Provence — Pont des Corneilles ⥋ Aix-en-Provence — Pont de l'Arc Mairie                            | Aix-en-Provence — Pont des Corneilles ⥋ Aix-en-Provence — Pont de l'Arc Mairie                            | Aix-en-Provence — Pont des Corneilles ⥋ Aix-en-Provence — Pont de l'Arc Mairie                            | Aix-en-Provence — Pont des Corneilles ⥋ Aix-en-Provence — Pont de l'Arc Mairie                            | Aix-en-Provence — Pont des Corneilles ⥋ Aix-en-Provence — Pont de l'Arc Mairie                            |
| ----- | --- | --- | --- | --- | --- | --- | --- | --- | --- |
| 10    | Ouverture / Fermeture — / — | Longueur —                                                                                                | Durée 30/35 min                                                                                           | Nb. d’arrêts 35                                                                                           | Matériel Irisbus Crossway LE Mercedes-Benz Citaro FaceliftMercedes-Benz C2                                | Jours de fonctionnement L, Ma, Me, J, V, S, D                                                             | Jour / Soir / Nuit / Fêtes O / N / N / O                                                                  | Voy. / an —                                                                                               | Exploitant Keolis Pays d'Aix                                                                              |
| 10    | Desserte : - Villes et lieux desservis : Aix-en-Provence (Saint-Donat, Bellevue, centre-ville, La Figuière, Pont de l'Arc). - Gares desservies : | | | | | | | | |
| 10    | Autre : - Arrêts non accessibles aux UFR : — - Amplitudes horaires : La ligne fonctionne du lundi au samedi de 06h30 à 20h50 et les dimanches et jours fériés de 10h00 à 18h40. - Particularités : Le dimanche, la ligne se déclenche sur réservation entre 08h00 et 10h00 ainsi qu'entre 17h30 et 20h00. - Date de dernière mise à jour : 12 septembre 2020. | | | | | | | | |
| 10    | Dernière actualisation : — | | | | | | | | |
| 11    | Aix-en-Provence — Village du Soleil ⥋ Aix-en-Provence — Luynes Mail | Aix-en-Provence — Village du Soleil ⥋ Aix-en-Provence — Luynes Mail                                       | Aix-en-Provence — Village du Soleil ⥋ Aix-en-Provence — Luynes Mail                                       | Aix-en-Provence — Village du Soleil ⥋ Aix-en-Provence — Luynes Mail                                       | Aix-en-Provence — Village du Soleil ⥋ Aix-en-Provence — Luynes Mail                                       | Aix-en-Provence — Village du Soleil ⥋ Aix-en-Provence — Luynes Mail                                       | Aix-en-Provence — Village du Soleil ⥋ Aix-en-Provence — Luynes Mail                                       | Aix-en-Provence — Village du Soleil ⥋ Aix-en-Provence — Luynes Mail                                       | Aix-en-Provence — Village du Soleil ⥋ Aix-en-Provence — Luynes Mail                                       |
| 11    | Ouverture / Fermeture — / — | Longueur —                                                                                                | Durée 55 à 65 min                                                                                         | Nb. d’arrêts 55 ou 63                                                                                     | Matériel Irisbus Crossway LE Mercedes-Benz Citaro FaceliftMercedes-Benz C2                                | Jours de fonctionnement L, Ma, Me, J, V, S, D                                                             | Jour / Soir / Nuit / Fêtes O / N / N / O                                                                  | Voy. / an —                                                                                               | Exploitant RDT13 Pont de l'Arc                                                                            |
| 11    | Desserte : - Villes et lieux desservis : Aix-en-Provence (Luynes, centre-ville, Bellevue, Puyricard). - Gares desservies : | | | | | | | | |
| 11    | Autre : - Arrêts non accessibles aux UFR : — - Amplitudes horaires : La ligne fonctionne du lundi au samedi de 06h00 à 20h00 et les dimanches et jours fériés de 09h23 à 18h43 - Particularités : Le dimanche, la ligne se déclenche sur réservation entre 08h00 et 10h30 ainsi qu'entre 18h00 et 20h00. Elle est également prolongée de Village du Soleil jusqu'à Couteron Eglise, en suivant l'itinéraire de la ligne 12 qui ne circule pas ce jour-là. - Date de dernière mise à jour : 19 septembre 2020.                                                                      | | | | | | | | |
| 11    | Dernière actualisation : — | | | | | | | | |
| 12    | Aix-en-Provence — Gare Routière Mouret ⥋ Aix-en-Provence — Couteron Eglise | Aix-en-Provence — Gare Routière Mouret ⥋ Aix-en-Provence — Couteron Eglise                                | Aix-en-Provence — Gare Routière Mouret ⥋ Aix-en-Provence — Couteron Eglise                                | Aix-en-Provence — Gare Routière Mouret ⥋ Aix-en-Provence — Couteron Eglise                                | Aix-en-Provence — Gare Routière Mouret ⥋ Aix-en-Provence — Couteron Eglise                                | Aix-en-Provence — Gare Routière Mouret ⥋ Aix-en-Provence — Couteron Eglise                                | Aix-en-Provence — Gare Routière Mouret ⥋ Aix-en-Provence — Couteron Eglise                                | Aix-en-Provence — Gare Routière Mouret ⥋ Aix-en-Provence — Couteron Eglise                                | Aix-en-Provence — Gare Routière Mouret ⥋ Aix-en-Provence — Couteron Eglise                                |
| 12    | Ouverture / Fermeture — / — | Longueur —                                                                                                | Durée 30/40 min                                                                                           | Nb. d’arrêts 42                                                                                           | Matériel Heuliez GX 137                                                                                   | Jours de fonctionnement L, Ma, Me, J, V, S                                                                | Jour / Soir / Nuit / Fêtes O / N / N / N                                                                  | Voy. / an —                                                                                               | Exploitant Autocars Sumian                                                                                |
| 12    | Desserte : - Villes et lieux desservis : Aix-en-Provence (centre-ville, Beisson, Bellevue, Puyricard, Couteron). - Gares desservies : | | | | | | | | |
| 12    | Autre : - Arrêts non accessibles aux UFR : — - Amplitudes horaires : La ligne fonctionne du lundi au samedi de 06h25 à 21h55. - Particularités : Le dernier trajet en direction de Gare Routière Mouret et les deux derniers départs de Gare Routière Mouret sont limités à Puyricard. - Date de dernière mise à jour : 19 septembre 2020. | | | | | | | | |
| 12    | Dernière actualisation : — | | | | | | | | |
| 12SP  | Aix-en-Provence — Centre-ville (tour de ville) ⥋ Aix-en-Provence — Couteron (tour de ville) | Aix-en-Provence — Centre-ville (tour de ville) ⥋ Aix-en-Provence — Couteron (tour de ville)               | Aix-en-Provence — Centre-ville (tour de ville) ⥋ Aix-en-Provence — Couteron (tour de ville)               | Aix-en-Provence — Centre-ville (tour de ville) ⥋ Aix-en-Provence — Couteron (tour de ville)               | Aix-en-Provence — Centre-ville (tour de ville) ⥋ Aix-en-Provence — Couteron (tour de ville)               | Aix-en-Provence — Centre-ville (tour de ville) ⥋ Aix-en-Provence — Couteron (tour de ville)               | Aix-en-Provence — Centre-ville (tour de ville) ⥋ Aix-en-Provence — Couteron (tour de ville)               | Aix-en-Provence — Centre-ville (tour de ville) ⥋ Aix-en-Provence — Couteron (tour de ville)               | Aix-en-Provence — Centre-ville (tour de ville) ⥋ Aix-en-Provence — Couteron (tour de ville)               |
| 12SP  | Ouverture / Fermeture — / — | Longueur —                                                                                                | Durée 40 min                                                                                              | Nb. d’arrêts 42                                                                                           | Matériel Heuliez GX 137                                                                                   | Jours de fonctionnement L, Ma, Me, J, V                                                                   | Jour / Soir / Nuit / Fêtes O / N / N / N                                                                  | Voy. / an —                                                                                               | Exploitant —                                                                                              |
| 12SP  | Desserte : - Villes et lieux desservis : Aix-en-Provence (centre-ville, Beisson, Bellevue, Puyricard, Couteron). - Gares desservies : | | | | | | | | |
| 12SP  | Autre : - Arrêts non accessibles aux UFR : — - Amplitudes horaires : La ligne propose un départ de Couteron vers le centre-ville à 7h, et trois départs du centre-ville vers Couteron entre 16h03 et 18h03 (un départ à 12h03 le mercredi). - Particularités : La ligne effectue le tour du centre-ville et de Couteron dans des sens différents le matin et le soir. Les terminus sont Les Feuillants à Couteron et Bellegarde au centre-ville le matin, et Couteron à Couteron et Rotonde Bonaparte au centre-ville le soir. - Date de dernière mise à jour : 19 septembre 2020. | | | | | | | | |
| 12SP  | Dernière actualisation : — | | | | | | | | |
| 13    | Aix-en-Provence — Puyricard Centre ⥋ Le Tholonet — Le Tholonet | Aix-en-Provence — Puyricard Centre ⥋ Le Tholonet — Le Tholonet                                            | Aix-en-Provence — Puyricard Centre ⥋ Le Tholonet — Le Tholonet                                            | Aix-en-Provence — Puyricard Centre ⥋ Le Tholonet — Le Tholonet                                            | Aix-en-Provence — Puyricard Centre ⥋ Le Tholonet — Le Tholonet                                            | Aix-en-Provence — Puyricard Centre ⥋ Le Tholonet — Le Tholonet                                            | Aix-en-Provence — Puyricard Centre ⥋ Le Tholonet — Le Tholonet                                            | Aix-en-Provence — Puyricard Centre ⥋ Le Tholonet — Le Tholonet                                            | Aix-en-Provence — Puyricard Centre ⥋ Le Tholonet — Le Tholonet                                            |
| 13    | Ouverture / Fermeture — / — | Longueur —                                                                                                | Durée 50 à 60 min                                                                                         | Nb. d’arrêts 43 ou 47                                                                                     | Matériel Irisbus Crossway LE Mercedes-Benz Citaro FaceliftMercedes-Benz C2                                | Jours de fonctionnement L, Ma, Me, J, V, S, D                                                             | Jour / Soir / Nuit / Fêtes O / N / N / O                                                                  | Voy. / an —                                                                                               | Exploitant Keolis Pays d'Aix                                                                              |
| 13    | Desserte : - Villes et lieux desservis : Aix-en-Provence (Puyricard Centre, Les Cruys, Célony Ecole, Tour de Ville, Rotonde, La Torse, Les Trois Sautets, Palette), Le Tholonet (Centre). - Gares desservies : | | | | | | | | |
| 13    | Autre : - Arrêts non accessibles aux UFR : — - Amplitudes horaires : La ligne fonctionne du lundi au samedi de 06h40 à 21h00 et les dimanches et jours fériés de 10h00 à 17h25. - Particularités : Le dimanche, la ligne se déclenche sur réservation entre 08h00 et 10h00 ainsi qu'entre 18h00 et 20h00. Du lundi au samedi, certains bus circulent en service partiel entre Puyricard Centre et Palette. - Date de dernière mise à jour : 20 septembre 2020. | | | | | | | | |
| 13    | Dernière actualisation : — | | | | | | | | |
| 14    | Aix-en-Provence — Anouar El Sadate ⥋ Aix-en-Provence — Centre commercial des Milles | Aix-en-Provence — Anouar El Sadate ⥋ Aix-en-Provence — Centre commercial des Milles                       | Aix-en-Provence — Anouar El Sadate ⥋ Aix-en-Provence — Centre commercial des Milles                       | Aix-en-Provence — Anouar El Sadate ⥋ Aix-en-Provence — Centre commercial des Milles                       | Aix-en-Provence — Anouar El Sadate ⥋ Aix-en-Provence — Centre commercial des Milles                       | Aix-en-Provence — Anouar El Sadate ⥋ Aix-en-Provence — Centre commercial des Milles                       | Aix-en-Provence — Anouar El Sadate ⥋ Aix-en-Provence — Centre commercial des Milles                       | Aix-en-Provence — Anouar El Sadate ⥋ Aix-en-Provence — Centre commercial des Milles                       | Aix-en-Provence — Anouar El Sadate ⥋ Aix-en-Provence — Centre commercial des Milles                       |
| 14    | Ouverture / Fermeture — / — | Longueur —                                                                                                | Durée 40 min                                                                                              | Nb. d’arrêts 31                                                                                           | Matériel Sprinter 45                                                                                      | Jours de fonctionnement L, Ma, Me, J, V, S                                                                | Jour / Soir / Nuit / Fêtes O / N / N / N                                                                  | Voy. / an —                                                                                               | Exploitant RDT13 Pont de l'Arc                                                                            |
| 14    | Desserte : - Villes et lieux desservis : Aix-en-Provence (centre-ville, quartier Pont de l'Arc, Luynes, pôle d'activités, Les Milles). - Gares desservies : | | | | | | | | |
| 14    | Autre : - Arrêts non accessibles aux UFR : — - Amplitudes horaires : La ligne fonctionne du lundi au samedi de 06h30 à 20h50. - Particularités : Lorsque des événements sont organisés à l'Arena le soir ou le dimanche, des navettes sont mises en place entre Anouar El Sadate et P+R Arena et entre Centre commercial des Milles et P+R Arena en suivant le trajet de la ligne 14. - Date de dernière mise à jour : 20 septembre 2020. | | | | | | | | |
| 14    | Dernière actualisation : — | | | | | | | | |
| 15    | Aix-en-Provence — Gare Routière ⥋ Aix-en-Provence — La Duranne Ecole ou Aix-en-Provence — Europôle Arbois | Aix-en-Provence — Gare Routière ⥋ Aix-en-Provence — La Duranne Ecole ou Aix-en-Provence — Europôle Arbois | Aix-en-Provence — Gare Routière ⥋ Aix-en-Provence — La Duranne Ecole ou Aix-en-Provence — Europôle Arbois | Aix-en-Provence — Gare Routière ⥋ Aix-en-Provence — La Duranne Ecole ou Aix-en-Provence — Europôle Arbois | Aix-en-Provence — Gare Routière ⥋ Aix-en-Provence — La Duranne Ecole ou Aix-en-Provence — Europôle Arbois | Aix-en-Provence — Gare Routière ⥋ Aix-en-Provence — La Duranne Ecole ou Aix-en-Provence — Europôle Arbois | Aix-en-Provence — Gare Routière ⥋ Aix-en-Provence — La Duranne Ecole ou Aix-en-Provence — Europôle Arbois | Aix-en-Provence — Gare Routière ⥋ Aix-en-Provence — La Duranne Ecole ou Aix-en-Provence — Europôle Arbois | Aix-en-Provence — Gare Routière ⥋ Aix-en-Provence — La Duranne Ecole ou Aix-en-Provence — Europôle Arbois |
| 15    | Ouverture / Fermeture — / — | Longueur —                                                                                                | Durée 30/35 min                                                                                           | Nb. d’arrêts 21 ou 23                                                                                     | Matériel Irisbus Crossway LE Mercedes-Benz Citaro FaceliftMercedes-Benz C2                                | Jours de fonctionnement L, Ma, Me, J, V, S                                                                | Jour / Soir / Nuit / Fêtes O / N / N / N                                                                  | Voy. / an —                                                                                               | Exploitant RDT13 Pont de l'Arc                                                                            |
| 15    | Desserte : - Villes et lieux desservis : Aix-en-Provence (cente-ville, pôle d'activités, La Duranne). - Gares desservies : | | | | | | | | |
| 15    | Autre : - Arrêts non accessibles aux UFR : — - Amplitudes horaires : La ligne fonctionne du lundi au samedi de 06h00 à 20h10. - Particularités : Le samedi, la ligne effectue seulement le trajet Gare Routière <> La Duranne Ecole. - Date de dernière mise à jour : 20 septembre 2020. | | | | | | | | |
| 15    | Dernière actualisation : — | | | | | | | | |
| 15SP  | Aix-en-Provence — La Mayanelle ⥋ Aix-en-Provence — Club du Golf | Aix-en-Provence — La Mayanelle ⥋ Aix-en-Provence — Club du Golf                                           | Aix-en-Provence — La Mayanelle ⥋ Aix-en-Provence — Club du Golf                                           | Aix-en-Provence — La Mayanelle ⥋ Aix-en-Provence — Club du Golf                                           | Aix-en-Provence — La Mayanelle ⥋ Aix-en-Provence — Club du Golf                                           | Aix-en-Provence — La Mayanelle ⥋ Aix-en-Provence — Club du Golf                                           | Aix-en-Provence — La Mayanelle ⥋ Aix-en-Provence — Club du Golf                                           | Aix-en-Provence — La Mayanelle ⥋ Aix-en-Provence — Club du Golf                                           | Aix-en-Provence — La Mayanelle ⥋ Aix-en-Provence — Club du Golf                                           |
| 15SP  | Ouverture / Fermeture — / — | Longueur —                                                                                                | Durée 45 min                                                                                              | Nb. d’arrêts 50                                                                                           | Matériel Mercedes-Benz Citaro FaceliftMercedes-Benz Citaro C2                                             | Jours de fonctionnement L, Ma, Me, J, V, S                                                                | Jour / Soir / Nuit / Fêtes O / N / N / N                                                                  | Voy. / an —                                                                                               | Exploitant —                                                                                              |
| 15SP  | Desserte : - Villes et lieux desservis : Aix-en-Provence (Jas de Bouffan, centre-ville, La Figuière, Les Milles, pôle d'activités). - Gares desservies : | | | | | | | | |
| 15SP  | Autre : - Arrêts non accessibles aux UFR : — - Amplitudes horaires : La ligne propose trois départs de La Maynelle vers Club du Golf entre 4h35 et 5h35. - Particularités : - Date de dernière mise à jour : 20 septembre 2020. | | | | | | | | |
| 15SP  | Dernière actualisation : — | | | | | | | | |
| 16    | Aix-en-Provence — Montaiguet ⥋ Aix-en-Provence — Roi René | Aix-en-Provence — Montaiguet ⥋ Aix-en-Provence — Roi René                                                 | Aix-en-Provence — Montaiguet ⥋ Aix-en-Provence — Roi René                                                 | Aix-en-Provence — Montaiguet ⥋ Aix-en-Provence — Roi René                                                 | Aix-en-Provence — Montaiguet ⥋ Aix-en-Provence — Roi René                                                 | Aix-en-Provence — Montaiguet ⥋ Aix-en-Provence — Roi René                                                 | Aix-en-Provence — Montaiguet ⥋ Aix-en-Provence — Roi René                                                 | Aix-en-Provence — Montaiguet ⥋ Aix-en-Provence — Roi René                                                 | Aix-en-Provence — Montaiguet ⥋ Aix-en-Provence — Roi René                                                 |
| 16    | Ouverture / Fermeture Septembre 2019 / — | Longueur —                                                                                                | Durée 20 ou 35 min                                                                                        | Nb. d’arrêts 13 ou 30                                                                                     | Matériel Heuliez GX337 ELEC                                                                               | Jours de fonctionnement L, Ma, Me, J, V                                                                   | Jour / Soir / Nuit / Fêtes O / N / N / N                                                                  | Voy. / an —                                                                                               | Exploitant Keolis Pays d'Aix                                                                              |
| 16    | Desserte : - Villes et lieux desservis : Aix-en-Provence (quartier Pont de l'Arc, quartier Val de l'Arc, centre-ville). - Gares desservies : Aix-en-Provence | | | | | | | | |
| 16    | Autre : - Arrêts non accessibles aux UFR : — - Amplitudes horaires : La ligne fonctionne du lundi au vendredi de 07h00 à 19h00. - Particularités : La ligne effectue un tour de ville, avant son terminus à Roi René. - Date de dernière mise à jour : 20 septembre 2020. | | | | | | | | |
| 16    | Dernière actualisation : — | | | | | | | | |
| 17    | Aix-en-Provence — Corsy ⥋ Aix-en-Provence — P+R Plan d'Aillane | Aix-en-Provence — Corsy ⥋ Aix-en-Provence — P+R Plan d'Aillane                                            | Aix-en-Provence — Corsy ⥋ Aix-en-Provence — P+R Plan d'Aillane                                            | Aix-en-Provence — Corsy ⥋ Aix-en-Provence — P+R Plan d'Aillane                                            | Aix-en-Provence — Corsy ⥋ Aix-en-Provence — P+R Plan d'Aillane                                            | Aix-en-Provence — Corsy ⥋ Aix-en-Provence — P+R Plan d'Aillane                                            | Aix-en-Provence — Corsy ⥋ Aix-en-Provence — P+R Plan d'Aillane                                            | Aix-en-Provence — Corsy ⥋ Aix-en-Provence — P+R Plan d'Aillane                                            | Aix-en-Provence — Corsy ⥋ Aix-en-Provence — P+R Plan d'Aillane                                            |
| 17    | Ouverture / Fermeture Septembre 2019 / — | Longueur —                                                                                                | Durée 25/30 min                                                                                           | Nb. d’arrêts 21                                                                                           | Matériel Irisbus Crossway LE Mercedes-Benz Citaro FaceliftMercedes-Benz C2                                | Jours de fonctionnement L, Ma, Me, J, V                                                                   | Jour / Soir / Nuit / Fêtes O / N / N / N                                                                  | Voy. / an —                                                                                               | Exploitant Keolis Pays d'Aix                                                                              |
| 17    | Desserte : - Villes et lieux desservis : Aix-en-Provence (quartier Jas-de-Bouffan, centre-ville, pôle d'activités). - Gares desservies : | | | | | | | | |
| 17    | Autre : - Arrêts non accessibles aux UFR : — - Amplitudes horaires : La ligne propose 4 départs le matin de Corsy vers P+R Plan d'Aillane entre 6h58 et 8h21, et 5 départs l'après-midi de P+R Plan d'Aillane vers Corsy entre 16h32 et 18h32. - Particularités : La ligne propose également des retours directs entre P+R Plan d'Aillane et Corsy (vers Corsy le matin et vers P+R Plan d'Aillane l'après-midi). - Date de dernière mise à jour : 20 septembre 2020. | | | | | | | | |
| 17    | Dernière actualisation : — | | | | | | | | |
| 18    | Aix-en-Provence — Gare Routière ⥋ Aix-en-Provence — La Duranne Ecole | Aix-en-Provence — Gare Routière ⥋ Aix-en-Provence — La Duranne Ecole                                      | Aix-en-Provence — Gare Routière ⥋ Aix-en-Provence — La Duranne Ecole                                      | Aix-en-Provence — Gare Routière ⥋ Aix-en-Provence — La Duranne Ecole                                      | Aix-en-Provence — Gare Routière ⥋ Aix-en-Provence — La Duranne Ecole                                      | Aix-en-Provence — Gare Routière ⥋ Aix-en-Provence — La Duranne Ecole                                      | Aix-en-Provence — Gare Routière ⥋ Aix-en-Provence — La Duranne Ecole                                      | Aix-en-Provence — Gare Routière ⥋ Aix-en-Provence — La Duranne Ecole                                      | Aix-en-Provence — Gare Routière ⥋ Aix-en-Provence — La Duranne Ecole                                      |
| 18    | Ouverture / Fermeture — / — | Longueur —                                                                                                | Durée 25/30 ou 40 min                                                                                     | Nb. d’arrêts 13 ou 33                                                                                     | Matériel Irisbus Crossway LE Mercedes-Benz Citaro FaceliftMercedes-Benz C2                                | Jours de fonctionnement L, Ma, Me, J, V, S, D                                                             | Jour / Soir / Nuit / Fêtes O / N / N / O                                                                  | Voy. / an —                                                                                               | Exploitant Keolis Pays d'Aix                                                                              |
| 18    | Desserte : - Villes et lieux desservis : Aix-en-Provence (centre-ville, Les Milles, La Duranne). - Gares desservies : | | | | | | | | |
| 18    | Autre : - Arrêts non accessibles aux UFR : — - Amplitudes horaires : La ligne fonctionne du lundi au samedi de 06h00 à 20h00, et les dimanches et jours fériés de 08h45 à 19h20 - Particularités : Le dimanche, la ligne se déclenche sur réservation entre 08h00 et 09h30 ainsi qu'entre 19h30 et 20h00. Le dimanche, la ligne reprend le trajet de la ligne 4 entre Gare Routière et le Centre Commercial des Milles. - Date de dernière mise à jour : 30 septembre 2020. | | | | | | | | |
| 18    | Dernière actualisation : — | | | | | | | | |

### Lignes 21 à 26
| Ligne | Caractéristiques | Caractéristiques                                                             | Caractéristiques                                                             | Caractéristiques                                                             | Caractéristiques                                                             | Caractéristiques                                                             | Caractéristiques                                                             | Caractéristiques                                                             | Caractéristiques                                                             |
| 21    | Saint-Marc-Jaumegarde — J16 ⥋ Aix-en-Provence — Bellegarde | Saint-Marc-Jaumegarde — J16 ⥋ Aix-en-Provence — Bellegarde                   | Saint-Marc-Jaumegarde — J16 ⥋ Aix-en-Provence — Bellegarde                   | Saint-Marc-Jaumegarde — J16 ⥋ Aix-en-Provence — Bellegarde                   | Saint-Marc-Jaumegarde — J16 ⥋ Aix-en-Provence — Bellegarde                   | Saint-Marc-Jaumegarde — J16 ⥋ Aix-en-Provence — Bellegarde                   | Saint-Marc-Jaumegarde — J16 ⥋ Aix-en-Provence — Bellegarde                   | Saint-Marc-Jaumegarde — J16 ⥋ Aix-en-Provence — Bellegarde                   | Saint-Marc-Jaumegarde — J16 ⥋ Aix-en-Provence — Bellegarde                   |
| ----- | --- | ---------------------------------------------------------------------------- | ---------------------------------------------------------------------------- | ---------------------------------------------------------------------------- | ---------------------------------------------------------------------------- | ---------------------------------------------------------------------------- | ---------------------------------------------------------------------------- | ---------------------------------------------------------------------------- | ---------------------------------------------------------------------------- |
| 21    | Ouverture / Fermeture — / — | Longueur —                                                                   | Durée 35 min                                                                 | Nb. d’arrêts 32                                                              | Matériel Dietrich City 21Dietrich City 23                                    | Jours de fonctionnement L, Ma, Me, J, V, S                                   | Jour / Soir / Nuit / Fêtes O / N / N / N                                     | Voy. / an —                                                                  | Exploitant Keolis Pays d'Aix                                                 |
| 21    | Desserte : - Villes et lieux desservis : Saint-Marc-Jaumegarde (Les Bonfillons, Les Vérans, Mairie, Les Savoyards, Les Favoris, L'Aube, Le Rippert du Prignon), Aix-en-Provence (Les Trois Bons Dieux, Lycée Cézanne, Arts et Métiers ParisTech, Cours Saint-Louis, Parking Bellegarde). - Gares desservies : |                                                                              |                                                                              |                                                                              |                                                                              |                                                                              |                                                                              |                                                                              |                                                                              |
| 21    | Autre : - Arrêts non accessibles aux UFR : — - Amplitudes horaires : La ligne fonctionne du lundi au samedi de 06h00 à 19h00. - Particularités : - Date de dernière mise à jour : 30 septembre 2020. |                                                                              |                                                                              |                                                                              |                                                                              |                                                                              |                                                                              |                                                                              |                                                                              |
| 21    | Dernière actualisation : — |                                                                              |                                                                              |                                                                              |                                                                              |                                                                              |                                                                              |                                                                              |                                                                              |
| 22    | Aix-en-Provence — Célony ⥋ Aix-en-Provence — Rotonde Bonaparte | Aix-en-Provence — Célony ⥋ Aix-en-Provence — Rotonde Bonaparte               | Aix-en-Provence — Célony ⥋ Aix-en-Provence — Rotonde Bonaparte               | Aix-en-Provence — Célony ⥋ Aix-en-Provence — Rotonde Bonaparte               | Aix-en-Provence — Célony ⥋ Aix-en-Provence — Rotonde Bonaparte               | Aix-en-Provence — Célony ⥋ Aix-en-Provence — Rotonde Bonaparte               | Aix-en-Provence — Célony ⥋ Aix-en-Provence — Rotonde Bonaparte               | Aix-en-Provence — Célony ⥋ Aix-en-Provence — Rotonde Bonaparte               | Aix-en-Provence — Célony ⥋ Aix-en-Provence — Rotonde Bonaparte               |
| 22    | Ouverture / Fermeture — / — | Longueur —                                                                   | Durée 20/25 min                                                              | Nb. d’arrêts 23 ou 25                                                        | Matériel Dietrich City 21Dietrich City 23                                    | Jours de fonctionnement L, Ma, Me, J, V, S, D                                | Jour / Soir / Nuit / Fêtes O / N / N / O                                     | Voy. / an —                                                                  | Exploitant Keolis Pays d'Aix                                                 |
| 22    | Desserte : - Villes et lieux desservis : Aix-en-Provence (Célony, Les Plaines, Centre Médical de Sibourg, Pont Rout, Sainte-Anne, Saint-Mitre, Collège Rocher du Dragon, Place de la Rotonde). - Gares desservies : |                                                                              |                                                                              |                                                                              |                                                                              |                                                                              |                                                                              |                                                                              |                                                                              |
| 22    | Autre : - Arrêts non accessibles aux UFR : — - Amplitudes horaires : La ligne fonctionne du lundi au samedi de 06h30 à 20h15, et les dimanches et jours fériés de 06h50 à 08h40, puis de 11h30 à 13h45, et enfin de 17h10 à 19h15. - Particularités : Le collège Rocher du Dragon est desservi aux heures de sorties scolaires. - Date de dernière mise à jour : 30 septembre 2020. |                                                                              |                                                                              |                                                                              |                                                                              |                                                                              |                                                                              |                                                                              |                                                                              |
| 22    | Dernière actualisation : — |                                                                              |                                                                              |                                                                              |                                                                              |                                                                              |                                                                              |                                                                              |                                                                              |
| 23    | Aix-en-Provence — Parc Rigaud ⥋ Aix-en-Provence — Bellegarde | Aix-en-Provence — Parc Rigaud ⥋ Aix-en-Provence — Bellegarde                 | Aix-en-Provence — Parc Rigaud ⥋ Aix-en-Provence — Bellegarde                 | Aix-en-Provence — Parc Rigaud ⥋ Aix-en-Provence — Bellegarde                 | Aix-en-Provence — Parc Rigaud ⥋ Aix-en-Provence — Bellegarde                 | Aix-en-Provence — Parc Rigaud ⥋ Aix-en-Provence — Bellegarde                 | Aix-en-Provence — Parc Rigaud ⥋ Aix-en-Provence — Bellegarde                 | Aix-en-Provence — Parc Rigaud ⥋ Aix-en-Provence — Bellegarde                 | Aix-en-Provence — Parc Rigaud ⥋ Aix-en-Provence — Bellegarde                 |
| 23    | Ouverture / Fermeture — / — | Longueur —                                                                   | Durée 20 min                                                                 | Nb. d’arrêts 23                                                              | Matériel Heuliez GX 137                                                      | Jours de fonctionnement L, Ma, Me, J, V, S                                   | Jour / Soir / Nuit / Fêtes O / N / N / N                                     | Voy. / an —                                                                  | Exploitant Autocars Sumian                                                   |
| 23    | Desserte : - Villes et lieux desservis : Aix-en-Provence (Parc Rigaud, Les Platanes, Maruège, P+R Route des Alpes, Arts et Métiers ParisTech, Cours Saint-Louis, Parking Bellegarde). - Gares desservies : |                                                                              |                                                                              |                                                                              |                                                                              |                                                                              |                                                                              |                                                                              |                                                                              |
| 23    | Autre : - Arrêts non accessibles aux UFR : — - Amplitudes horaires : La ligne fonctionne du lundi au samedi de 06h45 à 19h50. - Particularités : - Date de dernière mise à jour : 30 septembre 2020. |                                                                              |                                                                              |                                                                              |                                                                              |                                                                              |                                                                              |                                                                              |                                                                              |
| 23    | Dernière actualisation : — |                                                                              |                                                                              |                                                                              |                                                                              |                                                                              |                                                                              |                                                                              |                                                                              |
| 24    | Aix-en-Provence — Grand Saint-Jean ⥋ Aix-en-Provence — Gare Routière Belges | Aix-en-Provence — Grand Saint-Jean ⥋ Aix-en-Provence — Gare Routière Belges  | Aix-en-Provence — Grand Saint-Jean ⥋ Aix-en-Provence — Gare Routière Belges  | Aix-en-Provence — Grand Saint-Jean ⥋ Aix-en-Provence — Gare Routière Belges  | Aix-en-Provence — Grand Saint-Jean ⥋ Aix-en-Provence — Gare Routière Belges  | Aix-en-Provence — Grand Saint-Jean ⥋ Aix-en-Provence — Gare Routière Belges  | Aix-en-Provence — Grand Saint-Jean ⥋ Aix-en-Provence — Gare Routière Belges  | Aix-en-Provence — Grand Saint-Jean ⥋ Aix-en-Provence — Gare Routière Belges  | Aix-en-Provence — Grand Saint-Jean ⥋ Aix-en-Provence — Gare Routière Belges  |
| 24    | Ouverture / Fermeture — / — | Longueur —                                                                   | Durée 30 min                                                                 | Nb. d’arrêts 27                                                              | Matériel Heuliez GX 137                                                      | Jours de fonctionnement Me, S                                                | Jour / Soir / Nuit / Fêtes O / N / N / N                                     | Voy. / an —                                                                  | Exploitant Autocars Sumian                                                   |
| 24    | Desserte : - Villes et lieux desservis : Aix-en-Provence (Cimetière Paysager du Grand Saint-Jean, Puyricard, La Chesneraie, Puy du Roi, Centre Ville, Place de la Rotonde, Gare Routière). - Gares desservies : |                                                                              |                                                                              |                                                                              |                                                                              |                                                                              |                                                                              |                                                                              |                                                                              |
| 24    | Autre : - Arrêts non accessibles aux UFR : — - Amplitudes horaires : La ligne propose deux allers-retours les mercredis et samedis, les départs de Gare Routière Belges se font à 13h30 et 15h30 et les départs de Grand Saint-Jean à 15h et 17h. - Particularités : - Date de dernière mise à jour : 30 septembre 2020. |                                                                              |                                                                              |                                                                              |                                                                              |                                                                              |                                                                              |                                                                              |                                                                              |
| 24    | Dernière actualisation : — |                                                                              |                                                                              |                                                                              |                                                                              |                                                                              |                                                                              |                                                                              |                                                                              |
| 25    | Venelles — Poste ⥋ Aix-en-Provence — Gare Routière | Venelles — Poste ⥋ Aix-en-Provence — Gare Routière                           | Venelles — Poste ⥋ Aix-en-Provence — Gare Routière                           | Venelles — Poste ⥋ Aix-en-Provence — Gare Routière                           | Venelles — Poste ⥋ Aix-en-Provence — Gare Routière                           | Venelles — Poste ⥋ Aix-en-Provence — Gare Routière                           | Venelles — Poste ⥋ Aix-en-Provence — Gare Routière                           | Venelles — Poste ⥋ Aix-en-Provence — Gare Routière                           | Venelles — Poste ⥋ Aix-en-Provence — Gare Routière                           |
| 25    | Ouverture / Fermeture — / — | Longueur —                                                                   | Durée 40 ou 45 min                                                           | Nb. d’arrêts 38 ou 39                                                        | Matériel Irisbus Crossway LEHeuliez GX 137                                   | Jours de fonctionnement L, Ma, Me, J, V, S, D                                | Jour / Soir / Nuit / Fêtes O / N / N / O                                     | Voy. / an —                                                                  | Exploitant Keolis Pays d'Aix Autocars Sumian                                 |
| 25    | Desserte : - Villes et lieux desservis : Venelles (Centre Ville, Centre Aquatique, Les Logissons), Aix-en-Provence (Les Platanes, Maruège, P+R Route des Alpes, Arts et Métiers ParisTech, Tour de Ville, Place de la Rotonde, Gare Routière). - Gares desservies : |                                                                              |                                                                              |                                                                              |                                                                              |                                                                              |                                                                              |                                                                              |                                                                              |
| 25    | Autre : - Arrêts non accessibles aux UFR : — - Amplitudes horaires : La ligne fonctionne du lundi au samedi de 06h30 à 20h30 et les dimanches et jours fériés de 08h00 à 19h00. - Particularités : La ligne dessert le Centre Aquatique de Venelles à certaines heures. En direction de Venelles Poste, la desserte de la boucle de l'Agnel est effectuée sur demande auprès du conducteur. Le dimanche, la ligne est exploitée par les Autocars Sumian. - Date de dernière mise à jour : 2 octobre 2020. |                                                                              |                                                                              |                                                                              |                                                                              |                                                                              |                                                                              |                                                                              |                                                                              |
| 25    | Dernière actualisation : — |                                                                              |                                                                              |                                                                              |                                                                              |                                                                              |                                                                              |                                                                              |                                                                              |
| 26    | Éguilles — Complexe sportif ⥋ Aix-en-Provence — Gare Routière Mouret | Éguilles — Complexe sportif ⥋ Aix-en-Provence — Gare Routière Mouret         | Éguilles — Complexe sportif ⥋ Aix-en-Provence — Gare Routière Mouret         | Éguilles — Complexe sportif ⥋ Aix-en-Provence — Gare Routière Mouret         | Éguilles — Complexe sportif ⥋ Aix-en-Provence — Gare Routière Mouret         | Éguilles — Complexe sportif ⥋ Aix-en-Provence — Gare Routière Mouret         | Éguilles — Complexe sportif ⥋ Aix-en-Provence — Gare Routière Mouret         | Éguilles — Complexe sportif ⥋ Aix-en-Provence — Gare Routière Mouret         | Éguilles — Complexe sportif ⥋ Aix-en-Provence — Gare Routière Mouret         |
| 26    | Ouverture / Fermeture Septembre 2019 / — | Longueur —                                                                   | Durée 30 min                                                                 | Nb. d’arrêts 22                                                              | Matériel Irisbus Crossway LE Mercedes-Benz Citaro FaceliftMercedes-Benz C2   | Jours de fonctionnement L, Ma, Me, J, V, S, D                                | Jour / Soir / Nuit / Fêtes O / N / N / O                                     | Voy. / an —                                                                  | Exploitant Keolis Pays d'Aix                                                 |
| 26    | Desserte : - Villes et lieux desservis : Éguilles, Aix-en-Provence (quartier Pey Blanc, quartier Saint-Mitre, quartier Jas-de-Bouffan, quartier Encagnane). - Gares desservies : |                                                                              |                                                                              |                                                                              |                                                                              |                                                                              |                                                                              |                                                                              |                                                                              |
| 26    | Autre : - Arrêts non accessibles aux UFR : — - Amplitudes horaires : La ligne fonctionne du lundi au samedi de 6h45 à 20h30 et le dimanche de 10h à 17h30. - Particularités : - Date de dernière mise à jour : 4 octobre 2023. |                                                                              |                                                                              |                                                                              |                                                                              |                                                                              |                                                                              |                                                                              |                                                                              |
| 26    | Dernière actualisation : — |                                                                              |                                                                              |                                                                              |                                                                              |                                                                              |                                                                              |                                                                              |                                                                              |
| 26SP  | Éguilles — Complexe sportif ⥋ Aix-en-Provence — centre-ville (tour de ville) | Éguilles — Complexe sportif ⥋ Aix-en-Provence — centre-ville (tour de ville) | Éguilles — Complexe sportif ⥋ Aix-en-Provence — centre-ville (tour de ville) | Éguilles — Complexe sportif ⥋ Aix-en-Provence — centre-ville (tour de ville) | Éguilles — Complexe sportif ⥋ Aix-en-Provence — centre-ville (tour de ville) | Éguilles — Complexe sportif ⥋ Aix-en-Provence — centre-ville (tour de ville) | Éguilles — Complexe sportif ⥋ Aix-en-Provence — centre-ville (tour de ville) | Éguilles — Complexe sportif ⥋ Aix-en-Provence — centre-ville (tour de ville) | Éguilles — Complexe sportif ⥋ Aix-en-Provence — centre-ville (tour de ville) |
| 26SP  | Ouverture / Fermeture — / — | Longueur —                                                                   | Durée 45-50 min                                                              | Nb. d’arrêts 42                                                              | Matériel —                                                                   | Jours de fonctionnement L, Ma, Me, J, V                                      | Jour / Soir / Nuit / Fêtes O / N / N / N                                     | Voy. / an —                                                                  | Dépôt —                                                                      |
| 26SP  | Desserte : - Villes et lieux desservis : Éguilles, Aix-en-Provence (quartier Pey Blanc, quartier Saint-Mitre, quartier Jas-de-Bouffan, quartier Encagnane, centre-ville). - Gares desservies : |                                                                              |                                                                              |                                                                              |                                                                              |                                                                              |                                                                              |                                                                              |                                                                              |
| 26SP  | Autre : - Arrêts non accessibles aux UFR : — - Amplitudes horaires : La ligne propose deux départs d'Éguilles vers Aix-en-Provence à 7h04 et 8h02, et 4 départs d'Aix-en-Provence vers Éguilles à 12h10 puis entre 16h10 et 18h05. - Particularités : La ligne effectue un tour de ville à son terminus au centre-ville d'Aix-en-Provence, l'arrivée se fait à l'arrêt Silvacane alors que le départ vers Éguilles se fait depuis l'arrêt Malherbe. - Date de dernière mise à jour : 4 octobre 2023.      |                                                                              |                                                                              |                                                                              |                                                                              |                                                                              |                                                                              |                                                                              |                                                                              |
| 26SP  | Dernière actualisation : — |                                                                              |                                                                              |                                                                              |                                                                              |                                                                              |                                                                              |                                                                              |                                                                              |

### Lignes M1 à M3
| Ligne | Caractéristiques | Caractéristiques                                                                                      | Caractéristiques                                                                                      | Caractéristiques                                                                                      | Caractéristiques                                                                                      | Caractéristiques                                                                                      | Caractéristiques                                                                                      | Caractéristiques                                                                                      | Caractéristiques                                                                                      |
| M1    | Aix-en-Provence — Cité du livre ⥋ Aix-en-Provence — Val Saint-André | Aix-en-Provence — Cité du livre ⥋ Aix-en-Provence — Val Saint-André                                   | Aix-en-Provence — Cité du livre ⥋ Aix-en-Provence — Val Saint-André                                   | Aix-en-Provence — Cité du livre ⥋ Aix-en-Provence — Val Saint-André                                   | Aix-en-Provence — Cité du livre ⥋ Aix-en-Provence — Val Saint-André                                   | Aix-en-Provence — Cité du livre ⥋ Aix-en-Provence — Val Saint-André                                   | Aix-en-Provence — Cité du livre ⥋ Aix-en-Provence — Val Saint-André                                   | Aix-en-Provence — Cité du livre ⥋ Aix-en-Provence — Val Saint-André                                   | Aix-en-Provence — Cité du livre ⥋ Aix-en-Provence — Val Saint-André                                   |
| ----- | --- | --- | --- | --- | --- | --- | --- | --- | --- |
| M1    | Ouverture / Fermeture — / — | Longueur —                                                                                            | Durée 23 min                                                                                          | Nb. d’arrêts 22-24                                                                                    | Matériel —                                                                                            | Jours de fonctionnement L, Ma, Me, J, V, S                                                            | Jour / Soir / Nuit / Fêtes O / N / N / N                                                              | Voy. / an —                                                                                           | Dépôt —                                                                                               |
| M1    | Desserte : - Villes et lieux desservis : Aix-en-Provence (centre-ville, quartier La Torse, quartier Val Saint-André). - Gares desservies : | | | | | | | | |
| M1    | Autre : - Arrêts non accessibles aux UFR : — - Amplitudes horaires : La ligne fonctionne du lundi au samedi de 7h à 20h30. - Particularités : Les arrêts situés entre La Torse et Val Saint-André sont desservis uniquement entre 9h et 17h. En début de matinée et fin d'après-midi, les bus circulent en service partiel entre Cité du livre et La Torse. - Date de dernière mise à jour : 14 octobre 2023.                                                                          | | | | | | | | |
| M1    | Dernière actualisation : — | | | | | | | | |
| M2    | Aix-en-Provence — Cité U ⥋ Aix-en-Provence — Hôpital Tamaris | Aix-en-Provence — Cité U ⥋ Aix-en-Provence — Hôpital Tamaris                                          | Aix-en-Provence — Cité U ⥋ Aix-en-Provence — Hôpital Tamaris                                          | Aix-en-Provence — Cité U ⥋ Aix-en-Provence — Hôpital Tamaris                                          | Aix-en-Provence — Cité U ⥋ Aix-en-Provence — Hôpital Tamaris                                          | Aix-en-Provence — Cité U ⥋ Aix-en-Provence — Hôpital Tamaris                                          | Aix-en-Provence — Cité U ⥋ Aix-en-Provence — Hôpital Tamaris                                          | Aix-en-Provence — Cité U ⥋ Aix-en-Provence — Hôpital Tamaris                                          | Aix-en-Provence — Cité U ⥋ Aix-en-Provence — Hôpital Tamaris                                          |
| M2    | Ouverture / Fermeture — / — | Longueur —                                                                                            | Durée 22-27 min                                                                                       | Nb. d’arrêts 16                                                                                       | Matériel —                                                                                            | Jours de fonctionnement L, Ma, Me, J, V, S                                                            | Jour / Soir / Nuit / Fêtes O / N / N / N                                                              | Voy. / an —                                                                                           | Dépôt —                                                                                               |
| M2    | Desserte : - Villes et lieux desservis : Aix-en-Provence (centre-ville, quartier Cuques). - Gares desservies : Aix-en-Provence | | | | | | | | |
| M2    | Autre : - Arrêts non accessibles aux UFR : — - Amplitudes horaires : La ligne fonctionne du lundi au samedi de 7h à 21h. - Particularités : Certains bus circulent en service partiel entre Cité U et Rotonde Mirabeau. L'arrêt Parc Mozart est desservi uniquement par certains bus. - Date de dernière mise à jour : 14 octobre 2023. | | | | | | | | |
| M2    | Dernière actualisation : — | | | | | | | | |
| M3    | Aix-en-Provence — La Chevalière / Aix-en-Provence — Beauvallon ⥋ Aix-en-Provence — Piscine Yves Blanc | Aix-en-Provence — La Chevalière / Aix-en-Provence — Beauvallon ⥋ Aix-en-Provence — Piscine Yves Blanc | Aix-en-Provence — La Chevalière / Aix-en-Provence — Beauvallon ⥋ Aix-en-Provence — Piscine Yves Blanc | Aix-en-Provence — La Chevalière / Aix-en-Provence — Beauvallon ⥋ Aix-en-Provence — Piscine Yves Blanc | Aix-en-Provence — La Chevalière / Aix-en-Provence — Beauvallon ⥋ Aix-en-Provence — Piscine Yves Blanc | Aix-en-Provence — La Chevalière / Aix-en-Provence — Beauvallon ⥋ Aix-en-Provence — Piscine Yves Blanc | Aix-en-Provence — La Chevalière / Aix-en-Provence — Beauvallon ⥋ Aix-en-Provence — Piscine Yves Blanc | Aix-en-Provence — La Chevalière / Aix-en-Provence — Beauvallon ⥋ Aix-en-Provence — Piscine Yves Blanc | Aix-en-Provence — La Chevalière / Aix-en-Provence — Beauvallon ⥋ Aix-en-Provence — Piscine Yves Blanc |
| M3    | Ouverture / Fermeture — / — | Longueur —                                                                                            | Durée 30-35 min                                                                                       | Nb. d’arrêts 29-35                                                                                    | Matériel —                                                                                            | Jours de fonctionnement L, Ma, Me, J, V, S                                                            | Jour / Soir / Nuit / Fêtes O / N / N / N                                                              | Voy. / an —                                                                                           | Dépôt —                                                                                               |
| M3    | Desserte : - Villes et lieux desservis : Aix-en-Provence (centre-ville, quartier La Torse). - Gares desservies : | | | | | | | | |
| M3    | Autre : - Arrêts non accessibles aux UFR : — - Amplitudes horaires : La ligne fonctionne du lundi au samedi de 7h à 21h. - Particularités : Après l'arrêt Guyon, la ligne se sépare en deux branches vers Beauvallon (desservi par un bus sur trois) et La Chevalière (desservi par deux bus sur trois). La branche vers Beauvallon comporte également une antenne vers l'arrêt Koenig, desservie par trois allers-retours par jour. - Date de dernière mise à jour : 20 octobre 2023. | | | | | | | | |
| M3    | Dernière actualisation : — | | | | | | | | |
| M3SP  | Aix-en-Provence — Beauvallon ⥋ Aix-en-Provence — Lycée Cézanne | Aix-en-Provence — Beauvallon ⥋ Aix-en-Provence — Lycée Cézanne                                        | Aix-en-Provence — Beauvallon ⥋ Aix-en-Provence — Lycée Cézanne                                        | Aix-en-Provence — Beauvallon ⥋ Aix-en-Provence — Lycée Cézanne                                        | Aix-en-Provence — Beauvallon ⥋ Aix-en-Provence — Lycée Cézanne                                        | Aix-en-Provence — Beauvallon ⥋ Aix-en-Provence — Lycée Cézanne                                        | Aix-en-Provence — Beauvallon ⥋ Aix-en-Provence — Lycée Cézanne                                        | Aix-en-Provence — Beauvallon ⥋ Aix-en-Provence — Lycée Cézanne                                        | Aix-en-Provence — Beauvallon ⥋ Aix-en-Provence — Lycée Cézanne                                        |
| M3SP  | Ouverture / Fermeture — / — | Longueur —                                                                                            | Durée 15 min                                                                                          | Nb. d’arrêts 21                                                                                       | Matériel —                                                                                            | Jours de fonctionnement L, Ma, Me, J, V                                                               | Jour / Soir / Nuit / Fêtes O / N / N / N                                                              | Voy. / an —                                                                                           | Dépôt —                                                                                               |
| M3SP  | Desserte : - Villes et lieux desservis : Aix-en-Provence (centre-ville, quartier Beisson). - Gares desservies : | | | | | | | | |
| M3SP  | Autre : - Arrêts non accessibles aux UFR : — - Amplitudes horaires : La ligne propose un unique départ de Beauvallon vers Lycée Cézanne à 7h22. - Particularités : La ligne ne circule pas pendant les vacances scolaires. - Date de dernière mise à jour : 20 octobre 2023. | | | | | | | | |
| M3SP  | Dernière actualisation : — | | | | | | | | |

## Exploitation

### Véhicules
À l'arrivée de Keolis en 2012, le parc de véhicules a été intégralement renouvelé, les véhicules étant répartis entre Keolis Pays d'Aix et la RDT13. Il se compose désormais de 26 minibus, 13 midibus et de 88 standards pour un total de 127 véhicules. Des évolutions au fil des ans ont permis d'adapter le parc aux besoins liés à l'évolution du réseau.
En septembre 2019, à la suite de l'annonce de la métropole du maintien de Keolis Pays d'Aix comme exploitant pour la période 2020-2028, un plan de renouvellement du parc est engagé, avec l'arrivée progressive de bus hybrides puis électriques. La nouvelle DSP prévoit également la reprise par Keolis des lignes sous traitées par la RDT13 au 31 aout 2019. À cette même date la RDT13 commence l'exploitation de la nouvelle ligne A, qui fait l'objet d'un contrat spécifique. Le parc est donc adapté en conséquence.
| Nombre    | Modèle                         | Exploitant               | Numéros de parc                                                                                      | Mise en service         | Retrait du Service                          | Remarque |
| Minibus   | Minibus                        | Minibus                  | Minibus                                                                                              | Minibus                 | Minibus                                     | Minibus |
| --------- | ------------------------------ | ------------------------ | --- | ----------------------- | ------------------------------------------- | --- |
| 29        | Dietrich City 21               | Keolis Pays d'Aix / Suma | 122001 à 122007, 122013 à 122022, 122024 à 122027, 122052 à 122053, 122059 à 122061, 122108 à 122110 | 01/2012 à 11/2012       | 2013 à 2015                                 | Réforme prématurée à la suite d'un manque de fiabilité. Certains exemplaires confiés à Suma pour le transport à la demande. |
| 5         | Dietrich City 21               | RDT13                    | 834 à 837, 849                                                                                       | 03/2012 à 11/2012       | 2015                                        | Réforme prématurée à la suite d'un manque de fiabilité. |
| 12        | Mercedes Benz Sprinter City 65 | Keolis Pays d'Aix        | 132040 à 132045, 152002 à 152006, 152044                                                             | 2013 2015               | 2021                                        | Réforme à la suite du passage en électrique des lignes M1 à M3 |
| 5         | Mercedes Benz Sorinter City 35 | RDT13                    | 932 à 936                                                                                            | 2015                    | 09/2019                                     | Réforme à la suite de la perte de la sous-traitance RDT13. |
| 8         | Mercedes Benz Sorinter City 35 | Keolis SAP               | 197148 à 197155                                                                                      | 09/2019                 | En Service                                  | Lignes 21 et 22. |
| 4         | Dietrich City 23               | Keolis Pays d'Aix        | 172001 à 172004                                                                                      | 01/2017                 | En Service                                  | Reserve lignes M1/M2/M3 |
| 13        | Rampini E60                    | Keolis Pays d'Aix        | 701 à 713                                                                                            | 03/2021                 | En service                                  | Lignes M1/M2/M3 |
| Midibus   |                                |                          | |                         |                                             | |
| 15        | Heuliez GX127                  | Keolis Pays d'Aix        | 117011 à 117022, 127001, 127012, 127014                                                              | 01/2012 à 01/2014       | 03/2020                                     | 127012 ex-Montélimar arrivé sur le réseau en 2016. Certains exemplaires ont circulé périodiquement chez certains sous-traitans. |
| 1         | Heuliez GX137                  | Keolis Pays d'Aix        | 167001                                                                                               | 01/2016                 | 03/2020                                     | |
| 8         | Heuliez GX137                  | Autocars Sumian          | 132 à 134, 136 à 140                                                                                 | 01/2020                 | En Service                                  | Effectuent les lignes 12, 12SP, 23, et 24. |
| Standards |                                |                          | |                         |                                             | |
| 48        | Mercedes Citaro Facelift       | Keolis Pays d'Aix        | 119100 à 119141 129138 à 129148                                                                      | 01/2012 12/2012         | En service - Retrait en cours (35 restants) | Réformes: 119100, 119101, 119102, 119103, 119104,119107, 119108,119113,119114, 119115,119118, 119123, 119124,119125, 119128, 119130, 129141 6 exemplaires (variable) sont prêtes à la SAP pour sous-traitance de la ligne 11.           |
| 45        | Mercedes Citaro C2             | Keolis Pays d'Aix        | 149044, 149045, 149047, 149053 501 à 540 (2019) 541 à 551 (2023)                                     | 09/2014 09/2019 07/2023 | En Service                                  | 149044,149045, 149047,149053 : mis en service en 2014, ex-Lignes d'Azur (Keolis SAP Vence) arrivés sur le réseau en 2016. 501 à 551: Véhicules à motorisation hybrides (diesel/électrique)                                              |
| 30        | Irisbus Crossway LE            | Keolis Pays d'Aix        | 113205 à 113225 et 113232 à 113240                                                                   | 01/2012                 | 2019-2022                                   | |
| 15        | Iveco Bus Crossway LE          | RDT13                    | 946 à 960                                                                                            | 07/2015                 | 09/2019                                     | Réforme à la suite de la perte de sous-traitante RDT13. Certains exemplaires ont été prêtés à Keolis entre 09/2019 et 12/2019. 955 et 959 utilisés en tant que réserve pour la ligne A avant leur remplacement par les 113233 et 113235 |
| 16        | Iribus Crossway LE             | RDT13                    | 818 à 833                                                                                            | 01/2012 - 03/2012       | 07/2015                                     | Remplacés par 946 à 960. |
| 50        | Heuliez GX337 ELEC             | Keolis Pays d'Aix        | 301 à 350                                                                                            | 12/2019                 | En service                                  | |
| 6         | Setra S415 NF                  | Keolis Pays d'Aix        | 069292 à 069295 097367 à 079368                                                                      | 2006 2007               | 2020                                        | Ex-Lacroix. Arrivés sur le réseau en 2012. |
| BHNS      |                                |                          | |                         |                                             | |
| 16        | Irizar ie Tram (12)            | RDT13                    | 1090 à 1105                                                                                          | 09/2019                 | En service                                  | Ligne A |

### Dépôts
Kéolis Pays d'Aix :
- 2012 à 2015, les lignes et véhicules sont réparties entre deux dépôts provisoires, dénommés "Georges Claude" et "Club Hippique" et situés dans les rues éponymes.
- depuis 2015, l'activité est regroupée en seul dépôt situé rue Richard Trévithick, en plein cœur du pôle d'activités d'Aix-en-Provence. Les bureaux de l'entreprise y sont également situés.

Les véhicules de la RDT13 sont localisés au sein de son pôle voyageur, situé rué Ernest Prados, à Aix-en-Provence (Pont de l'Arc).
Les véhicules de Kéolis SAP (société des autocars de Provence) sont abrités au sein du dépôt des Roseaux à Bouc-Bel-Air.
Les véhicules de la société Sumian sont rattachés au dépôt de Venelles.
Les véhicules de Suma sont rattachés au siège social de l'entreprise, localisé Route Nationale 113 à Rognac. Ils sont cependant garés dans un parking privatif situé Route d'Eguilles (D17) au niveau du Pey Blanc.

## Identité visuelle

### De 1993 à 2012
C'est en 1993 que sont apparus une livrée et un logo unique pour tous les exploitants.

### De 2012 à 2019
À la suite du changement de délégataire au 01/01/2012, une nouvelle identité visuelle est mise en place.
La livrée des véhicules se dénomme "Sang et Or de Provence"

### Depuis septembre 2019
Le réseau bascule sous l'autorité de la métropole Aix-Marseille, l'identité visuelle est unifiée avec celles des autres réseaux métropolitains sous le nom de "lebus".

Logo de septembre 1993 au 31 décembre 2011.
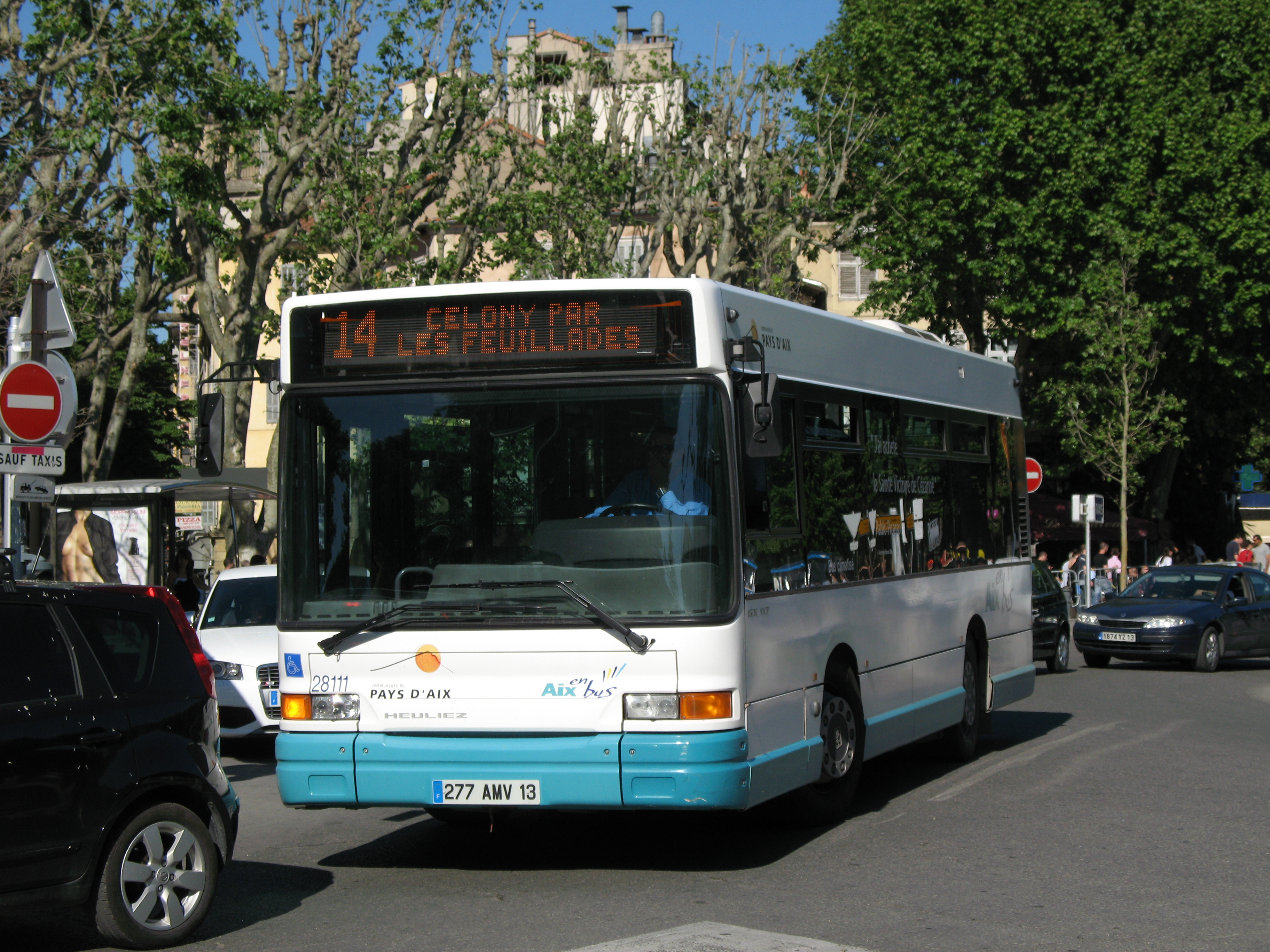
Ancienne livrée Aix en bus sur un Heuliez GX 117.
Logo depuis septembre 2019.

## Réseau jusqu'au 8 juillet 2012

### Lignes régulières

#### Lignes 1 à 9
| Ligne | Caractéristiques | Caractéristiques                                                     | Caractéristiques                                                     | Caractéristiques                                                     | Caractéristiques                                                     | Caractéristiques                                                     | Caractéristiques                                                     | Caractéristiques                                                     | Caractéristiques                                                     |
| 1     | La Figuière ⥋ P+R Hauts de Brunet | La Figuière ⥋ P+R Hauts de Brunet                                    | La Figuière ⥋ P+R Hauts de Brunet                                    | La Figuière ⥋ P+R Hauts de Brunet                                    | La Figuière ⥋ P+R Hauts de Brunet                                    | La Figuière ⥋ P+R Hauts de Brunet                                    | La Figuière ⥋ P+R Hauts de Brunet                                    | La Figuière ⥋ P+R Hauts de Brunet                                    | La Figuière ⥋ P+R Hauts de Brunet                                    |
| ----- | --- | -------------------------------------------------------------------- | -------------------------------------------------------------------- | -------------------------------------------------------------------- | -------------------------------------------------------------------- | -------------------------------------------------------------------- | -------------------------------------------------------------------- | -------------------------------------------------------------------- | -------------------------------------------------------------------- |
| 1     | Ouverture / Fermeture septembre 2007 / 9 juillet 2012 | Longueur —                                                           | Durée —                                                              | Nb. d’arrêts —                                                       | Matériel Citaro                                                      | Jours de fonctionnement L, Ma, Me, J, V, S, D                        | Jour / Soir / Nuit / Fêtes O / — / O / O                             | Voy. / an —                                                          | Exploitant Keolis Pays d'Aix                                         |
| 1     | Desserte : Aix-en-Provence - Quartiers desservis : Encagnane • Gare Routière • Rotonde • Bellegarde • Violette (à certains services) • 200 Logements • P+R Route des Alpes • St-Europe • Beisson • Portail Cézanne • Léo Lagrange (à certains services) • Haut de Brunet |                                                                      |                                                                      |                                                                      |                                                                      |                                                                      |                                                                      |                                                                      |                                                                      |
| 1     | Autre : |                                                                      |                                                                      |                                                                      |                                                                      |                                                                      |                                                                      |                                                                      |                                                                      |
| 1     | Dernière actualisation : — |                                                                      |                                                                      |                                                                      |                                                                      |                                                                      |                                                                      |                                                                      |                                                                      |
| 2     | Pont de l'Arc ⥋ Pont des Corneilles | Pont de l'Arc ⥋ Pont des Corneilles                                  | Pont de l'Arc ⥋ Pont des Corneilles                                  | Pont de l'Arc ⥋ Pont des Corneilles                                  | Pont de l'Arc ⥋ Pont des Corneilles                                  | Pont de l'Arc ⥋ Pont des Corneilles                                  | Pont de l'Arc ⥋ Pont des Corneilles                                  | Pont de l'Arc ⥋ Pont des Corneilles                                  | Pont de l'Arc ⥋ Pont des Corneilles                                  |
| 2     | Ouverture / Fermeture 27 octobre 1997 / 9 juillet 2012 | Longueur —                                                           | Durée —                                                              | Nb. d’arrêts —                                                       | Matériel Crossway LE                                                 | Jours de fonctionnement L, Ma, Me, J, V, S                           | Jour / Soir / Nuit / Fêtes O / — / N / N                             | Voy. / an —                                                          | Exploitant Keolis Pays d'Aix                                         |
| 2     | Desserte : Aix-en-Provence - Quartiers desservis : Loubassanne • Avenue Philippe Solari • Rotonde • Pigonnet • Pont de l'Arc |                                                                      |                                                                      |                                                                      |                                                                      |                                                                      |                                                                      |                                                                      |                                                                      |
| 2     | Autre : |                                                                      |                                                                      |                                                                      |                                                                      |                                                                      |                                                                      |                                                                      |                                                                      |
| 2     | Dernière actualisation : — |                                                                      |                                                                      |                                                                      |                                                                      |                                                                      |                                                                      |                                                                      |                                                                      |
| 3     | Centre Aéré / Four d'Eyglun ⥋ Val Saint-André / Palette / La Crémade | Centre Aéré / Four d'Eyglun ⥋ Val Saint-André / Palette / La Crémade | Centre Aéré / Four d'Eyglun ⥋ Val Saint-André / Palette / La Crémade | Centre Aéré / Four d'Eyglun ⥋ Val Saint-André / Palette / La Crémade | Centre Aéré / Four d'Eyglun ⥋ Val Saint-André / Palette / La Crémade | Centre Aéré / Four d'Eyglun ⥋ Val Saint-André / Palette / La Crémade | Centre Aéré / Four d'Eyglun ⥋ Val Saint-André / Palette / La Crémade | Centre Aéré / Four d'Eyglun ⥋ Val Saint-André / Palette / La Crémade | Centre Aéré / Four d'Eyglun ⥋ Val Saint-André / Palette / La Crémade |
| 3     | Ouverture / Fermeture 27 octobre 1997 / 9 juillet 2012 | Longueur —                                                           | Durée —                                                              | Nb. d’arrêts —                                                       | Matériel Citaro                                                      | Jours de fonctionnement L, Ma, Me, J, V, S, D                        | Jour / Soir / Nuit / Fêtes O / — / O / O                             | Voy. / an —                                                          | Exploitant Keolis Pays d'Aix                                         |
| 3     | Desserte : Aix-en-Provence, Le Tholonet - Quartiers desservis : La Molière (à certains services) • Brédasque • St-Mitre • Rotonde • Gambetta • Val St-André • Palette (à certains services)                                                                              |                                                                      |                                                                      |                                                                      |                                                                      |                                                                      |                                                                      |                                                                      |                                                                      |
| 3     | Autre : |                                                                      |                                                                      |                                                                      |                                                                      |                                                                      |                                                                      |                                                                      |                                                                      |
| 3     | Dernière actualisation : — |                                                                      |                                                                      |                                                                      |                                                                      |                                                                      |                                                                      |                                                                      |                                                                      |
| 4     | La Mayanelle ⥋ Parking Les Trois Bons Dieux / Domaine du Prignon | La Mayanelle ⥋ Parking Les Trois Bons Dieux / Domaine du Prignon     | La Mayanelle ⥋ Parking Les Trois Bons Dieux / Domaine du Prignon     | La Mayanelle ⥋ Parking Les Trois Bons Dieux / Domaine du Prignon     | La Mayanelle ⥋ Parking Les Trois Bons Dieux / Domaine du Prignon     | La Mayanelle ⥋ Parking Les Trois Bons Dieux / Domaine du Prignon     | La Mayanelle ⥋ Parking Les Trois Bons Dieux / Domaine du Prignon     | La Mayanelle ⥋ Parking Les Trois Bons Dieux / Domaine du Prignon     | La Mayanelle ⥋ Parking Les Trois Bons Dieux / Domaine du Prignon     |
| 4     | Ouverture / Fermeture 27 octobre 1997 / 9 juillet 2012 | Longueur —                                                           | Durée —                                                              | Nb. d’arrêts —                                                       | Matériel Citaro                                                      | Jours de fonctionnement L, Ma, Me, J, V, S, D                        | Jour / Soir / Nuit / Fêtes O / — / O / O                             | Voy. / an —                                                          | Exploitant Keolis Pays d'Aix                                         |
| 4     | Desserte : Aix-en-Provence - Quartiers desservis : Brédasque • Jas de Bouffan • Grande Thumine • Vasarély • avenue de l'Europe • Gare Routière • Rotonde • Beauregard • Domaine du Prignon (à certains services)                                                         |                                                                      |                                                                      |                                                                      |                                                                      |                                                                      |                                                                      |                                                                      |                                                                      |
| 4     | Autre : |                                                                      |                                                                      |                                                                      |                                                                      |                                                                      |                                                                      |                                                                      |                                                                      |
| 4     | Dernière actualisation : — |                                                                      |                                                                      |                                                                      |                                                                      |                                                                      |                                                                      |                                                                      |                                                                      |
| 5     | Rotonde — Office de Tourisme ⥋ Moulin de Testas | Rotonde — Office de Tourisme ⥋ Moulin de Testas                      | Rotonde — Office de Tourisme ⥋ Moulin de Testas                      | Rotonde — Office de Tourisme ⥋ Moulin de Testas                      | Rotonde — Office de Tourisme ⥋ Moulin de Testas                      | Rotonde — Office de Tourisme ⥋ Moulin de Testas                      | Rotonde — Office de Tourisme ⥋ Moulin de Testas                      | Rotonde — Office de Tourisme ⥋ Moulin de Testas                      | Rotonde — Office de Tourisme ⥋ Moulin de Testas                      |
| 5     | Ouverture / Fermeture 2 novembre 1982 / 9 juillet 2012 | Longueur —                                                           | Durée —                                                              | Nb. d’arrêts —                                                       | Matériel Crossway LE                                                 | Jours de fonctionnement L, Ma, Me, J, V, S                           | Jour / Soir / Nuit / Fêtes O / — / N / N                             | Voy. / an —                                                          | Exploitant Keolis Pays d'Aix                                         |
| 5     | Desserte : Aix-en-Provence - Quartiers desservis : Rotonde • St-Jérôme • Cuques • avenue Armée d'Afrique |                                                                      |                                                                      |                                                                      |                                                                      |                                                                      |                                                                      |                                                                      |                                                                      |
| 5     | Autre : |                                                                      |                                                                      |                                                                      |                                                                      |                                                                      |                                                                      |                                                                      |                                                                      |
| 5     | Dernière actualisation : — |                                                                      |                                                                      |                                                                      |                                                                      |                                                                      |                                                                      |                                                                      |                                                                      |
| 6     | Martelly / Margurite ⥋ Val de l'Arc | Martelly / Margurite ⥋ Val de l'Arc                                  | Martelly / Margurite ⥋ Val de l'Arc                                  | Martelly / Margurite ⥋ Val de l'Arc                                  | Martelly / Margurite ⥋ Val de l'Arc                                  | Martelly / Margurite ⥋ Val de l'Arc                                  | Martelly / Margurite ⥋ Val de l'Arc                                  | Martelly / Margurite ⥋ Val de l'Arc                                  | Martelly / Margurite ⥋ Val de l'Arc                                  |
| 6     | Ouverture / Fermeture 27 octobre 1997 / 9 juillet 2012 | Longueur —                                                           | Durée —                                                              | Nb. d’arrêts —                                                       | Matériel Citaro                                                      | Jours de fonctionnement L, Ma, Me, J, V, S, D                        | Jour / Soir / Nuit / Fêtes O / — / O / O                             | Voy. / an —                                                          | Exploitant Keolis Pays d'Aix                                         |
| 6     | Desserte : Aix-en-Provence - Quartiers desservis : Martelly (à certains services) • Marguerite • Jas de Bouffan • Route de Galice • Rotonde • Facultés • Coton Rouge • Val de l'Arc                                                                                      |                                                                      |                                                                      |                                                                      |                                                                      |                                                                      |                                                                      |                                                                      |                                                                      |
| 6     | Autre : |                                                                      |                                                                      |                                                                      |                                                                      |                                                                      |                                                                      |                                                                      |                                                                      |
| 6     | Dernière actualisation : — |                                                                      |                                                                      |                                                                      |                                                                      |                                                                      |                                                                      |                                                                      |                                                                      |
| 9     | P+R Hauts de Brunet ⥋ P+R Krypton | P+R Hauts de Brunet ⥋ P+R Krypton                                    | P+R Hauts de Brunet ⥋ P+R Krypton                                    | P+R Hauts de Brunet ⥋ P+R Krypton                                    | P+R Hauts de Brunet ⥋ P+R Krypton                                    | P+R Hauts de Brunet ⥋ P+R Krypton                                    | P+R Hauts de Brunet ⥋ P+R Krypton                                    | P+R Hauts de Brunet ⥋ P+R Krypton                                    | P+R Hauts de Brunet ⥋ P+R Krypton                                    |
| 9     | Ouverture / Fermeture 15 janvier 2007 / 9 juillet 2012 | Longueur —                                                           | Durée —                                                              | Nb. d’arrêts —                                                       | Matériel GX 127                                                      | Jours de fonctionnement L, Ma, Me, J, V, S                           | Jour / Soir / Nuit / Fêtes O / — / N / N                             | Voy. / an —                                                          | Exploitant Keolis Pays d'Aix                                         |
| 9     | Desserte : Aix-en-Provence - Quartiers desservis : Coton Rouge • Facultés • Gare Routière • Rotonde • Hôpital • Solari • Hauts de Brunet |                                                                      |                                                                      |                                                                      |                                                                      |                                                                      |                                                                      |                                                                      |                                                                      |
| 9     | Autre : |                                                                      |                                                                      |                                                                      |                                                                      |                                                                      |                                                                      |                                                                      |                                                                      |
| 9     | Dernière actualisation : — |                                                                      |                                                                      |                                                                      |                                                                      |                                                                      |                                                                      |                                                                      |                                                                      |

#### Lignes 10 à 19
| Ligne | Caractéristiques | Caractéristiques                                                    | Caractéristiques                                                    | Caractéristiques                                                    | Caractéristiques                                                    | Caractéristiques                                                    | Caractéristiques                                                    | Caractéristiques                                                    | Caractéristiques                                                    |
| 10    | Centre Commercial Ouest ⥋ Val Saint-André | Centre Commercial Ouest ⥋ Val Saint-André                           | Centre Commercial Ouest ⥋ Val Saint-André                           | Centre Commercial Ouest ⥋ Val Saint-André                           | Centre Commercial Ouest ⥋ Val Saint-André                           | Centre Commercial Ouest ⥋ Val Saint-André                           | Centre Commercial Ouest ⥋ Val Saint-André                           | Centre Commercial Ouest ⥋ Val Saint-André                           | Centre Commercial Ouest ⥋ Val Saint-André                           |
| ----- | --- | ------------------------------------------------------------------- | ------------------------------------------------------------------- | ------------------------------------------------------------------- | ------------------------------------------------------------------- | ------------------------------------------------------------------- | ------------------------------------------------------------------- | ------------------------------------------------------------------- | ------------------------------------------------------------------- |
| 10    | Ouverture / Fermeture 2 novembre 1982 / 9 juillet 2012 | Longueur —                                                          | Durée —                                                             | Nb. d’arrêts —                                                      | Matériel Crossway LE                                                | Jours de fonctionnement L, Ma, Me, J, V, S                          | Jour / Soir / Nuit / Fêtes O / — / N / N                            | Voy. / an —                                                         | Exploitant Keolis Pays d'Aix                                        |
| 10    | Desserte : Aix-en-Provence - Quartiers desservis : Jas de Bouffan • Vasarély • Encagnane • La Beauvalle • St-Benoît • Val Saint-André                                                               |                                                                     |                                                                     |                                                                     |                                                                     |                                                                     |                                                                     |                                                                     |                                                                     |
| 10    | Autre : |                                                                     |                                                                     |                                                                     |                                                                     |                                                                     |                                                                     |                                                                     |                                                                     |
| 10    | Dernière actualisation : — |                                                                     |                                                                     |                                                                     |                                                                     |                                                                     |                                                                     |                                                                     |                                                                     |
| 13    | Country — Place Paul Roure ⥋ La Torse | Country — Place Paul Roure ⥋ La Torse                               | Country — Place Paul Roure ⥋ La Torse                               | Country — Place Paul Roure ⥋ La Torse                               | Country — Place Paul Roure ⥋ La Torse                               | Country — Place Paul Roure ⥋ La Torse                               | Country — Place Paul Roure ⥋ La Torse                               | Country — Place Paul Roure ⥋ La Torse                               | Country — Place Paul Roure ⥋ La Torse                               |
| 13    | Ouverture / Fermeture 2 novembre 1982 / 9 juillet 2012 | Longueur —                                                          | Durée —                                                             | Nb. d’arrêts —                                                      | Matériel Crossway LE                                                | Jours de fonctionnement L, Ma, Me, J, V, S, D                       | Jour / Soir / Nuit / Fêtes O / — / O / O                            | Voy. / an —                                                         | Exploitant Keolis Pays d'Aix                                        |
| 13    | Desserte : Aix-en-Provence - Quartiers desservis : Célony • Verte Colline • Rotonde • Stade Carcassonne • La Torse                                                                                  |                                                                     |                                                                     |                                                                     |                                                                     |                                                                     |                                                                     |                                                                     |                                                                     |
| 13    | Autre : |                                                                     |                                                                     |                                                                     |                                                                     |                                                                     |                                                                     |                                                                     |                                                                     |
| 13    | Dernière actualisation : — |                                                                     |                                                                     |                                                                     |                                                                     |                                                                     |                                                                     |                                                                     |                                                                     |
| 14    | Gare Routière ⥋ Célony | Gare Routière ⥋ Célony                                              | Gare Routière ⥋ Célony                                              | Gare Routière ⥋ Célony                                              | Gare Routière ⥋ Célony                                              | Gare Routière ⥋ Célony                                              | Gare Routière ⥋ Célony                                              | Gare Routière ⥋ Célony                                              | Gare Routière ⥋ Célony                                              |
| 14    | Ouverture / Fermeture septembre 1995 / 9 juillet 2012 | Longueur —                                                          | Durée —                                                             | Nb. d’arrêts —                                                      | Matériel GX 127                                                     | Jours de fonctionnement L, Ma, Me, J, V, S, D                       | Jour / Soir / Nuit / Fêtes O / — / O / O                            | Voy. / an —                                                         | Exploitant Keolis Pays d'Aix                                        |
| 14    | Desserte : Aix-en-Provence - Quartiers desservis : Célony • les Feuillades • Chemin du Pont Rout • Petite Chartreuse • Rotonde • Gare Routière                                                      |                                                                     |                                                                     |                                                                     |                                                                     |                                                                     |                                                                     |                                                                     |                                                                     |
| 14    | Autre : |                                                                     |                                                                     |                                                                     |                                                                     |                                                                     |                                                                     |                                                                     |                                                                     |
| 14    | Dernière actualisation : — |                                                                     |                                                                     |                                                                     |                                                                     |                                                                     |                                                                     |                                                                     |                                                                     |
| 15    | Rotonde — Jeanne d'Arc ⥋ Pôle d'Activités | Rotonde — Jeanne d'Arc ⥋ Pôle d'Activités                           | Rotonde — Jeanne d'Arc ⥋ Pôle d'Activités                           | Rotonde — Jeanne d'Arc ⥋ Pôle d'Activités                           | Rotonde — Jeanne d'Arc ⥋ Pôle d'Activités                           | Rotonde — Jeanne d'Arc ⥋ Pôle d'Activités                           | Rotonde — Jeanne d'Arc ⥋ Pôle d'Activités                           | Rotonde — Jeanne d'Arc ⥋ Pôle d'Activités                           | Rotonde — Jeanne d'Arc ⥋ Pôle d'Activités                           |
| 15    | Ouverture / Fermeture 4 septembre 1989 / 9 juillet 2012 | Longueur —                                                          | Durée —                                                             | Nb. d’arrêts —                                                      | Matériel Crossway LE                                                | Jours de fonctionnement L, Ma, Me, J, V, S, D                       | Jour / Soir / Nuit / Fêtes O / — / O / O                            | Voy. / an —                                                         | Exploitant RDT13                                                    |
| 15    | Desserte : Aix-en-Provence - Quartiers desservis : Pôle d'Activités • ENSOSP • Les Milles village • La Pioline • La Fuguière • Encagnane • Gare Routière • Rotonde                                  |                                                                     |                                                                     |                                                                     |                                                                     |                                                                     |                                                                     |                                                                     |                                                                     |
| 15    | Autre : |                                                                     |                                                                     |                                                                     |                                                                     |                                                                     |                                                                     |                                                                     |                                                                     |
| 15    | Dernière actualisation : — |                                                                     |                                                                     |                                                                     |                                                                     |                                                                     |                                                                     |                                                                     |                                                                     |
| 16    | Rotonde — Jeanne d'Arc ⥋ Pôle d'Activités | Rotonde — Jeanne d'Arc ⥋ Pôle d'Activités                           | Rotonde — Jeanne d'Arc ⥋ Pôle d'Activités                           | Rotonde — Jeanne d'Arc ⥋ Pôle d'Activités                           | Rotonde — Jeanne d'Arc ⥋ Pôle d'Activités                           | Rotonde — Jeanne d'Arc ⥋ Pôle d'Activités                           | Rotonde — Jeanne d'Arc ⥋ Pôle d'Activités                           | Rotonde — Jeanne d'Arc ⥋ Pôle d'Activités                           | Rotonde — Jeanne d'Arc ⥋ Pôle d'Activités                           |
| 16    | Ouverture / Fermeture 4 septembre 1989 / 9 juillet 2012 | Longueur —                                                          | Durée —                                                             | Nb. d’arrêts —                                                      | Matériel Crossway LE                                                | Jours de fonctionnement L, Ma, Me, J, V, S                          | Jour / Soir / Nuit / Fêtes O / — / N / N                            | Voy. / an —                                                         | Exploitant RDT13                                                    |
| 16    | Desserte : Aix-en-Provence - Quartiers desservis : Pôle d'Activités • ENSOSP • Les Milles village • La Pioline • La Fuguière • Encagnane • Gare Routière • Rotonde                                  |                                                                     |                                                                     |                                                                     |                                                                     |                                                                     |                                                                     |                                                                     |                                                                     |
| 16    | Autre : |                                                                     |                                                                     |                                                                     |                                                                     |                                                                     |                                                                     |                                                                     |                                                                     |
| 16    | Dernière actualisation : — |                                                                     |                                                                     |                                                                     |                                                                     |                                                                     |                                                                     |                                                                     |                                                                     |
| 17    | Rotonde — Belges ⥋ Duranne — École / Duranne — Europôle de l'Arbois | Rotonde — Belges ⥋ Duranne — École / Duranne — Europôle de l'Arbois | Rotonde — Belges ⥋ Duranne — École / Duranne — Europôle de l'Arbois | Rotonde — Belges ⥋ Duranne — École / Duranne — Europôle de l'Arbois | Rotonde — Belges ⥋ Duranne — École / Duranne — Europôle de l'Arbois | Rotonde — Belges ⥋ Duranne — École / Duranne — Europôle de l'Arbois | Rotonde — Belges ⥋ Duranne — École / Duranne — Europôle de l'Arbois | Rotonde — Belges ⥋ Duranne — École / Duranne — Europôle de l'Arbois | Rotonde — Belges ⥋ Duranne — École / Duranne — Europôle de l'Arbois |
| 17    | Ouverture / Fermeture 22 février 2000 / 9 juillet 2012 | Longueur —                                                          | Durée —                                                             | Nb. d’arrêts —                                                      | Matériel Crossway LE                                                | Jours de fonctionnement L, Ma, Me, J, V, S                          | Jour / Soir / Nuit / Fêtes O / — / N / N                            | Voy. / an —                                                         | Exploitant RDT13                                                    |
| 17    | Desserte : Aix-en-Provence - Quartiers desservis : Europôle de l'Arbois • La Duranne • Pôle d'Activités • Gare Routière • Rotonde                                                                   |                                                                     |                                                                     |                                                                     |                                                                     |                                                                     |                                                                     |                                                                     |                                                                     |
| 17    | Autre : |                                                                     |                                                                     |                                                                     |                                                                     |                                                                     |                                                                     |                                                                     |                                                                     |
| 17    | Dernière actualisation : — |                                                                     |                                                                     |                                                                     |                                                                     |                                                                     |                                                                     |                                                                     |                                                                     |
| 18    | Rotonde — Jeanne d'Arc ⥋ Centre Commercial des Milles | Rotonde — Jeanne d'Arc ⥋ Centre Commercial des Milles               | Rotonde — Jeanne d'Arc ⥋ Centre Commercial des Milles               | Rotonde — Jeanne d'Arc ⥋ Centre Commercial des Milles               | Rotonde — Jeanne d'Arc ⥋ Centre Commercial des Milles               | Rotonde — Jeanne d'Arc ⥋ Centre Commercial des Milles               | Rotonde — Jeanne d'Arc ⥋ Centre Commercial des Milles               | Rotonde — Jeanne d'Arc ⥋ Centre Commercial des Milles               | Rotonde — Jeanne d'Arc ⥋ Centre Commercial des Milles               |
| 18    | Ouverture / Fermeture 4 septembre 1989 / 9 juillet 2012 | Longueur —                                                          | Durée —                                                             | Nb. d’arrêts —                                                      | Matériel City 21 O.400 City                                         | Jours de fonctionnement L, Ma, Me, J, V, S                          | Jour / Soir / Nuit / Fêtes O / — / N / N                            | Voy. / an —                                                         | Exploitant RDT13                                                    |
| 18    | Desserte : Aix-en-Provence - Quartiers desservis : Rotonde • Pont de l'Arc • Luynes village • Maison d'arrêt • Saint-Hilaire • Pôle d'Activités • Les Milles village • Centre Commercial des Milles |                                                                     |                                                                     |                                                                     |                                                                     |                                                                     |                                                                     |                                                                     |                                                                     |
| 18    | Autre : |                                                                     |                                                                     |                                                                     |                                                                     |                                                                     |                                                                     |                                                                     |                                                                     |
| 18    | Dernière actualisation : — |                                                                     |                                                                     |                                                                     |                                                                     |                                                                     |                                                                     |                                                                     |                                                                     |
| 18b   | Rotonde — Jeanne d'Arc ⥋ Mail | Rotonde — Jeanne d'Arc ⥋ Mail                                       | Rotonde — Jeanne d'Arc ⥋ Mail                                       | Rotonde — Jeanne d'Arc ⥋ Mail                                       | Rotonde — Jeanne d'Arc ⥋ Mail                                       | Rotonde — Jeanne d'Arc ⥋ Mail                                       | Rotonde — Jeanne d'Arc ⥋ Mail                                       | Rotonde — Jeanne d'Arc ⥋ Mail                                       | Rotonde — Jeanne d'Arc ⥋ Mail                                       |
| 18b   | Ouverture / Fermeture 25 février 2008 / 9 juillet 2012 | Longueur —                                                          | Durée —                                                             | Nb. d’arrêts —                                                      | Matériel O.400 City                                                 | Jours de fonctionnement L, Ma, Me, J, V                             | Jour / Soir / Nuit / Fêtes O / — / N / N                            | Voy. / an —                                                         | Exploitant RDT13                                                    |
| 18b   | Desserte : Aix-en-Provence - Quartiers desservis : Rotonde • Pont de l'Arc • Chemin de la Plaine des Dés • Luynes Village                                                                           |                                                                     |                                                                     |                                                                     |                                                                     |                                                                     |                                                                     |                                                                     |                                                                     |
| 18b   | Autre : |                                                                     |                                                                     |                                                                     |                                                                     |                                                                     |                                                                     |                                                                     |                                                                     |
| 18b   | Dernière actualisation : — |                                                                     |                                                                     |                                                                     |                                                                     |                                                                     |                                                                     |                                                                     |                                                                     |
| 19    | Gare Routière ⥋ Mail | Gare Routière ⥋ Mail                                                | Gare Routière ⥋ Mail                                                | Gare Routière ⥋ Mail                                                | Gare Routière ⥋ Mail                                                | Gare Routière ⥋ Mail                                                | Gare Routière ⥋ Mail                                                | Gare Routière ⥋ Mail                                                | Gare Routière ⥋ Mail                                                |
| 19    | Ouverture / Fermeture 25 août 2006 / 9 juillet 2012 | Longueur —                                                          | Durée —                                                             | Nb. d’arrêts —                                                      | Matériel Crossway LE                                                | Jours de fonctionnement L, Ma, Me, J, V                             | Jour / Soir / Nuit / Fêtes O / — / N / N                            | Voy. / an —                                                         | Exploitant RDT13                                                    |
| 19    | Desserte : Aix-en-Provence - Quartiers desservis : Rotonde • Luynes Village |                                                                     |                                                                     |                                                                     |                                                                     |                                                                     |                                                                     |                                                                     |                                                                     |
| 19    | Autre : |                                                                     |                                                                     |                                                                     |                                                                     |                                                                     |                                                                     |                                                                     |                                                                     |
| 19    | Dernière actualisation : — |                                                                     |                                                                     |                                                                     |                                                                     |                                                                     |                                                                     |                                                                     |                                                                     |

#### Lignes 20 à 29
| Ligne | Caractéristiques | Caractéristiques                                                     | Caractéristiques                                                     | Caractéristiques                                                     | Caractéristiques                                                     | Caractéristiques                                                     | Caractéristiques                                                     | Caractéristiques                                                     | Caractéristiques                                                     |
| 20    | Rotonde — Victor Hugo ⥋ Les Palombes | Rotonde — Victor Hugo ⥋ Les Palombes                                 | Rotonde — Victor Hugo ⥋ Les Palombes                                 | Rotonde — Victor Hugo ⥋ Les Palombes                                 | Rotonde — Victor Hugo ⥋ Les Palombes                                 | Rotonde — Victor Hugo ⥋ Les Palombes                                 | Rotonde — Victor Hugo ⥋ Les Palombes                                 | Rotonde — Victor Hugo ⥋ Les Palombes                                 | Rotonde — Victor Hugo ⥋ Les Palombes                                 |
| ----- | --- | -------------------------------------------------------------------- | -------------------------------------------------------------------- | -------------------------------------------------------------------- | -------------------------------------------------------------------- | -------------------------------------------------------------------- | -------------------------------------------------------------------- | -------------------------------------------------------------------- | -------------------------------------------------------------------- |
| 20    | Ouverture / Fermeture septembre 1992 / 9 juillet 2012 | Longueur —                                                           | Durée —                                                              | Nb. d’arrêts —                                                       | Matériel Crossway LE                                                 | Jours de fonctionnement L, Ma, Me, J, V, S, D                        | Jour / Soir / Nuit / Fêtes O / — / O / O                             | Voy. / an —                                                          | Exploitant Keolis Pays d'Aix                                         |
| 20    | Desserte : Aix-en-Provence - Quartiers desservis : Plateau de Puyricard vers Centre Ville (Rotonde) |                                                                      |                                                                      |                                                                      |                                                                      |                                                                      |                                                                      |                                                                      |                                                                      |
| 20    | Autre : Service du dimanche 20/21 : Rotonde - V. Hugo ↔ Couteron |                                                                      |                                                                      |                                                                      |                                                                      |                                                                      |                                                                      |                                                                      |                                                                      |
| 20    | Dernière actualisation : — |                                                                      |                                                                      |                                                                      |                                                                      |                                                                      |                                                                      |                                                                      |                                                                      |
| 21    | Gare Routière / Rotonde — Victor Hugo ⥋ Village du Soleil / Couteron | Gare Routière / Rotonde — Victor Hugo ⥋ Village du Soleil / Couteron | Gare Routière / Rotonde — Victor Hugo ⥋ Village du Soleil / Couteron | Gare Routière / Rotonde — Victor Hugo ⥋ Village du Soleil / Couteron | Gare Routière / Rotonde — Victor Hugo ⥋ Village du Soleil / Couteron | Gare Routière / Rotonde — Victor Hugo ⥋ Village du Soleil / Couteron | Gare Routière / Rotonde — Victor Hugo ⥋ Village du Soleil / Couteron | Gare Routière / Rotonde — Victor Hugo ⥋ Village du Soleil / Couteron | Gare Routière / Rotonde — Victor Hugo ⥋ Village du Soleil / Couteron |
| 21    | Ouverture / Fermeture septembre 1992 / 9 juillet 2012 | Longueur —                                                           | Durée —                                                              | Nb. d’arrêts —                                                       | Matériel Crossway LE                                                 | Jours de fonctionnement L, Ma, Me, J, V, S, D                        | Jour / Soir / Nuit / Fêtes O / — / O / O                             | Voy. / an —                                                          | Exploitant Keolis Pays d'Aix                                         |
| 21    | Desserte : Aix-en-Provence - Quartiers desservis : Plateau de Puyricard vers Centre Ville (Rotonde) |                                                                      |                                                                      |                                                                      |                                                                      |                                                                      |                                                                      |                                                                      |                                                                      |
| 21    | Autre : Service du dimanche 20/21 : Rotonde - V. Hugo ↔ Couteron |                                                                      |                                                                      |                                                                      |                                                                      |                                                                      |                                                                      |                                                                      |                                                                      |
| 21    | Dernière actualisation : — |                                                                      |                                                                      |                                                                      |                                                                      |                                                                      |                                                                      |                                                                      |                                                                      |
| 22    | Notre-Dame ⥋ Village du Soleil | Notre-Dame ⥋ Village du Soleil                                       | Notre-Dame ⥋ Village du Soleil                                       | Notre-Dame ⥋ Village du Soleil                                       | Notre-Dame ⥋ Village du Soleil                                       | Notre-Dame ⥋ Village du Soleil                                       | Notre-Dame ⥋ Village du Soleil                                       | Notre-Dame ⥋ Village du Soleil                                       | Notre-Dame ⥋ Village du Soleil                                       |
| 22    | Ouverture / Fermeture 9 novembre 2009 / 9 juillet 2012 | Longueur —                                                           | Durée —                                                              | Nb. d’arrêts —                                                       | Matériel Cytios Advance                                              | Jours de fonctionnement L, Ma, Me, J, V                              | Jour / Soir / Nuit / Fêtes O / — / N / N                             | Voy. / an —                                                          | Exploitant Keolis Pays d'Aix                                         |
| 22    | Desserte : Aix-en-Provence - Quartiers desservis : Les Palombes • La Rabiotte • Colonel Bellec • Verte Campagne • Salle des Fêtes • La Rostolane • Village du Soleil • Tascel • Les Lauves • Av. Paul Cézanne • Pasteur |                                                                      |                                                                      |                                                                      |                                                                      |                                                                      |                                                                      |                                                                      |                                                                      |
| 22    | Autre : |                                                                      |                                                                      |                                                                      |                                                                      |                                                                      |                                                                      |                                                                      |                                                                      |
| 22    | Dernière actualisation : — |                                                                      |                                                                      |                                                                      |                                                                      |                                                                      |                                                                      |                                                                      |                                                                      |
| 23    | Gare Routière ⥋ Parc Rigaud | Gare Routière ⥋ Parc Rigaud                                          | Gare Routière ⥋ Parc Rigaud                                          | Gare Routière ⥋ Parc Rigaud                                          | Gare Routière ⥋ Parc Rigaud                                          | Gare Routière ⥋ Parc Rigaud                                          | Gare Routière ⥋ Parc Rigaud                                          | Gare Routière ⥋ Parc Rigaud                                          | Gare Routière ⥋ Parc Rigaud                                          |
| 23    | Ouverture / Fermeture septembre 1992 / 9 juillet 2012 | Longueur —                                                           | Durée —                                                              | Nb. d’arrêts —                                                       | Matériel GX 127                                                      | Jours de fonctionnement L, Ma, Me, J, V, S                           | Jour / Soir / Nuit / Fêtes O / — / N / N                             | Voy. / an —                                                          | Exploitant Keolis Pays d'Aix                                         |
| 23    | Desserte : Aix-en-Provence - Quartiers desservis : Gare Routière • 200 Logements • Parc Relais route des Alpes • St-Europe • St Donat • Les Platanes • Parc Rigaud                                                      |                                                                      |                                                                      |                                                                      |                                                                      |                                                                      |                                                                      |                                                                      |                                                                      |
| 23    | Autre : |                                                                      |                                                                      |                                                                      |                                                                      |                                                                      |                                                                      |                                                                      |                                                                      |
| 23    | Dernière actualisation : — |                                                                      |                                                                      |                                                                      |                                                                      |                                                                      |                                                                      |                                                                      |                                                                      |
| 24    | Gare Routière ⥋ Grand Saint-Jean — Cimetière | Gare Routière ⥋ Grand Saint-Jean — Cimetière                         | Gare Routière ⥋ Grand Saint-Jean — Cimetière                         | Gare Routière ⥋ Grand Saint-Jean — Cimetière                         | Gare Routière ⥋ Grand Saint-Jean — Cimetière                         | Gare Routière ⥋ Grand Saint-Jean — Cimetière                         | Gare Routière ⥋ Grand Saint-Jean — Cimetière                         | Gare Routière ⥋ Grand Saint-Jean — Cimetière                         | Gare Routière ⥋ Grand Saint-Jean — Cimetière                         |
| 24    | Ouverture / Fermeture septembre 1992 / 9 juillet 2012 | Longueur —                                                           | Durée —                                                              | Nb. d’arrêts —                                                       | Matériel Crossway LE                                                 | Jours de fonctionnement Me, S                                        | Jour / Soir / Nuit / Fêtes O / — / N / N                             | Voy. / an —                                                          | Exploitant Keolis Pays d'Aix                                         |
| 24    | Desserte : Aix-en-Provence - Quartiers desservis : Gare Routière • Bellegarde • 200 logements |                                                                      |                                                                      |                                                                      |                                                                      |                                                                      |                                                                      |                                                                      |                                                                      |
| 24    | Autre : |                                                                      |                                                                      |                                                                      |                                                                      |                                                                      |                                                                      |                                                                      |                                                                      |
| 24    | Dernière actualisation : — |                                                                      |                                                                      |                                                                      |                                                                      |                                                                      |                                                                      |                                                                      |                                                                      |

#### Lignes MINI
| Ligne | Caractéristiques | Caractéristiques                    | Caractéristiques                    | Caractéristiques                    | Caractéristiques                    | Caractéristiques                           | Caractéristiques                         | Caractéristiques                    | Caractéristiques                    |
| M1    | MINI 1 | MINI 1                              | MINI 1                              | MINI 1                              | MINI 1                              | MINI 1                                     | MINI 1                                   | MINI 1                              | MINI 1                              |
| M1    | Cité du Livre ⥋ Parking Carcassonne | Cité du Livre ⥋ Parking Carcassonne | Cité du Livre ⥋ Parking Carcassonne | Cité du Livre ⥋ Parking Carcassonne | Cité du Livre ⥋ Parking Carcassonne | Cité du Livre ⥋ Parking Carcassonne        | Cité du Livre ⥋ Parking Carcassonne      | Cité du Livre ⥋ Parking Carcassonne | Cité du Livre ⥋ Parking Carcassonne |
| ----- | --- | ----------------------------------- | ----------------------------------- | ----------------------------------- | ----------------------------------- | ------------------------------------------ | ---------------------------------------- | ----------------------------------- | ----------------------------------- |
| M1    | Ouverture / Fermeture 2 novembre 1982 / 9 juillet 2012 | Longueur —                          | Durée —                             | Nb. d’arrêts —                      | Matériel City 21                    | Jours de fonctionnement L, Ma, Me, J, V, S | Jour / Soir / Nuit / Fêtes O / — / N / N | Voy. / an —                         | Exploitant Keolis Pays d'Aix        |
| M1    | Desserte : Aix-en-Provence - Quartiers desservis : Cœur de Ville par le Cours Mirabeau, Parking Carcassonne                                                           |                                     |                                     |                                     |                                     |                                            |                                          |                                     |                                     |
| M1    | Autre : |                                     |                                     |                                     |                                     |                                            |                                          |                                     |                                     |
| M1    | Dernière actualisation : — |                                     |                                     |                                     |                                     |                                            |                                          |                                     |                                     |
| M2    | MINI 2 | MINI 2                              | MINI 2                              | MINI 2                              | MINI 2                              | MINI 2                                     | MINI 2                                   | MINI 2                              | MINI 2                              |
| M2    | Cuques ⥋ Hôpital Tamaris / Mozart / Beauvallon / La Chevalière |                                     |                                     |                                     |                                     |                                            |                                          |                                     |                                     |
| M2    | Ouverture / Fermeture septembre 1995 / 9 juillet 2012 | Longueur —                          | Durée —                             | Nb. d’arrêts —                      | Matériel City 21                    | Jours de fonctionnement L, Ma, Me, J, V, S | Jour / Soir / Nuit / Fêtes O / — / N / N | Voy. / an —                         | Exploitant Keolis Pays d'Aix        |
| M2    | Desserte : Aix-en-Provence - Quartiers desservis : Cuques • Parc Jourdan • Cœur de Ville par le Cours Mirabeau • Palais de Justice • Hôpital • Brunet • La Chevalière |                                     |                                     |                                     |                                     |                                            |                                          |                                     |                                     |
| M2    | Autre : |                                     |                                     |                                     |                                     |                                            |                                          |                                     |                                     |
| M2    | Dernière actualisation : — |                                     |                                     |                                     |                                     |                                            |                                          |                                     |                                     |
| M3    | MINI 3 | MINI 3                              | MINI 3                              | MINI 3                              | MINI 3                              | MINI 3                                     | MINI 3                                   | MINI 3                              | MINI 3                              |
| M3    | P+R Route des Alpes ⥋ Parking Carcassonne |                                     |                                     |                                     |                                     |                                            |                                          |                                     |                                     |
| M3    | Ouverture / Fermeture 9 novembre 2009 / 9 juillet 2012 | Longueur —                          | Durée —                             | Nb. d’arrêts —                      | Matériel City 21                    | Jours de fonctionnement L, Ma, Me, J, V, S | Jour / Soir / Nuit / Fêtes O / — / N / N | Voy. / an —                         | Exploitant Keolis Pays d'Aix        |
| M3    | Desserte : Aix-en-Provence - Quartiers desservis : Route des Alpes • Espérantistes • Trois Moulins • La Violette • Cœur de Ville • Gambetta • Carcassonne             |                                     |                                     |                                     |                                     |                                            |                                          |                                     |                                     |
| M3    | Autre : |                                     |                                     |                                     |                                     |                                            |                                          |                                     |                                     |
| M3    | Dernière actualisation : — |                                     |                                     |                                     |                                     |                                            |                                          |                                     |                                     |

#### Navettes de Marché
| Ligne | Caractéristiques | Caractéristiques                               | Caractéristiques                               | Caractéristiques                               | Caractéristiques                               | Caractéristiques                               | Caractéristiques                               | Caractéristiques                               | Caractéristiques                               |
| NMP   | Navette Marché Puyricard | Navette Marché Puyricard                       | Navette Marché Puyricard                       | Navette Marché Puyricard                       | Navette Marché Puyricard                       | Navette Marché Puyricard                       | Navette Marché Puyricard                       | Navette Marché Puyricard                       | Navette Marché Puyricard                       |
| NMP   | (Circulaire) Salle des Fêtes ⥋ Salle des Fêtes | (Circulaire) Salle des Fêtes ⥋ Salle des Fêtes | (Circulaire) Salle des Fêtes ⥋ Salle des Fêtes | (Circulaire) Salle des Fêtes ⥋ Salle des Fêtes | (Circulaire) Salle des Fêtes ⥋ Salle des Fêtes | (Circulaire) Salle des Fêtes ⥋ Salle des Fêtes | (Circulaire) Salle des Fêtes ⥋ Salle des Fêtes | (Circulaire) Salle des Fêtes ⥋ Salle des Fêtes | (Circulaire) Salle des Fêtes ⥋ Salle des Fêtes |
| ----- | --- | ---------------------------------------------- | ---------------------------------------------- | ---------------------------------------------- | ---------------------------------------------- | ---------------------------------------------- | ---------------------------------------------- | ---------------------------------------------- | ---------------------------------------------- |
| NMP   | Ouverture / Fermeture 12 mars 2010 / 9 juillet 2012 | Longueur —                                     | Durée —                                        | Nb. d’arrêts sur demande                       | Matériel Minibus                               | Jours de fonctionnement V                      | Jour / Soir / Nuit / Fêtes O / — / N / N       | Voy. / an —                                    | Exploitant Keolis Pays d'Aix                   |
| NMP   | Desserte : Aix-en-Provence - Circuit Est : Desserte des chemins de Maliverny, de Lignane, d'Olivary, du Marin • Route du Seuil - Circuit Ouest : Route du Puy Sainte Réparade • Village du Soleil • Chemins de la Trévaresse, de la Présidente et de la Gantèse |                                                |                                                |                                                |                                                |                                                |                                                |                                                |                                                |
| NMP   | Autre : |                                                |                                                |                                                |                                                |                                                |                                                |                                                |                                                |
| NMP   | Dernière actualisation : — |                                                |                                                |                                                |                                                |                                                |                                                |                                                |                                                |
| NME   | Navette Marché Encagnane | Navette Marché Encagnane                       | Navette Marché Encagnane                       | Navette Marché Encagnane                       | Navette Marché Encagnane                       | Navette Marché Encagnane                       | Navette Marché Encagnane                       | Navette Marché Encagnane                       | Navette Marché Encagnane                       |
| NME   | Capus ⥋ De Lesseps |                                                |                                                |                                                |                                                |                                                |                                                |                                                |                                                |
| NME   | Ouverture / Fermeture 9 novembre 2009 / 9 juillet 2012 | Longueur —                                     | Durée —                                        | Nb. d’arrêts —                                 | Matériel GX 127                                | Jours de fonctionnement L, Me, V               | Jour / Soir / Nuit / Fêtes O / — / N / N       | Voy. / an —                                    | Exploitant Keolis Pays d'Aix                   |
| NME   | Desserte : Aix-en-Provence - Quartiers desservis : Capus • Petite Chartreuse • Dalmas • Corsy • Encagnane |                                                |                                                |                                                |                                                |                                                |                                                |                                                |                                                |
| NME   | Autre : |                                                |                                                |                                                |                                                |                                                |                                                |                                                |                                                |
| NME   | Dernière actualisation : — |                                                |                                                |                                                |                                                |                                                |                                                |                                                |                                                |

### Proxibus

#### Présentation
Proxibus est le service de transport à la demande du réseau Aix en Bus. Il est composé de sept secteurs desservant les zones faiblement urbanisées d'Aix-en-Provence et de Saint-Marc-Jaumegarde.
Les arrêts ne portent pas de noms mais sont identifiés par des codes composés de la lettre du secteur et d'un numéro. Exemple avec l'arrêt J22 : Le code J22 correspond au 22e arrêt du secteur J.

#### Les secteurs
| Ligne | Caractéristiques | Caractéristiques | Caractéristiques | Caractéristiques | Caractéristiques | Caractéristiques | Caractéristiques | Caractéristiques | Caractéristiques |
| A     | Proxibus - Secteur A | Proxibus - Secteur A                                                                                                | Proxibus - Secteur A                                                                                                | Proxibus - Secteur A                                                                                                | Proxibus - Secteur A                                                                                                | Proxibus - Secteur A                                                                                                | Proxibus - Secteur A                                                                                                | Proxibus - Secteur A                                                                                                | Proxibus - Secteur A                                                                                                |
| A     | Centre Commercial Ouest / Four d'Eyglun (en heures creuses) ⥋ Desserte des secteurs de La Granette et de La Molière                                                                                               | Centre Commercial Ouest / Four d'Eyglun (en heures creuses) ⥋ Desserte des secteurs de La Granette et de La Molière | Centre Commercial Ouest / Four d'Eyglun (en heures creuses) ⥋ Desserte des secteurs de La Granette et de La Molière | Centre Commercial Ouest / Four d'Eyglun (en heures creuses) ⥋ Desserte des secteurs de La Granette et de La Molière | Centre Commercial Ouest / Four d'Eyglun (en heures creuses) ⥋ Desserte des secteurs de La Granette et de La Molière | Centre Commercial Ouest / Four d'Eyglun (en heures creuses) ⥋ Desserte des secteurs de La Granette et de La Molière | Centre Commercial Ouest / Four d'Eyglun (en heures creuses) ⥋ Desserte des secteurs de La Granette et de La Molière | Centre Commercial Ouest / Four d'Eyglun (en heures creuses) ⥋ Desserte des secteurs de La Granette et de La Molière | Centre Commercial Ouest / Four d'Eyglun (en heures creuses) ⥋ Desserte des secteurs de La Granette et de La Molière |
| ----- | --- | --- | --- | --- | --- | --- | --- | --- | --- |
| A     | Ouverture / Fermeture 4 avril 1998 / 9 juillet 2012 | Longueur — | Durée — | Nb. d’arrêts 8/14                                                                                                   | Matériel City 21 | Jours de fonctionnement L, Ma, Me, J, V, S                                                                          | Jour / Soir / Nuit / Fêtes O / — / N / N                                                                            | Voy. / an — | Exploitant Keolis Pays d'Aix                                                                                        |
| A     | Desserte : Aix-en-Provence | | | | | | | | |
| A     | Autre : En heures creuses, le Proxibus A dessert la branche Centre Aéré de la ligne 3 au départ de Four d'Eyglun.                                                                                                 | | | | | | | | |
| A     | Dernière actualisation : — | | | | | | | | |
| B     | Proxibus - Secteur B | Proxibus - Secteur B                                                                                                | Proxibus - Secteur B                                                                                                | Proxibus - Secteur B                                                                                                | Proxibus - Secteur B                                                                                                | Proxibus - Secteur B                                                                                                | Proxibus - Secteur B                                                                                                | Proxibus - Secteur B                                                                                                | Proxibus - Secteur B                                                                                                |
| B     | Célony / Puyricard — Salle des Fêtes (en heures creuses) ⥋ Desserte du secteur de Célony | | | | | | | | |
| B     | Ouverture / Fermeture 4 avril 1998 / 9 juillet 2012 | Longueur — | Durée — | Nb. d’arrêts 23/27                                                                                                  | Matériel City 21 | Jours de fonctionnement L, Ma, Me, J, V, S                                                                          | Jour / Soir / Nuit / Fêtes O / — / N / N                                                                            | Voy. / an — | Exploitant Keolis Pays d'Aix                                                                                        |
| B     | Desserte : Aix-en-Provence | | | | | | | | |
| B     | Autre : En heures creuses, le Proxibus B dessert trois arrêts supplémentaires ainsi que le terminus Puyricard - Salle des Fêtes.                                                                                  | | | | | | | | |
| B     | Dernière actualisation : — | | | | | | | | |
| C     | Proxibus - Secteur C | Proxibus - Secteur C                                                                                                | Proxibus - Secteur C                                                                                                | Proxibus - Secteur C                                                                                                | Proxibus - Secteur C                                                                                                | Proxibus - Secteur C                                                                                                | Proxibus - Secteur C                                                                                                | Proxibus - Secteur C                                                                                                | Proxibus - Secteur C                                                                                                |
| C     | Puyricard — Salle des Fêtes ⥋ Desserte du secteur de Pontès | | | | | | | | |
| C     | Ouverture / Fermeture 1er juillet 1999 / 9 juillet 2012 | Longueur — | Durée — | Nb. d’arrêts 26/30                                                                                                  | Matériel City 21 | Jours de fonctionnement L, Ma, Me, J, V, S                                                                          | Jour / Soir / Nuit / Fêtes O / — / N / N                                                                            | Voy. / an — | Exploitant Keolis Pays d'Aix                                                                                        |
| C     | Desserte : Aix-en-Provence | | | | | | | | |
| C     | Autre : En heures creuses, le Proxibus C dessert trois arrêts supplémentaires ainsi que l'arrêt Maurel. | | | | | | | | |
| C     | Dernière actualisation : — | | | | | | | | |
| D     | Proxibus - Secteur D | Proxibus - Secteur D                                                                                                | Proxibus - Secteur D                                                                                                | Proxibus - Secteur D                                                                                                | Proxibus - Secteur D                                                                                                | Proxibus - Secteur D                                                                                                | Proxibus - Secteur D                                                                                                | Proxibus - Secteur D                                                                                                | Proxibus - Secteur D                                                                                                |
| D     | Portail Cézanne / Puyricard — Salle des Fêtes (en heures creuses) / Solari (en heures creuses) ⥋ Desserte des secteurs de Rigoulon et Les Lauves                                                                  | | | | | | | | |
| D     | Ouverture / Fermeture 1er juillet 1999 / 9 juillet 2012 | Longueur — | Durée — | Nb. d’arrêts 22/28                                                                                                  | Matériel City 21 | Jours de fonctionnement L, Ma, Me, J, V, S                                                                          | Jour / Soir / Nuit / Fêtes O / — / N / N                                                                            | Voy. / an — | Exploitant Keolis Pays d'Aix                                                                                        |
| D     | Desserte : Aix-en-Provence | | | | | | | | |
| D     | Autre : En heures creuses, le Proxibus D dessert quatre arrêts supplémentaires ainsi que les arrêts Puyricard - Salle des Fêtes et Solari.                                                                        | | | | | | | | |
| D     | Dernière actualisation : — | | | | | | | | |
| E     | Proxibus - Secteur E | Proxibus - Secteur E                                                                                                | Proxibus - Secteur E                                                                                                | Proxibus - Secteur E                                                                                                | Proxibus - Secteur E                                                                                                | Proxibus - Secteur E                                                                                                | Proxibus - Secteur E                                                                                                | Proxibus - Secteur E                                                                                                | Proxibus - Secteur E                                                                                                |
| E     | Portail Cézanne / Pont des Corneilles / Parc-Rigaud ⥋ Desserte du secteur des Pinchats | | | | | | | | |
| E     | Ouverture / Fermeture 1er juillet 1999 / 9 juillet 2012 | Longueur — | Durée — | Nb. d’arrêts 19/20                                                                                                  | Matériel City 21 | Jours de fonctionnement L, Ma, Me, J, V, S                                                                          | Jour / Soir / Nuit / Fêtes O / — / N / N                                                                            | Voy. / an — | Exploitant Keolis Pays d'Aix                                                                                        |
| E     | Desserte : Aix-en-Provence | | | | | | | | |
| E     | Autre : En période scolaire, le Proxibus E dessert un arrêt supplémentaire. | | | | | | | | |
| E     | Dernière actualisation : — | | | | | | | | |
| F     | Proxibus - Secteur F | Proxibus - Secteur F                                                                                                | Proxibus - Secteur F                                                                                                | Proxibus - Secteur F                                                                                                | Proxibus - Secteur F                                                                                                | Proxibus - Secteur F                                                                                                | Proxibus - Secteur F                                                                                                | Proxibus - Secteur F                                                                                                | Proxibus - Secteur F                                                                                                |
| F     | J. Dalmas ⥋ Desserte du secteur de Bouenhoure Haut | | | | | | | | |
| F     | Ouverture / Fermeture 2008 / 9 juillet 2012 | Longueur — | Durée — | Nb. d’arrêts 2 | Matériel City 21 | Jours de fonctionnement L, Ma, Me, J, V, S                                                                          | Jour / Soir / Nuit / Fêtes O / — / N / N                                                                            | Voy. / an — | Exploitant Keolis Pays d'Aix                                                                                        |
| F     | Desserte : Aix-en-Provence | | | | | | | | |
| F     | Autre : | | | | | | | | |
| F     | Dernière actualisation : — | | | | | | | | |
| J     | Proxibus - Secteur J | Proxibus - Secteur J                                                                                                | Proxibus - Secteur J                                                                                                | Proxibus - Secteur J                                                                                                | Proxibus - Secteur J                                                                                                | Proxibus - Secteur J                                                                                                | Proxibus - Secteur J                                                                                                | Proxibus - Secteur J                                                                                                | Proxibus - Secteur J                                                                                                |
| J     | Parking Les Trois Bons Dieux / Petit Nice (en heures creuses) ⥋ Desserte de Saint-Marc-Jaumegarde et du Plateau de Bibémus                                                                                        | | | | | | | | |
| J     | Ouverture / Fermeture avril 2001 / 9 juillet 2012 | Longueur — | Durée — | Nb. d’arrêts 26/27                                                                                                  | Matériel City 21 | Jours de fonctionnement L, Ma, Me, J, V, S                                                                          | Jour / Soir / Nuit / Fêtes O / — / N / N                                                                            | Voy. / an — | Exploitant Keolis Pays d'Aix                                                                                        |
| J     | Desserte : Aix-en-Provence, Saint-Marc-Jaumegarde | | | | | | | | |
| J     | Autre : En heures creuses, la ligne dessert l'arrêt Petit Nice. La desserte de l'arrêt J22 desservant les Carrières de Bibémus est soumise à la réglementation préfectorale en vigueur dans les sites forestiers. | | | | | | | | |
| J     | Dernière actualisation : — | | | | | | | | |

### Lignes à la demande

#### Présentation
Les lignes à la demande desservent les communes d'Eguilles et Venelles. Elles préfigurent les deux lignes Flexo qui desserviront ces deux communes à partir du 9 juillet 2012 à la refonte du réseau Aix-en-Bus puis en 2013 avec l'intégration au réseau des lignes intercommunales du Pays d'Aix.
La ligne de Venelles remplace la navette interne mise en place par le Pays d'Aix dont la fréquentation est jugée insuffisante.

#### Les lignes
| Ligne | Caractéristiques | Caractéristiques               | Caractéristiques               | Caractéristiques               | Caractéristiques               | Caractéristiques                           | Caractéristiques                         | Caractéristiques               | Caractéristiques               |
| TAD   | Ligne à la demande d'Eguilles                                                                                            | Ligne à la demande d'Eguilles  | Ligne à la demande d'Eguilles  | Ligne à la demande d'Eguilles  | Ligne à la demande d'Eguilles  | Ligne à la demande d'Eguilles              | Ligne à la demande d'Eguilles            | Ligne à la demande d'Eguilles  | Ligne à la demande d'Eguilles  |
| TAD   | Les Valladets ⥋ Les Acacias                                                                                              | Les Valladets ⥋ Les Acacias    | Les Valladets ⥋ Les Acacias    | Les Valladets ⥋ Les Acacias    | Les Valladets ⥋ Les Acacias    | Les Valladets ⥋ Les Acacias                | Les Valladets ⥋ Les Acacias              | Les Valladets ⥋ Les Acacias    | Les Valladets ⥋ Les Acacias    |
| ----- | --- | ------------------------------ | ------------------------------ | ------------------------------ | ------------------------------ | ------------------------------------------ | ---------------------------------------- | ------------------------------ | ------------------------------ |
| TAD   | Ouverture / Fermeture 6 février 2012 / —                                                                                 | Longueur —                     | Durée —                        | Nb. d’arrêts 16                | Matériel City 21               | Jours de fonctionnement L, Ma, Me, J, V, S | Jour / Soir / Nuit / Fêtes O / — / N / N | Voy. / an —                    | Exploitant Keolis Pays d'Aix   |
| TAD   | Desserte : Eguilles |                                |                                |                                |                                |                                            |                                          |                                |                                |
| TAD   | Autre : Circule uniquement sur réservation téléphonique. - Cette ligne deviendra le Flexo 40 à partir du 9 juillet 2012. |                                |                                |                                |                                |                                            |                                          |                                |                                |
| TAD   | Dernière actualisation : —                                                                                               |                                |                                |                                |                                |                                            |                                          |                                |                                |
| TAD   | Ligne à la demande de Venelles                                                                                           | Ligne à la demande de Venelles | Ligne à la demande de Venelles | Ligne à la demande de Venelles | Ligne à la demande de Venelles | Ligne à la demande de Venelles             | Ligne à la demande de Venelles           | Ligne à la demande de Venelles | Ligne à la demande de Venelles |
| TAD   | Micocouliers ⥋ Val de Tourame                                                                                            |                                |                                |                                |                                |                                            |                                          |                                |                                |
| TAD   | Ouverture / Fermeture 6 février 2012 / —                                                                                 | Longueur —                     | Durée —                        | Nb. d’arrêts 28                | Matériel City 21               | Jours de fonctionnement L, Ma, Me, J, V, S | Jour / Soir / Nuit / Fêtes O / — / N / N | Voy. / an —                    | Exploitant Keolis Pays d'Aix   |
| TAD   | Desserte : Venelles |                                |                                |                                |                                |                                            |                                          |                                |                                |
| TAD   | Autre : Circule uniquement sur réservation téléphonique. - Cette ligne deviendra le Flexo 42 à partir du 9 juillet 2012. |                                |                                |                                |                                |                                            |                                          |                                |                                |
| TAD   | Dernière actualisation : —                                                                                               |                                |                                |                                |                                |                                            |                                          |                                |                                |

### La Diabline

#### Présentation
La Diabline est un service de minibus électrique circulant dans le centre-ville d'Aix-en-Provence du lundi au samedi.
Créé le 1er juillet 2003 avec une seule ligne à l'époque, il fut rejoint en 2004 par la ligne B puis en 2009 par la ligne C, ces deux dernières lignes furent restructurées le 24 janvier 2011. Ce service faisait partie jusqu'au 31 décembre 2011 du service de transport du Pays d'Aix.

#### Les lignes
| Ligne | Caractéristiques                                                                     | Caractéristiques                                                                     | Caractéristiques                                                                     | Caractéristiques                                                                     | Caractéristiques                                                                     | Caractéristiques                                                                     | Caractéristiques                                                                     | Caractéristiques                                                                     | Caractéristiques                                                                     |
| A     | (Circulaire) Rotonde ⥋ Rotonde via Hôtel de Ville et Place des Prêcheurs             | (Circulaire) Rotonde ⥋ Rotonde via Hôtel de Ville et Place des Prêcheurs             | (Circulaire) Rotonde ⥋ Rotonde via Hôtel de Ville et Place des Prêcheurs             | (Circulaire) Rotonde ⥋ Rotonde via Hôtel de Ville et Place des Prêcheurs             | (Circulaire) Rotonde ⥋ Rotonde via Hôtel de Ville et Place des Prêcheurs             | (Circulaire) Rotonde ⥋ Rotonde via Hôtel de Ville et Place des Prêcheurs             | (Circulaire) Rotonde ⥋ Rotonde via Hôtel de Ville et Place des Prêcheurs             | (Circulaire) Rotonde ⥋ Rotonde via Hôtel de Ville et Place des Prêcheurs             | (Circulaire) Rotonde ⥋ Rotonde via Hôtel de Ville et Place des Prêcheurs             |
| ----- | ------------------------------------------------------------------------------------ | ------------------------------------------------------------------------------------ | ------------------------------------------------------------------------------------ | ------------------------------------------------------------------------------------ | ------------------------------------------------------------------------------------ | ------------------------------------------------------------------------------------ | ------------------------------------------------------------------------------------ | ------------------------------------------------------------------------------------ | ------------------------------------------------------------------------------------ |
| A     | Ouverture / Fermeture 1er juillet 2003 / 9 juillet 2012                              | Longueur —                                                                           | Durée —                                                                              | Nb. d’arrêts sur demande                                                             | Matériel Diabline                                                                    | Jours de fonctionnement L, Ma, Me, J, V, S                                           | Jour / Soir / Nuit / Fêtes O / — / N / N                                             | Voy. / an —                                                                          | Exploitant CAP Provence / Mobicité                                                   |
| A     | Desserte : Aix-en-Provence                                                           |                                                                                      |                                                                                      |                                                                                      |                                                                                      |                                                                                      |                                                                                      |                                                                                      |                                                                                      |
| A     | Autre : Circule uniquement dans le sens des aiguilles d'une montre.                  |                                                                                      |                                                                                      |                                                                                      |                                                                                      |                                                                                      |                                                                                      |                                                                                      |                                                                                      |
| A     | Dernière actualisation : —                                                           |                                                                                      |                                                                                      |                                                                                      |                                                                                      |                                                                                      |                                                                                      |                                                                                      |                                                                                      |
| B     | (Circulaire) Rotonde ⥋ Rotonde via Place des Prêcheurs et Rue de l'Opéra             | (Circulaire) Rotonde ⥋ Rotonde via Place des Prêcheurs et Rue de l'Opéra             | (Circulaire) Rotonde ⥋ Rotonde via Place des Prêcheurs et Rue de l'Opéra             | (Circulaire) Rotonde ⥋ Rotonde via Place des Prêcheurs et Rue de l'Opéra             | (Circulaire) Rotonde ⥋ Rotonde via Place des Prêcheurs et Rue de l'Opéra             | (Circulaire) Rotonde ⥋ Rotonde via Place des Prêcheurs et Rue de l'Opéra             | (Circulaire) Rotonde ⥋ Rotonde via Place des Prêcheurs et Rue de l'Opéra             | (Circulaire) Rotonde ⥋ Rotonde via Place des Prêcheurs et Rue de l'Opéra             | (Circulaire) Rotonde ⥋ Rotonde via Place des Prêcheurs et Rue de l'Opéra             |
| B     | Ouverture / Fermeture 1er mars 2004 / 9 juillet 2012                                 | Longueur —                                                                           | Durée —                                                                              | Nb. d’arrêts sur demande                                                             | Matériel Diabline                                                                    | Jours de fonctionnement L, Ma, Me, J, V, S                                           | Jour / Soir / Nuit / Fêtes O / — / N / N                                             | Voy. / an —                                                                          | Exploitant CAP Provence / Mobicité                                                   |
| B     | Desserte : Aix-en-Provence                                                           |                                                                                      |                                                                                      |                                                                                      |                                                                                      |                                                                                      |                                                                                      |                                                                                      |                                                                                      |
| B     | Autre : Circule uniquement dans le sens des aiguilles d'une montre.                  |                                                                                      |                                                                                      |                                                                                      |                                                                                      |                                                                                      |                                                                                      |                                                                                      |                                                                                      |
| B     | Dernière actualisation : —                                                           |                                                                                      |                                                                                      |                                                                                      |                                                                                      |                                                                                      |                                                                                      |                                                                                      |                                                                                      |
| C     | (Circulaire) Place des Prêcheurs ⥋ Place des Prêcheurs via Rotonde et Cours Mirabeau | (Circulaire) Place des Prêcheurs ⥋ Place des Prêcheurs via Rotonde et Cours Mirabeau | (Circulaire) Place des Prêcheurs ⥋ Place des Prêcheurs via Rotonde et Cours Mirabeau | (Circulaire) Place des Prêcheurs ⥋ Place des Prêcheurs via Rotonde et Cours Mirabeau | (Circulaire) Place des Prêcheurs ⥋ Place des Prêcheurs via Rotonde et Cours Mirabeau | (Circulaire) Place des Prêcheurs ⥋ Place des Prêcheurs via Rotonde et Cours Mirabeau | (Circulaire) Place des Prêcheurs ⥋ Place des Prêcheurs via Rotonde et Cours Mirabeau | (Circulaire) Place des Prêcheurs ⥋ Place des Prêcheurs via Rotonde et Cours Mirabeau | (Circulaire) Place des Prêcheurs ⥋ Place des Prêcheurs via Rotonde et Cours Mirabeau |
| C     | Ouverture / Fermeture 9 novembre 2009 / 9 juillet 2012                               | Longueur —                                                                           | Durée —                                                                              | Nb. d’arrêts sur demande                                                             | Matériel Diabline                                                                    | Jours de fonctionnement L, Ma, Me, J, V, S                                           | Jour / Soir / Nuit / Fêtes O / — / N / N                                             | Voy. / an —                                                                          | Exploitant CAP Provence / Mobicité                                                   |
| C     | Desserte : Aix-en-Provence                                                           |                                                                                      |                                                                                      |                                                                                      |                                                                                      |                                                                                      |                                                                                      |                                                                                      |                                                                                      |
| C     | Autre : Circule uniquement dans le sens inverse des aiguilles d'une montre.          |                                                                                      |                                                                                      |                                                                                      |                                                                                      |                                                                                      |                                                                                      |                                                                                      |                                                                                      |
| C     | Dernière actualisation : —                                                           |                                                                                      |                                                                                      |                                                                                      |                                                                                      |                                                                                      |                                                                                      |                                                                                      |                                                                                      |

## Réseau à partir du1erseptembre 2014

### Lignes régulières

#### Lignes 1 à 9
| Ligne | Caractéristiques                                                         | Caractéristiques                                                         | Caractéristiques                                                         | Caractéristiques                                                         | Caractéristiques                                                         | Caractéristiques                                                         | Caractéristiques                                                         | Caractéristiques                                                         | Caractéristiques                                                         |
| 1     | (Circulaire) Rotonde Victor Hugo ⥋ Rotonde Victor Hugo Via Gare-Routière | (Circulaire) Rotonde Victor Hugo ⥋ Rotonde Victor Hugo Via Gare-Routière | (Circulaire) Rotonde Victor Hugo ⥋ Rotonde Victor Hugo Via Gare-Routière | (Circulaire) Rotonde Victor Hugo ⥋ Rotonde Victor Hugo Via Gare-Routière | (Circulaire) Rotonde Victor Hugo ⥋ Rotonde Victor Hugo Via Gare-Routière | (Circulaire) Rotonde Victor Hugo ⥋ Rotonde Victor Hugo Via Gare-Routière | (Circulaire) Rotonde Victor Hugo ⥋ Rotonde Victor Hugo Via Gare-Routière | (Circulaire) Rotonde Victor Hugo ⥋ Rotonde Victor Hugo Via Gare-Routière | (Circulaire) Rotonde Victor Hugo ⥋ Rotonde Victor Hugo Via Gare-Routière |
| ----- | ------------------------------------------------------------------------ | ------------------------------------------------------------------------ | ------------------------------------------------------------------------ | ------------------------------------------------------------------------ | ------------------------------------------------------------------------ | ------------------------------------------------------------------------ | ------------------------------------------------------------------------ | ------------------------------------------------------------------------ | ------------------------------------------------------------------------ |
| 1     | Ouverture / Fermeture 9 juillet 2012 / 2 septembre 2019                  | Longueur —                                                               | Durée —                                                                  | Nb. d’arrêts 15                                                          | Matériel GX 127                                                          | Jours de fonctionnement —                                                | Jour / Soir / Nuit / Fêtes — / — / — / —                                 | Voy. / an —                                                              | Exploitant Keolis Pays d'Aix                                             |
| 1     | Desserte : Aix-en-Provence                                               |                                                                          |                                                                          |                                                                          |                                                                          |                                                                          |                                                                          |                                                                          |                                                                          |
| 1     | Autre :                                                                  |                                                                          |                                                                          |                                                                          |                                                                          |                                                                          |                                                                          |                                                                          |                                                                          |
| 1     | Dernière actualisation : —                                               |                                                                          |                                                                          |                                                                          |                                                                          |                                                                          |                                                                          |                                                                          |                                                                          |
| 2     | Bouffan ⥋ Rotonde                                                        | Bouffan ⥋ Rotonde                                                        | Bouffan ⥋ Rotonde                                                        | Bouffan ⥋ Rotonde                                                        | Bouffan ⥋ Rotonde                                                        | Bouffan ⥋ Rotonde                                                        | Bouffan ⥋ Rotonde                                                        | Bouffan ⥋ Rotonde                                                        | Bouffan ⥋ Rotonde                                                        |
| 2     | Ouverture / Fermeture 9 juillet 2012 / —                                 | Longueur —                                                               | Durée —                                                                  | Nb. d’arrêts 20                                                          | Matériel O.530 Citaro C1 FT / Crossway LE CI                             | Jours de fonctionnement —                                                | Jour / Soir / Nuit / Fêtes — / — / — / —                                 | Voy. / an —                                                              | Exploitant Keolis Pays d'Aix                                             |
| 2     | Desserte : Aix-en-Provence                                               |                                                                          |                                                                          |                                                                          |                                                                          |                                                                          |                                                                          |                                                                          |                                                                          |
| 2     | Autre :                                                                  |                                                                          |                                                                          |                                                                          |                                                                          |                                                                          |                                                                          |                                                                          |                                                                          |
| 2     | Dernière actualisation : —                                               |                                                                          |                                                                          |                                                                          |                                                                          |                                                                          |                                                                          |                                                                          |                                                                          |
| 3     | Val Saint André ⥋ Grande Bastide                                         | Val Saint André ⥋ Grande Bastide                                         | Val Saint André ⥋ Grande Bastide                                         | Val Saint André ⥋ Grande Bastide                                         | Val Saint André ⥋ Grande Bastide                                         | Val Saint André ⥋ Grande Bastide                                         | Val Saint André ⥋ Grande Bastide                                         | Val Saint André ⥋ Grande Bastide                                         | Val Saint André ⥋ Grande Bastide                                         |
| 3     | Ouverture / Fermeture 9 juillet 2012 / —                                 | Longueur —                                                               | Durée —                                                                  | Nb. d’arrêts 32                                                          | Matériel O.530 Citaro C1 FT                                              | Jours de fonctionnement —                                                | Jour / Soir / Nuit / Fêtes — / — / — / —                                 | Voy. / an —                                                              | Exploitant Keolis Pays d'Aix                                             |
| 3     | Desserte : Aix-en-Provence                                               |                                                                          |                                                                          |                                                                          |                                                                          |                                                                          |                                                                          |                                                                          |                                                                          |
| 3     | Autre :                                                                  |                                                                          |                                                                          |                                                                          |                                                                          |                                                                          |                                                                          |                                                                          |                                                                          |
| 3     | Dernière actualisation : —                                               |                                                                          |                                                                          |                                                                          |                                                                          |                                                                          |                                                                          |                                                                          |                                                                          |
| 4     | Val Saint-andré ⥋ Pôle d'Activités                                       | Val Saint-andré ⥋ Pôle d'Activités                                       | Val Saint-andré ⥋ Pôle d'Activités                                       | Val Saint-andré ⥋ Pôle d'Activités                                       | Val Saint-andré ⥋ Pôle d'Activités                                       | Val Saint-andré ⥋ Pôle d'Activités                                       | Val Saint-andré ⥋ Pôle d'Activités                                       | Val Saint-andré ⥋ Pôle d'Activités                                       | Val Saint-andré ⥋ Pôle d'Activités                                       |
| 4     | Ouverture / Fermeture 9 juillet 2012 / —                                 | Longueur —                                                               | Durée —                                                                  | Nb. d’arrêts 37                                                          | Matériel Crossway LE CI / O.530 Citaro C1 FT                             | Jours de fonctionnement —                                                | Jour / Soir / Nuit / Fêtes — / — / — / —                                 | Voy. / an —                                                              | Exploitant Keolis Pays d'Aix                                             |
| 4     | Desserte : Aix-en-Provence                                               |                                                                          |                                                                          |                                                                          |                                                                          |                                                                          |                                                                          |                                                                          |                                                                          |
| 4     | Autre :                                                                  |                                                                          |                                                                          |                                                                          |                                                                          |                                                                          |                                                                          |                                                                          |                                                                          |
| 4     | Dernière actualisation : —                                               |                                                                          |                                                                          |                                                                          |                                                                          |                                                                          |                                                                          |                                                                          |                                                                          |
| 5     | Club Hippique ⥋ Parc relais Hauts de Brunet                              | Club Hippique ⥋ Parc relais Hauts de Brunet                              | Club Hippique ⥋ Parc relais Hauts de Brunet                              | Club Hippique ⥋ Parc relais Hauts de Brunet                              | Club Hippique ⥋ Parc relais Hauts de Brunet                              | Club Hippique ⥋ Parc relais Hauts de Brunet                              | Club Hippique ⥋ Parc relais Hauts de Brunet                              | Club Hippique ⥋ Parc relais Hauts de Brunet                              | Club Hippique ⥋ Parc relais Hauts de Brunet                              |
| 5     | Ouverture / Fermeture 9 juillet 2012 / —                                 | Longueur —                                                               | Durée —                                                                  | Nb. d’arrêts 33                                                          | Matériel O.530 Citaro C1 FT                                              | Jours de fonctionnement —                                                | Jour / Soir / Nuit / Fêtes — / — / — / —                                 | Voy. / an —                                                              | Exploitant Keolis Pays d'Aix                                             |
| 5     | Desserte : Aix-en-Provence                                               |                                                                          |                                                                          |                                                                          |                                                                          |                                                                          |                                                                          |                                                                          |                                                                          |
| 5     | Autre :                                                                  |                                                                          |                                                                          |                                                                          |                                                                          |                                                                          |                                                                          |                                                                          |                                                                          |
| 5     | Dernière actualisation : —                                               |                                                                          |                                                                          |                                                                          |                                                                          |                                                                          |                                                                          |                                                                          |                                                                          |
| 6     | Gare Routière - Belges ⥋ Parking 3 bons dieux                            | Gare Routière - Belges ⥋ Parking 3 bons dieux                            | Gare Routière - Belges ⥋ Parking 3 bons dieux                            | Gare Routière - Belges ⥋ Parking 3 bons dieux                            | Gare Routière - Belges ⥋ Parking 3 bons dieux                            | Gare Routière - Belges ⥋ Parking 3 bons dieux                            | Gare Routière - Belges ⥋ Parking 3 bons dieux                            | Gare Routière - Belges ⥋ Parking 3 bons dieux                            | Gare Routière - Belges ⥋ Parking 3 bons dieux                            |
| 6     | Ouverture / Fermeture 9 juillet 2012 / —                                 | Longueur —                                                               | Durée —                                                                  | Nb. d’arrêts 22                                                          | Matériel O.530 Citaro C1 FT                                              | Jours de fonctionnement —                                                | Jour / Soir / Nuit / Fêtes — / — / — / —                                 | Voy. / an —                                                              | Exploitant Keolis Pays d'Aix                                             |
| 6     | Desserte : Aix-en-Provence                                               |                                                                          |                                                                          |                                                                          |                                                                          |                                                                          |                                                                          |                                                                          |                                                                          |
| 6     | Autre :                                                                  |                                                                          |                                                                          |                                                                          |                                                                          |                                                                          |                                                                          |                                                                          |                                                                          |
| 6     | Dernière actualisation : —                                               |                                                                          |                                                                          |                                                                          |                                                                          |                                                                          |                                                                          |                                                                          |                                                                          |
| 7     | Parc relais Krypton ⥋ Parc relais Hauts de Brunet                        | Parc relais Krypton ⥋ Parc relais Hauts de Brunet                        | Parc relais Krypton ⥋ Parc relais Hauts de Brunet                        | Parc relais Krypton ⥋ Parc relais Hauts de Brunet                        | Parc relais Krypton ⥋ Parc relais Hauts de Brunet                        | Parc relais Krypton ⥋ Parc relais Hauts de Brunet                        | Parc relais Krypton ⥋ Parc relais Hauts de Brunet                        | Parc relais Krypton ⥋ Parc relais Hauts de Brunet                        | Parc relais Krypton ⥋ Parc relais Hauts de Brunet                        |
| 7     | Ouverture / Fermeture 9 juillet 2012 / —                                 | Longueur —                                                               | Durée —                                                                  | Nb. d’arrêts 22                                                          | Matériel O.530 Citaro C1 FT                                              | Jours de fonctionnement —                                                | Jour / Soir / Nuit / Fêtes — / — / — / —                                 | Voy. / an —                                                              | Exploitant Keolis Pays d'Aix                                             |
| 7     | Desserte : Aix-en-Provence                                               |                                                                          |                                                                          |                                                                          |                                                                          |                                                                          |                                                                          |                                                                          |                                                                          |
| 7     | Autre :                                                                  |                                                                          |                                                                          |                                                                          |                                                                          |                                                                          |                                                                          |                                                                          |                                                                          |
| 7     | Dernière actualisation : —                                               |                                                                          |                                                                          |                                                                          |                                                                          |                                                                          |                                                                          |                                                                          |                                                                          |
| 8     | Val de l'Arc ⥋ Margueride                                                | Val de l'Arc ⥋ Margueride                                                | Val de l'Arc ⥋ Margueride                                                | Val de l'Arc ⥋ Margueride                                                | Val de l'Arc ⥋ Margueride                                                | Val de l'Arc ⥋ Margueride                                                | Val de l'Arc ⥋ Margueride                                                | Val de l'Arc ⥋ Margueride                                                | Val de l'Arc ⥋ Margueride                                                |
| 8     | Ouverture / Fermeture 9 juillet 2012 / —                                 | Longueur —                                                               | Durée —                                                                  | Nb. d’arrêts 24                                                          | Matériel O.530 Citaro C1 FT                                              | Jours de fonctionnement —                                                | Jour / Soir / Nuit / Fêtes — / — / — / —                                 | Voy. / an —                                                              | Exploitant Keolis Pays d'Aix                                             |
| 8     | Desserte : Aix-en-Provence                                               |                                                                          |                                                                          |                                                                          |                                                                          |                                                                          |                                                                          |                                                                          |                                                                          |
| 8     | Autre :                                                                  |                                                                          |                                                                          |                                                                          |                                                                          |                                                                          |                                                                          |                                                                          |                                                                          |
| 8     | Dernière actualisation : —                                               |                                                                          |                                                                          |                                                                          |                                                                          |                                                                          |                                                                          |                                                                          |                                                                          |
| 9     | Val Saint-André ⥋ Saint-Mitre des Champs                                 | Val Saint-André ⥋ Saint-Mitre des Champs                                 | Val Saint-André ⥋ Saint-Mitre des Champs                                 | Val Saint-André ⥋ Saint-Mitre des Champs                                 | Val Saint-André ⥋ Saint-Mitre des Champs                                 | Val Saint-André ⥋ Saint-Mitre des Champs                                 | Val Saint-André ⥋ Saint-Mitre des Champs                                 | Val Saint-André ⥋ Saint-Mitre des Champs                                 | Val Saint-André ⥋ Saint-Mitre des Champs                                 |
| 9     | Ouverture / Fermeture 9 juillet 2012 / —                                 | Longueur —                                                               | Durée —                                                                  | Nb. d’arrêts 32                                                          | Matériel O.530 Citaro C1 FT                                              | Jours de fonctionnement —                                                | Jour / Soir / Nuit / Fêtes — / — / — / —                                 | Voy. / an —                                                              | Exploitant Keolis Pays d'Aix                                             |
| 9     | Desserte : Aix-en-Provence                                               |                                                                          |                                                                          |                                                                          |                                                                          |                                                                          |                                                                          |                                                                          |                                                                          |
| 9     | Autre :                                                                  |                                                                          |                                                                          |                                                                          |                                                                          |                                                                          |                                                                          |                                                                          |                                                                          |
| 9     | Dernière actualisation : —                                               |                                                                          |                                                                          |                                                                          |                                                                          |                                                                          |                                                                          |                                                                          |                                                                          |

#### Lignes 10 à 19
| Ligne | Caractéristiques                                    | Caractéristiques                                  | Caractéristiques                                  | Caractéristiques                                  | Caractéristiques                                  | Caractéristiques                                  | Caractéristiques                                  | Caractéristiques                                  | Caractéristiques                                  |
| 10    | Pont des Corneilles ⥋ Mairie Annexe Pont de l'Arc   | Pont des Corneilles ⥋ Mairie Annexe Pont de l'Arc | Pont des Corneilles ⥋ Mairie Annexe Pont de l'Arc | Pont des Corneilles ⥋ Mairie Annexe Pont de l'Arc | Pont des Corneilles ⥋ Mairie Annexe Pont de l'Arc | Pont des Corneilles ⥋ Mairie Annexe Pont de l'Arc | Pont des Corneilles ⥋ Mairie Annexe Pont de l'Arc | Pont des Corneilles ⥋ Mairie Annexe Pont de l'Arc | Pont des Corneilles ⥋ Mairie Annexe Pont de l'Arc |
| ----- | --------------------------------------------------- | ------------------------------------------------- | ------------------------------------------------- | ------------------------------------------------- | ------------------------------------------------- | ------------------------------------------------- | ------------------------------------------------- | ------------------------------------------------- | ------------------------------------------------- |
| 10    | Ouverture / Fermeture 9 juillet 2012 / —            | Longueur —                                        | Durée —                                           | Nb. d’arrêts —                                    | Matériel Crossway LE CI                           | Jours de fonctionnement —                         | Jour / Soir / Nuit / Fêtes — / — / — / —          | Voy. / an —                                       | Exploitant —                                      |
| 10    | Desserte : Aix-en-Provence                          |                                                   |                                                   |                                                   |                                                   |                                                   |                                                   |                                                   |                                                   |
| 10    | Autre :                                             |                                                   |                                                   |                                                   |                                                   |                                                   |                                                   |                                                   |                                                   |
| 10    | Dernière actualisation : —                          |                                                   |                                                   |                                                   |                                                   |                                                   |                                                   |                                                   |                                                   |
| 11    | Village du Soleil ⥋ Luynes Mail                     | Village du Soleil ⥋ Luynes Mail                   | Village du Soleil ⥋ Luynes Mail                   | Village du Soleil ⥋ Luynes Mail                   | Village du Soleil ⥋ Luynes Mail                   | Village du Soleil ⥋ Luynes Mail                   | Village du Soleil ⥋ Luynes Mail                   | Village du Soleil ⥋ Luynes Mail                   | Village du Soleil ⥋ Luynes Mail                   |
| 11    | Ouverture / Fermeture 9 juillet 2012 / —            | Longueur —                                        | Durée —                                           | Nb. d’arrêts —                                    | Matériel Crossway LE CI                           | Jours de fonctionnement —                         | Jour / Soir / Nuit / Fêtes — / — / — / —          | Voy. / an —                                       | Exploitant RDT13 Pont de l'Arc                    |
| 11    | Desserte : Aix-en-Provence                          |                                                   |                                                   |                                                   |                                                   |                                                   |                                                   |                                                   |                                                   |
| 11    | Autre :                                             |                                                   |                                                   |                                                   |                                                   |                                                   |                                                   |                                                   |                                                   |
| 11    | Dernière actualisation : —                          |                                                   |                                                   |                                                   |                                                   |                                                   |                                                   |                                                   |                                                   |
| 12    | Rotonde ⥋ Couteron / Puyricard                      | Rotonde ⥋ Couteron / Puyricard                    | Rotonde ⥋ Couteron / Puyricard                    | Rotonde ⥋ Couteron / Puyricard                    | Rotonde ⥋ Couteron / Puyricard                    | Rotonde ⥋ Couteron / Puyricard                    | Rotonde ⥋ Couteron / Puyricard                    | Rotonde ⥋ Couteron / Puyricard                    | Rotonde ⥋ Couteron / Puyricard                    |
| 12    | Ouverture / Fermeture 9 juillet 2012 / —            | Longueur —                                        | Durée —                                           | Nb. d’arrêts —                                    | Matériel Crossway LE CI                           | Jours de fonctionnement —                         | Jour / Soir / Nuit / Fêtes — / — / — / —          | Voy. / an —                                       | Exploitant RDT13 Pont de l'Arc                    |
| 12    | Desserte : Aix-en-Provence                          |                                                   |                                                   |                                                   |                                                   |                                                   |                                                   |                                                   |                                                   |
| 12    | Autre :                                             |                                                   |                                                   |                                                   |                                                   |                                                   |                                                   |                                                   |                                                   |
| 12    | Dernière actualisation : —                          |                                                   |                                                   |                                                   |                                                   |                                                   |                                                   |                                                   |                                                   |
| 13    | Le Tholonet ⥋ Puyricard Centre                      | Le Tholonet ⥋ Puyricard Centre                    | Le Tholonet ⥋ Puyricard Centre                    | Le Tholonet ⥋ Puyricard Centre                    | Le Tholonet ⥋ Puyricard Centre                    | Le Tholonet ⥋ Puyricard Centre                    | Le Tholonet ⥋ Puyricard Centre                    | Le Tholonet ⥋ Puyricard Centre                    | Le Tholonet ⥋ Puyricard Centre                    |
| 13    | Ouverture / Fermeture 9 juillet 2012 / —            | Longueur —                                        | Durée —                                           | Nb. d’arrêts —                                    | Matériel Crossway LE CI / GX127                   | Jours de fonctionnement —                         | Jour / Soir / Nuit / Fêtes — / — / — / —          | Voy. / an —                                       | Exploitant Keolis Pays d'Aix                      |
| 13    | Desserte : Aix-en-Provence                          |                                                   |                                                   |                                                   |                                                   |                                                   |                                                   |                                                   |                                                   |
| 13    | Autre :                                             |                                                   |                                                   |                                                   |                                                   |                                                   |                                                   |                                                   |                                                   |
| 13    | Dernière actualisation : —                          |                                                   |                                                   |                                                   |                                                   |                                                   |                                                   |                                                   |                                                   |
| 14    | Rotonde Poste ⥋ Aérodrome                           | Rotonde Poste ⥋ Aérodrome                         | Rotonde Poste ⥋ Aérodrome                         | Rotonde Poste ⥋ Aérodrome                         | Rotonde Poste ⥋ Aérodrome                         | Rotonde Poste ⥋ Aérodrome                         | Rotonde Poste ⥋ Aérodrome                         | Rotonde Poste ⥋ Aérodrome                         | Rotonde Poste ⥋ Aérodrome                         |
| 14    | Ouverture / Fermeture 9 juillet 2012 / —            | Longueur —                                        | Durée —                                           | Nb. d’arrêts —                                    | Matériel City21                                   | Jours de fonctionnement —                         | Jour / Soir / Nuit / Fêtes — / — / — / —          | Voy. / an —                                       | Exploitant RDT13 Pont de l'Arc                    |
| 14    | Desserte : Aix-en-Provence                          |                                                   |                                                   |                                                   |                                                   |                                                   |                                                   |                                                   |                                                   |
| 14    | Autre :                                             |                                                   |                                                   |                                                   |                                                   |                                                   |                                                   |                                                   |                                                   |
| 14    | Dernière actualisation : —                          |                                                   |                                                   |                                                   |                                                   |                                                   |                                                   |                                                   |                                                   |
| 15    | Express 15                                          | Express 15                                        | Express 15                                        | Express 15                                        | Express 15                                        | Express 15                                        | Express 15                                        | Express 15                                        | Express 15                                        |
| 15    | Rotonde — Belges ⥋ Duranne École / Duranne Europole |                                                   |                                                   |                                                   |                                                   |                                                   |                                                   |                                                   |                                                   |
| 15    | Ouverture / Fermeture 9 juillet 2012 / —            | Longueur —                                        | Durée —                                           | Nb. d’arrêts —                                    | Matériel Crossway LE CI                           | Jours de fonctionnement —                         | Jour / Soir / Nuit / Fêtes — / — / — / —          | Voy. / an —                                       | Exploitant RDT13 Pont de l'Arc                    |
| 15    | Desserte : Aix-en-Provence                          |                                                   |                                                   |                                                   |                                                   |                                                   |                                                   |                                                   |                                                   |
| 15    | Autre : Ligne express.                              |                                                   |                                                   |                                                   |                                                   |                                                   |                                                   |                                                   |                                                   |
| 15    | Dernière actualisation : —                          |                                                   |                                                   |                                                   |                                                   |                                                   |                                                   |                                                   |                                                   |
| 16    | Château Calade ⥋ Rocher du Dragon                   | Château Calade ⥋ Rocher du Dragon                 | Château Calade ⥋ Rocher du Dragon                 | Château Calade ⥋ Rocher du Dragon                 | Château Calade ⥋ Rocher du Dragon                 | Château Calade ⥋ Rocher du Dragon                 | Château Calade ⥋ Rocher du Dragon                 | Château Calade ⥋ Rocher du Dragon                 | Château Calade ⥋ Rocher du Dragon                 |
| 16    | Ouverture / Fermeture 9 juillet 2012 / —            | Longueur —                                        | Durée —                                           | Nb. d’arrêts —                                    | Matériel City 21                                  | Jours de fonctionnement —                         | Jour / Soir / Nuit / Fêtes — / — / — / —          | Voy. / an —                                       | Exploitant RDT13 Pont de l'Arc                    |
| 16    | Desserte : Aix-en-Provence                          |                                                   |                                                   |                                                   |                                                   |                                                   |                                                   |                                                   |                                                   |
| 16    | Autre :                                             |                                                   |                                                   |                                                   |                                                   |                                                   |                                                   |                                                   |                                                   |
| 16    | Dernière actualisation : —                          |                                                   |                                                   |                                                   |                                                   |                                                   |                                                   |                                                   |                                                   |
| 17    | Micocouliers ⥋ Puyricard Centre                     | Micocouliers ⥋ Puyricard Centre                   | Micocouliers ⥋ Puyricard Centre                   | Micocouliers ⥋ Puyricard Centre                   | Micocouliers ⥋ Puyricard Centre                   | Micocouliers ⥋ Puyricard Centre                   | Micocouliers ⥋ Puyricard Centre                   | Micocouliers ⥋ Puyricard Centre                   | Micocouliers ⥋ Puyricard Centre                   |
| 17    | Ouverture / Fermeture 9 juillet 2012 / 31 août 2014 | Longueur —                                        | Durée —                                           | Nb. d’arrêts —                                    | Matériel City 21                                  | Jours de fonctionnement —                         | Jour / Soir / Nuit / Fêtes — / — / — / —          | Voy. / an —                                       | Exploitant RDT13 Pont de l'Arc                    |
| 17    | Desserte : Aix-en-Provence, Venelles                |                                                   |                                                   |                                                   |                                                   |                                                   |                                                   |                                                   |                                                   |
| 17    | Autre :                                             |                                                   |                                                   |                                                   |                                                   |                                                   |                                                   |                                                   |                                                   |
| 17    | Dernière actualisation : —                          |                                                   |                                                   |                                                   |                                                   |                                                   |                                                   |                                                   |                                                   |
| 18    | Rotonde ⥋ Duranne École                             | Rotonde ⥋ Duranne École                           | Rotonde ⥋ Duranne École                           | Rotonde ⥋ Duranne École                           | Rotonde ⥋ Duranne École                           | Rotonde ⥋ Duranne École                           | Rotonde ⥋ Duranne École                           | Rotonde ⥋ Duranne École                           | Rotonde ⥋ Duranne École                           |
| 18    | Ouverture / Fermeture 9 juillet 2012 / —            | Longueur —                                        | Durée —                                           | Nb. d’arrêts —                                    | Matériel Crossway LE CI                           | Jours de fonctionnement —                         | Jour / Soir / Nuit / Fêtes — / — / — / —          | Voy. / an —                                       | Exploitant Keolis Pays d'Aix                      |
| 18    | Desserte : Aix-en-Provence                          |                                                   |                                                   |                                                   |                                                   |                                                   |                                                   |                                                   |                                                   |
| 18    | Autre :                                             |                                                   |                                                   |                                                   |                                                   |                                                   |                                                   |                                                   |                                                   |
| 18    | Dernière actualisation : —                          |                                                   |                                                   |                                                   |                                                   |                                                   |                                                   |                                                   |                                                   |
| 19    | Parking Carcasonne ⥋ Château de Galice              | Parking Carcasonne ⥋ Château de Galice            | Parking Carcasonne ⥋ Château de Galice            | Parking Carcasonne ⥋ Château de Galice            | Parking Carcasonne ⥋ Château de Galice            | Parking Carcasonne ⥋ Château de Galice            | Parking Carcasonne ⥋ Château de Galice            | Parking Carcasonne ⥋ Château de Galice            | Parking Carcasonne ⥋ Château de Galice            |
| 19    | Ouverture / Fermeture 9 juillet 2012 / —            | Longueur —                                        | Durée —                                           | Nb. d’arrêts —                                    | Matériel GX127                                    | Jours de fonctionnement —                         | Jour / Soir / Nuit / Fêtes — / — / — / —          | Voy. / an —                                       | Exploitant Keolis Pays d'Aix                      |
| 19    | Desserte : Aix-en-Provence                          |                                                   |                                                   |                                                   |                                                   |                                                   |                                                   |                                                   |                                                   |
| 19    | Autre :                                             |                                                   |                                                   |                                                   |                                                   |                                                   |                                                   |                                                   |                                                   |
| 19    | Dernière actualisation : —                          |                                                   |                                                   |                                                   |                                                   |                                                   |                                                   |                                                   |                                                   |

#### Lignes 20 à 29
| Ligne | Caractéristiques                                    | Caractéristiques                                    | Caractéristiques                                    | Caractéristiques                                    | Caractéristiques                                    | Caractéristiques                                    | Caractéristiques                                    | Caractéristiques                                    | Caractéristiques                                    |
| 20    | Rotonde Poste ⥋ Pôle d'Activités                    | Rotonde Poste ⥋ Pôle d'Activités                    | Rotonde Poste ⥋ Pôle d'Activités                    | Rotonde Poste ⥋ Pôle d'Activités                    | Rotonde Poste ⥋ Pôle d'Activités                    | Rotonde Poste ⥋ Pôle d'Activités                    | Rotonde Poste ⥋ Pôle d'Activités                    | Rotonde Poste ⥋ Pôle d'Activités                    | Rotonde Poste ⥋ Pôle d'Activités                    |
| ----- | --------------------------------------------------- | --------------------------------------------------- | --------------------------------------------------- | --------------------------------------------------- | --------------------------------------------------- | --------------------------------------------------- | --------------------------------------------------- | --------------------------------------------------- | --------------------------------------------------- |
| 20    | Ouverture / Fermeture 9 juillet 2012 / —            | Longueur —                                          | Durée —                                             | Nb. d’arrêts —                                      | Matériel Crossway LE CI                             | Jours de fonctionnement —                           | Jour / Soir / Nuit / Fêtes — / — / — / —            | Voy. / an —                                         | Exploitant RDT13 Pont de l'Arc                      |
| 20    | Desserte : Aix-en-Provence                          |                                                     |                                                     |                                                     |                                                     |                                                     |                                                     |                                                     |                                                     |
| 20    | Autre :                                             |                                                     |                                                     |                                                     |                                                     |                                                     |                                                     |                                                     |                                                     |
| 20    | Dernière actualisation : —                          |                                                     |                                                     |                                                     |                                                     |                                                     |                                                     |                                                     |                                                     |
| 21    | Bonfillons ⥋ Beauvallon / Koenig                    | Bonfillons ⥋ Beauvallon / Koenig                    | Bonfillons ⥋ Beauvallon / Koenig                    | Bonfillons ⥋ Beauvallon / Koenig                    | Bonfillons ⥋ Beauvallon / Koenig                    | Bonfillons ⥋ Beauvallon / Koenig                    | Bonfillons ⥋ Beauvallon / Koenig                    | Bonfillons ⥋ Beauvallon / Koenig                    | Bonfillons ⥋ Beauvallon / Koenig                    |
| 21    | Ouverture / Fermeture 9 juillet 2012 / —            | Longueur —                                          | Durée —                                             | Nb. d’arrêts —                                      | Matériel City 21                                    | Jours de fonctionnement —                           | Jour / Soir / Nuit / Fêtes — / — / — / —            | Voy. / an —                                         | Exploitant RDT13 Pont de l'Arc                      |
| 21    | Desserte : Aix-en-Provence                          |                                                     |                                                     |                                                     |                                                     |                                                     |                                                     |                                                     |                                                     |
| 21    | Autre :                                             |                                                     |                                                     |                                                     |                                                     |                                                     |                                                     |                                                     |                                                     |
| 21    | Dernière actualisation : —                          |                                                     |                                                     |                                                     |                                                     |                                                     |                                                     |                                                     |                                                     |
| 23    | Célony ⥋ Parc Rigaud                                | Célony ⥋ Parc Rigaud                                | Célony ⥋ Parc Rigaud                                | Célony ⥋ Parc Rigaud                                | Célony ⥋ Parc Rigaud                                | Célony ⥋ Parc Rigaud                                | Célony ⥋ Parc Rigaud                                | Célony ⥋ Parc Rigaud                                | Célony ⥋ Parc Rigaud                                |
| 23    | Ouverture / Fermeture 9 juillet 2012 / —            | Longueur —                                          | Durée —                                             | Nb. d’arrêts —                                      | Matériel Crossway LE CI                             | Jours de fonctionnement —                           | Jour / Soir / Nuit / Fêtes — / — / — / —            | Voy. / an —                                         | Exploitant Kéolis Pays d'Aix                        |
| 23    | Desserte : Aix-en-Provence                          |                                                     |                                                     |                                                     |                                                     |                                                     |                                                     |                                                     |                                                     |
| 23    | Autre :                                             |                                                     |                                                     |                                                     |                                                     |                                                     |                                                     |                                                     |                                                     |
| 23    | Dernière actualisation : —                          |                                                     |                                                     |                                                     |                                                     |                                                     |                                                     |                                                     |                                                     |
| 24    | Cimetière Grand Saint Jean ⥋ Gare Routière - Belges | Cimetière Grand Saint Jean ⥋ Gare Routière - Belges | Cimetière Grand Saint Jean ⥋ Gare Routière - Belges | Cimetière Grand Saint Jean ⥋ Gare Routière - Belges | Cimetière Grand Saint Jean ⥋ Gare Routière - Belges | Cimetière Grand Saint Jean ⥋ Gare Routière - Belges | Cimetière Grand Saint Jean ⥋ Gare Routière - Belges | Cimetière Grand Saint Jean ⥋ Gare Routière - Belges | Cimetière Grand Saint Jean ⥋ Gare Routière - Belges |
| 24    | Ouverture / Fermeture 9 juillet 2012 / —            | Longueur —                                          | Durée —                                             | Nb. d’arrêts —                                      | Matériel Crossway LE CI                             | Jours de fonctionnement —                           | Jour / Soir / Nuit / Fêtes — / — / — / —            | Voy. / an —                                         | Exploitant Kéolis Pays d'Aix                        |
| 24    | Desserte : Aix-en-Provence                          |                                                     |                                                     |                                                     |                                                     |                                                     |                                                     |                                                     |                                                     |
| 24    | Autre :                                             |                                                     |                                                     |                                                     |                                                     |                                                     |                                                     |                                                     |                                                     |
| 24    | Dernière actualisation : —                          |                                                     |                                                     |                                                     |                                                     |                                                     |                                                     |                                                     |                                                     |
| 25    | Grande Terre ⥋ Gare Routière - Belges               | Grande Terre ⥋ Gare Routière - Belges               | Grande Terre ⥋ Gare Routière - Belges               | Grande Terre ⥋ Gare Routière - Belges               | Grande Terre ⥋ Gare Routière - Belges               | Grande Terre ⥋ Gare Routière - Belges               | Grande Terre ⥋ Gare Routière - Belges               | Grande Terre ⥋ Gare Routière - Belges               | Grande Terre ⥋ Gare Routière - Belges               |
| 25    | Ouverture / Fermeture 9 juillet 2012 / —            | Longueur —                                          | Durée —                                             | Nb. d’arrêts —                                      | Matériel Crossway LE CI                             | Jours de fonctionnement —                           | Jour / Soir / Nuit / Fêtes — / — / — / —            | Voy. / an —                                         | Exploitant Kéolis Pays d'Aix                        |
| 25    | Desserte : Aix-en-Provence                          |                                                     |                                                     |                                                     |                                                     |                                                     |                                                     |                                                     |                                                     |
| 25    | Autre :                                             |                                                     |                                                     |                                                     |                                                     |                                                     |                                                     |                                                     |                                                     |
| 25    | Dernière actualisation : —                          |                                                     |                                                     |                                                     |                                                     |                                                     |                                                     |                                                     |                                                     |

### Navettes «Cœur»
| Ligne | Caractéristiques                                                                         | Caractéristiques                                                                         | Caractéristiques                                                                         | Caractéristiques                                                                         | Caractéristiques                                                                         | Caractéristiques                                                                         | Caractéristiques                                                                         | Caractéristiques                                                                         | Caractéristiques                                                                         |
| C1    | Cœur de ville 1                                                                          | Cœur de ville 1                                                                          | Cœur de ville 1                                                                          | Cœur de ville 1                                                                          | Cœur de ville 1                                                                          | Cœur de ville 1                                                                          | Cœur de ville 1                                                                          | Cœur de ville 1                                                                          | Cœur de ville 1                                                                          |
| C1    | (Circulaire) Rotonde ⥋ Rotonde via Cours Mirabeau, Hôtel de Ville et Place des Prêcheurs | (Circulaire) Rotonde ⥋ Rotonde via Cours Mirabeau, Hôtel de Ville et Place des Prêcheurs | (Circulaire) Rotonde ⥋ Rotonde via Cours Mirabeau, Hôtel de Ville et Place des Prêcheurs | (Circulaire) Rotonde ⥋ Rotonde via Cours Mirabeau, Hôtel de Ville et Place des Prêcheurs | (Circulaire) Rotonde ⥋ Rotonde via Cours Mirabeau, Hôtel de Ville et Place des Prêcheurs | (Circulaire) Rotonde ⥋ Rotonde via Cours Mirabeau, Hôtel de Ville et Place des Prêcheurs | (Circulaire) Rotonde ⥋ Rotonde via Cours Mirabeau, Hôtel de Ville et Place des Prêcheurs | (Circulaire) Rotonde ⥋ Rotonde via Cours Mirabeau, Hôtel de Ville et Place des Prêcheurs | (Circulaire) Rotonde ⥋ Rotonde via Cours Mirabeau, Hôtel de Ville et Place des Prêcheurs |
| ----- | ---------------------------------------------------------------------------------------- | ---------------------------------------------------------------------------------------- | ---------------------------------------------------------------------------------------- | ---------------------------------------------------------------------------------------- | ---------------------------------------------------------------------------------------- | ---------------------------------------------------------------------------------------- | ---------------------------------------------------------------------------------------- | ---------------------------------------------------------------------------------------- | ---------------------------------------------------------------------------------------- |
| C1    | Ouverture / Fermeture 9 juillet 2012 / —                                                 | Longueur —                                                                               | Durée —                                                                                  | Nb. d’arrêts sur demande                                                                 | Matériel Diabline                                                                        | Jours de fonctionnement L, Ma, Me, J, V, S                                               | Jour / Soir / Nuit / Fêtes O / — / N / N                                                 | Voy. / an —                                                                              | Exploitant Keolis Pays d'Aix                                                             |
| C1    | Desserte : Centre-ville d'Aix-en-Provence                                                |                                                                                          |                                                                                          |                                                                                          |                                                                                          |                                                                                          |                                                                                          |                                                                                          |                                                                                          |
| C1    | Autre :                                                                                  |                                                                                          |                                                                                          |                                                                                          |                                                                                          |                                                                                          |                                                                                          |                                                                                          |                                                                                          |
| C1    | Dernière actualisation : —                                                               |                                                                                          |                                                                                          |                                                                                          |                                                                                          |                                                                                          |                                                                                          |                                                                                          |                                                                                          |
| C2    | Cœur de ville 2                                                                          | Cœur de ville 2                                                                          | Cœur de ville 2                                                                          | Cœur de ville 2                                                                          | Cœur de ville 2                                                                          | Cœur de ville 2                                                                          | Cœur de ville 2                                                                          | Cœur de ville 2                                                                          | Cœur de ville 2                                                                          |
| C2    | (Circulaire) Rotonde ⥋ Rotonde via Place des prêcheurs et Rue de l'Opéra                 |                                                                                          |                                                                                          |                                                                                          |                                                                                          |                                                                                          |                                                                                          |                                                                                          |                                                                                          |
| C2    | Ouverture / Fermeture 9 juillet 2012 / —                                                 | Longueur —                                                                               | Durée —                                                                                  | Nb. d’arrêts sur demande                                                                 | Matériel diabline                                                                        | Jours de fonctionnement L, Ma, Me, J, V, S                                               | Jour / Soir / Nuit / Fêtes O / — / N / N                                                 | Voy. / an —                                                                              | Exploitant Keolis Pays d'Aix                                                             |
| C2    | Desserte : Centre-ville d'Aix-en-Provence                                                |                                                                                          |                                                                                          |                                                                                          |                                                                                          |                                                                                          |                                                                                          |                                                                                          |                                                                                          |
| C2    | Autre :                                                                                  |                                                                                          |                                                                                          |                                                                                          |                                                                                          |                                                                                          |                                                                                          |                                                                                          |                                                                                          |
| C2    | Dernière actualisation : —                                                               |                                                                                          |                                                                                          |                                                                                          |                                                                                          |                                                                                          |                                                                                          |                                                                                          |                                                                                          |
| C3    | Cœur de ville 3                                                                          | Cœur de ville 3                                                                          | Cœur de ville 3                                                                          | Cœur de ville 3                                                                          | Cœur de ville 3                                                                          | Cœur de ville 3                                                                          | Cœur de ville 3                                                                          | Cœur de ville 3                                                                          | Cœur de ville 3                                                                          |
| C3    | (Circulaire) Prêcheurs ⥋ Prêcheurs via Cours Mirabeau, Avenue des Belges et Rotonde      |                                                                                          |                                                                                          |                                                                                          |                                                                                          |                                                                                          |                                                                                          |                                                                                          |                                                                                          |
| C3    | Ouverture / Fermeture 9 juillet 2012 / —                                                 | Longueur —                                                                               | Durée —                                                                                  | Nb. d’arrêts sur demande                                                                 | Matériel Diabline                                                                        | Jours de fonctionnement L, Ma, Me, J, V, S                                               | Jour / Soir / Nuit / Fêtes O / — / N / N                                                 | Voy. / an —                                                                              | Exploitant Keolis Pays d'Aix                                                             |
| C3    | Desserte : Centre-ville d'Aix-en-Provence                                                |                                                                                          |                                                                                          |                                                                                          |                                                                                          |                                                                                          |                                                                                          |                                                                                          |                                                                                          |
| C3    | Autre :                                                                                  |                                                                                          |                                                                                          |                                                                                          |                                                                                          |                                                                                          |                                                                                          |                                                                                          |                                                                                          |
| C3    | Dernière actualisation : —                                                               |                                                                                          |                                                                                          |                                                                                          |                                                                                          |                                                                                          |                                                                                          |                                                                                          |                                                                                          |
| ♥     | Cœur d'Activités                                                                         | Cœur d'Activités                                                                         | Cœur d'Activités                                                                         | Cœur d'Activités                                                                         | Cœur d'Activités                                                                         | Cœur d'Activités                                                                         | Cœur d'Activités                                                                         | Cœur d'Activités                                                                         | Cœur d'Activités                                                                         |
| ♥     | ENSOSP ⥋ Duranne — Europôle                                                              |                                                                                          |                                                                                          |                                                                                          |                                                                                          |                                                                                          |                                                                                          |                                                                                          |                                                                                          |
| ♥     | Ouverture / Fermeture 9 juillet 2012 / —                                                 | Longueur —                                                                               | Durée —                                                                                  | Nb. d’arrêts sur demande                                                                 | Matériel —                                                                               | Jours de fonctionnement L, Ma, Me, J, V, S                                               | Jour / Soir / Nuit / Fêtes O / — / N / N                                                 | Voy. / an —                                                                              | Exploitant —                                                                             |
| ♥     | Desserte : Aix-en-Provence                                                               |                                                                                          |                                                                                          |                                                                                          |                                                                                          |                                                                                          |                                                                                          |                                                                                          |                                                                                          |
| ♥     | Autre :                                                                                  |                                                                                          |                                                                                          |                                                                                          |                                                                                          |                                                                                          |                                                                                          |                                                                                          |                                                                                          |
| ♥     | Dernière actualisation : —                                                               |                                                                                          |                                                                                          |                                                                                          |                                                                                          |                                                                                          |                                                                                          |                                                                                          |                                                                                          |

### Lignes à la demande «Flexibus»
| Ligne | Caractéristiques | Caractéristiques              | Caractéristiques              | Caractéristiques              | Caractéristiques              | Caractéristiques                           | Caractéristiques                         | Caractéristiques              | Caractéristiques              |
| 30    | Flexibus 30 | Flexibus 30                   | Flexibus 30                   | Flexibus 30                   | Flexibus 30                   | Flexibus 30                                | Flexibus 30                              | Flexibus 30                   | Flexibus 30                   |
| 30    | A7 Les Granettes ⥋ Bouenhoure | A7 Les Granettes ⥋ Bouenhoure | A7 Les Granettes ⥋ Bouenhoure | A7 Les Granettes ⥋ Bouenhoure | A7 Les Granettes ⥋ Bouenhoure | A7 Les Granettes ⥋ Bouenhoure              | A7 Les Granettes ⥋ Bouenhoure            | A7 Les Granettes ⥋ Bouenhoure | A7 Les Granettes ⥋ Bouenhoure |
| ----- | --- | ----------------------------- | ----------------------------- | ----------------------------- | ----------------------------- | ------------------------------------------ | ---------------------------------------- | ----------------------------- | ----------------------------- |
| 30    | Ouverture / Fermeture 9 juillet 2012 / — | Longueur —                    | Durée —                       | Nb. d’arrêts 23               | Matériel City 21              | Jours de fonctionnement L, Ma, Me, J, V, S | Jour / Soir / Nuit / Fêtes O / — / N / N | Voy. / an —                   | Exploitant SUMA               |
| 30    | Desserte : Aix-en-Provence |                               |                               |                               |                               |                                            |                                          |                               |                               |
| 30    | Autre : Ligne régulière en heures de pointe, sur réservation en heures creuses. |                               |                               |                               |                               |                                            |                                          |                               |                               |
| 30    | Dernière actualisation : — |                               |                               |                               |                               |                                            |                                          |                               |                               |
| 31    | Flexibus 31 | Flexibus 31                   | Flexibus 31                   | Flexibus 31                   | Flexibus 31                   | Flexibus 31                                | Flexibus 31                              | Flexibus 31                   | Flexibus 31                   |
| 31    | La Calade ⥋ Centre commercial Bouffan |                               |                               |                               |                               |                                            |                                          |                               |                               |
| 31    | Ouverture / Fermeture 9 juillet 2012 / — | Longueur —                    | Durée —                       | Nb. d’arrêts 24               | Matériel City 21              | Jours de fonctionnement L, Ma, Me, J, V, S | Jour / Soir / Nuit / Fêtes O / — / N / N | Voy. / an —                   | Exploitant SUMA               |
| 31    | Desserte : Aix-en-Provence |                               |                               |                               |                               |                                            |                                          |                               |                               |
| 31    | Autre : Ligne régulière en heures de pointe, sur réservation en heures creuses. |                               |                               |                               |                               |                                            |                                          |                               |                               |
| 31    | Dernière actualisation : — |                               |                               |                               |                               |                                            |                                          |                               |                               |
| 32    | Flexibus 32 | Flexibus 32                   | Flexibus 32                   | Flexibus 32                   | Flexibus 32                   | Flexibus 32                                | Flexibus 32                              | Flexibus 32                   | Flexibus 32                   |
| 32    | (Circulaire) Célony ⥋ Country |                               |                               |                               |                               |                                            |                                          |                               |                               |
| 32    | Ouverture / Fermeture 9 juillet 2012 / — | Longueur —                    | Durée —                       | Nb. d’arrêts 15               | Matériel City 21              | Jours de fonctionnement L, Ma, Me, J, V, S | Jour / Soir / Nuit / Fêtes O / — / N / N | Voy. / an —                   | Exploitant SUMA               |
| 32    | Desserte : Aix-en-Provence |                               |                               |                               |                               |                                            |                                          |                               |                               |
| 32    | Autre : Ligne régulière en heures de pointe, sur réservation en heures creuses. |                               |                               |                               |                               |                                            |                                          |                               |                               |
| 32    | Dernière actualisation : — |                               |                               |                               |                               |                                            |                                          |                               |                               |
| 33    | Flexibus 33 | Flexibus 33                   | Flexibus 33                   | Flexibus 33                   | Flexibus 33                   | Flexibus 33                                | Flexibus 33                              | Flexibus 33                   | Flexibus 33                   |
| 33    | Bosque d'Antonnelle ⥋ Parc relais Brunet |                               |                               |                               |                               |                                            |                                          |                               |                               |
| 33    | Ouverture / Fermeture 9 juillet 2012 / — | Longueur —                    | Durée —                       | Nb. d’arrêts 10               | Matériel City 21              | Jours de fonctionnement L, Ma, Me, J, V, S | Jour / Soir / Nuit / Fêtes O / — / N / N | Voy. / an —                   | Exploitant SUMA               |
| 33    | Desserte : Aix-en-Provence |                               |                               |                               |                               |                                            |                                          |                               |                               |
| 33    | Autre : Ligne régulière en heures de pointe, sur réservation en heures creuses. |                               |                               |                               |                               |                                            |                                          |                               |                               |
| 33    | Dernière actualisation : — |                               |                               |                               |                               |                                            |                                          |                               |                               |
| 34    | Flexibus 34 | Flexibus 34                   | Flexibus 34                   | Flexibus 34                   | Flexibus 34                   | Flexibus 34                                | Flexibus 34                              | Flexibus 34                   | Flexibus 34                   |
| 34    | Grand Saint-Jean ⥋ Puyricard Centre |                               |                               |                               |                               |                                            |                                          |                               |                               |
| 34    | Ouverture / Fermeture 9 juillet 2012 / — | Longueur —                    | Durée —                       | Nb. d’arrêts 18               | Matériel City 21              | Jours de fonctionnement L, Ma, Me, J, V, S | Jour / Soir / Nuit / Fêtes O / — / N / N | Voy. / an —                   | Exploitant SUMA               |
| 34    | Desserte : Aix-en-Provence |                               |                               |                               |                               |                                            |                                          |                               |                               |
| 34    | Autre : Ligne régulière en heures de pointe, sur réservation en heures creuses. |                               |                               |                               |                               |                                            |                                          |                               |                               |
| 34    | Dernière actualisation : — |                               |                               |                               |                               |                                            |                                          |                               |                               |
| 35    | Flexibus 35 | Flexibus 35                   | Flexibus 35                   | Flexibus 35                   | Flexibus 35                   | Flexibus 35                                | Flexibus 35                              | Flexibus 35                   | Flexibus 35                   |
| 35    | Puyricard Centre ⥋ Loubassane |                               |                               |                               |                               |                                            |                                          |                               |                               |
| 35    | Ouverture / Fermeture 9 juillet 2012 / — | Longueur —                    | Durée —                       | Nb. d’arrêts 29               | Matériel City 21              | Jours de fonctionnement L, Ma, Me, J, V, S | Jour / Soir / Nuit / Fêtes O / — / N / N | Voy. / an —                   | Exploitant SUMA               |
| 35    | Desserte : Aix-en-Provence |                               |                               |                               |                               |                                            |                                          |                               |                               |
| 35    | Autre : Ligne régulière en heures de pointe, sur réservation en heures creuses. |                               |                               |                               |                               |                                            |                                          |                               |                               |
| 35    | Dernière actualisation : — |                               |                               |                               |                               |                                            |                                          |                               |                               |
| 36    | Flexibus 36 | Flexibus 36                   | Flexibus 36                   | Flexibus 36                   | Flexibus 36                   | Flexibus 36                                | Flexibus 36                              | Flexibus 36                   | Flexibus 36                   |
| 36    | Petite Mignarde ⥋ Route des Alpes |                               |                               |                               |                               |                                            |                                          |                               |                               |
| 36    | Ouverture / Fermeture 9 juillet 2012 / — | Longueur —                    | Durée —                       | Nb. d’arrêts 20               | Matériel City 21              | Jours de fonctionnement L, Ma, Me, J, V, S | Jour / Soir / Nuit / Fêtes O / — / N / N | Voy. / an —                   | Exploitant SUMA               |
| 36    | Desserte : Aix-en-Provence |                               |                               |                               |                               |                                            |                                          |                               |                               |
| 36    | Autre : Ligne régulière en heures de pointe, sur réservation en heures creuses. |                               |                               |                               |                               |                                            |                                          |                               |                               |
| 36    | Dernière actualisation : — |                               |                               |                               |                               |                                            |                                          |                               |                               |
| 37    | Flexibus 37 | Flexibus 37                   | Flexibus 37                   | Flexibus 37                   | Flexibus 37                   | Flexibus 37                                | Flexibus 37                              | Flexibus 37                   | Flexibus 37                   |
| 37    | Saint-Marc-Jaumegarde — Bonfilons ⥋ Parking Les trois bons dieux |                               |                               |                               |                               |                                            |                                          |                               |                               |
| 37    | Ouverture / Fermeture 9 juillet 2012 / — | Longueur —                    | Durée —                       | Nb. d’arrêts 22               | Matériel City 21              | Jours de fonctionnement L, Ma, Me, J, V, S | Jour / Soir / Nuit / Fêtes O / — / N / N | Voy. / an —                   | Exploitant SUMA               |
| 37    | Desserte : Aix-en-Provence, Saint-Marc-Jaumegarde |                               |                               |                               |                               |                                            |                                          |                               |                               |
| 37    | Autre : Ligne régulière en heures de pointe, sur réservation en heures creuses. |                               |                               |                               |                               |                                            |                                          |                               |                               |
| 37    | Dernière actualisation : — |                               |                               |                               |                               |                                            |                                          |                               |                               |
| 38    | Flexibus 38 | Flexibus 38                   | Flexibus 38                   | Flexibus 38                   | Flexibus 38                   | Flexibus 38                                | Flexibus 38                              | Flexibus 38                   | Flexibus 38                   |
| 38    | Petit Nice ⥋ Plateau de Bibémus / Carrières de Bibémus |                               |                               |                               |                               |                                            |                                          |                               |                               |
| 38    | Ouverture / Fermeture 9 juillet 2012 / — | Longueur —                    | Durée —                       | Nb. d’arrêts 5/6              | Matériel City 21              | Jours de fonctionnement L, Ma, Me, J, V, S | Jour / Soir / Nuit / Fêtes O / — / N / N | Voy. / an —                   | Exploitant SUMA               |
| 38    | Desserte : Aix-en-Provence, Saint-Marc-Jaumegarde |                               |                               |                               |                               |                                            |                                          |                               |                               |
| 38    | Autre : Ligne régulière en heures de pointe, sur réservation en heures creuses. La desserte des carrières de Bibémus n'est effectuée que sur réservation préalable à l'office du tourisme ou à l'agence Aix-en-Bus. |                               |                               |                               |                               |                                            |                                          |                               |                               |
| 38    | Dernière actualisation : — |                               |                               |                               |                               |                                            |                                          |                               |                               |
| 39    | Flexibus 39 | Flexibus 39                   | Flexibus 39                   | Flexibus 39                   | Flexibus 39                   | Flexibus 39                                | Flexibus 39                              | Flexibus 39                   | Flexibus 39                   |
| 39    | Pont de l'Arc ⥋ Albertin |                               |                               |                               |                               |                                            |                                          |                               |                               |
| 39    | Ouverture / Fermeture 9 juillet 2012 / — | Longueur —                    | Durée —                       | Nb. d’arrêts 15               | Matériel City 21              | Jours de fonctionnement L, Ma, Me, J, V, S | Jour / Soir / Nuit / Fêtes O / — / N / N | Voy. / an —                   | Exploitant SUMA               |
| 39    | Desserte : Aix-en-Provence |                               |                               |                               |                               |                                            |                                          |                               |                               |
| 39    | Autre : Ligne régulière en heures de pointe, sur réservation en heures creuses. |                               |                               |                               |                               |                                            |                                          |                               |                               |
| 39    | Dernière actualisation : — |                               |                               |                               |                               |                                            |                                          |                               |                               |
| 40    | Flexibus 40 | Flexibus 40                   | Flexibus 40                   | Flexibus 40                   | Flexibus 40                   | Flexibus 40                                | Flexibus 40                              | Flexibus 40                   | Flexibus 40                   |
| 40    | Les Acacias ⥋ Les Valladets |                               |                               |                               |                               |                                            |                                          |                               |                               |
| 40    | Ouverture / Fermeture 6 février 2012 / — | Longueur —                    | Durée —                       | Nb. d’arrêts 18               | Matériel City 21              | Jours de fonctionnement L, Ma, Me, J, V, S | Jour / Soir / Nuit / Fêtes O / — / N / N | Voy. / an —                   | Exploitant SUMA               |
| 40    | Desserte : Eguilles |                               |                               |                               |                               |                                            |                                          |                               |                               |
| 40    | Autre : Ligne régulière en heures de pointe, sur réservation en heures creuses. |                               |                               |                               |                               |                                            |                                          |                               |                               |
| 40    | Dernière actualisation : — |                               |                               |                               |                               |                                            |                                          |                               |                               |
| 41    | Flexibus 41 | Flexibus 41                   | Flexibus 41                   | Flexibus 41                   | Flexibus 41                   | Flexibus 41                                | Flexibus 41                              | Flexibus 41                   | Flexibus 41                   |
| 41    | Puyricard Centre ⥋ Chemin Grand Saint-Jean |                               |                               |                               |                               |                                            |                                          |                               |                               |
| 41    | Ouverture / Fermeture 9 juillet 2012 / — | Longueur —                    | Durée —                       | Nb. d’arrêts 19               | Matériel City 21              | Jours de fonctionnement L, Ma, Me, J, V, S | Jour / Soir / Nuit / Fêtes O / — / N / N | Voy. / an —                   | Exploitant SUMA               |
| 41    | Desserte : Aix-en-Provence |                               |                               |                               |                               |                                            |                                          |                               |                               |
| 41    | Autre : Ligne régulière en heures de pointe, sur réservation en heures creuses. |                               |                               |                               |                               |                                            |                                          |                               |                               |
| 41    | Dernière actualisation : — |                               |                               |                               |                               |                                            |                                          |                               |                               |
| 42    | Flexibus 42 | Flexibus 42                   | Flexibus 42                   | Flexibus 42                   | Flexibus 42                   | Flexibus 42                                | Flexibus 42                              | Flexibus 42                   | Flexibus 42                   |
| 42    | Micocouliers ⥋ Val de Tourame |                               |                               |                               |                               |                                            |                                          |                               |                               |
| 42    | Ouverture / Fermeture 6 février 2012 / — | Longueur —                    | Durée —                       | Nb. d’arrêts 31               | Matériel City 21              | Jours de fonctionnement L, Ma, Me, J, V, S | Jour / Soir / Nuit / Fêtes O / — / N / N | Voy. / an —                   | Exploitant SUMA               |
| 42    | Desserte : Venelles |                               |                               |                               |                               |                                            |                                          |                               |                               |
| 42    | Autre : Ligne régulière en heures de pointe, sur réservation en heures creuses. |                               |                               |                               |                               |                                            |                                          |                               |                               |
| 42    | Dernière actualisation : — |                               |                               |                               |                               |                                            |                                          |                               |                               |

### Lignes scolaires
| Ligne | Caractéristiques                           | Caractéristiques | Caractéristiques | Caractéristiques | Caractéristiques | Caractéristiques                        | Caractéristiques                         | Caractéristiques | Caractéristiques |
| A     | Scolaire A                                 | Scolaire A       | Scolaire A       | Scolaire A       | Scolaire A       | Scolaire A                              | Scolaire A                               | Scolaire A       | Scolaire A       |
| A     | Couteron ⥋ Aix                             | Couteron ⥋ Aix   | Couteron ⥋ Aix   | Couteron ⥋ Aix   | Couteron ⥋ Aix   | Couteron ⥋ Aix                          | Couteron ⥋ Aix                           | Couteron ⥋ Aix   | Couteron ⥋ Aix   |
| ----- | ------------------------------------------ | ---------------- | ---------------- | ---------------- | ---------------- | --------------------------------------- | ---------------------------------------- | ---------------- | ---------------- |
| A     | Ouverture / Fermeture septembre 2012 / —   | Longueur —       | Durée —          | Nb. d’arrêts —   | Matériel —       | Jours de fonctionnement L, Ma, Me, J, V | Jour / Soir / Nuit / Fêtes O / — / N / N | Voy. / an —      | Exploitant SUMA  |
| A     | Desserte : Aix-en-Provence                 |                  |                  |                  |                  |                                         |                                          |                  |                  |
| A     | Autre :                                    |                  |                  |                  |                  |                                         |                                          |                  |                  |
| A     | Dernière actualisation : —                 |                  |                  |                  |                  |                                         |                                          |                  |                  |
| B     | Scolaire B                                 | Scolaire B       | Scolaire B       | Scolaire B       | Scolaire B       | Scolaire B                              | Scolaire B                               | Scolaire B       | Scolaire B       |
| B     | Puyricard ⥋ Puyricard (Service interne)    |                  |                  |                  |                  |                                         |                                          |                  |                  |
| B     | Ouverture / Fermeture septembre 2012 / —   | Longueur —       | Durée —          | Nb. d’arrêts —   | Matériel —       | Jours de fonctionnement L, Ma, Me, J, V | Jour / Soir / Nuit / Fêtes O / — / N / N | Voy. / an —      | Exploitant SUMA  |
| B     | Desserte : Aix-en-Provence                 |                  |                  |                  |                  |                                         |                                          |                  |                  |
| B     | Autre :                                    |                  |                  |                  |                  |                                         |                                          |                  |                  |
| B     | Dernière actualisation : —                 |                  |                  |                  |                  |                                         |                                          |                  |                  |
| C     | Scolaire C                                 | Scolaire C       | Scolaire C       | Scolaire C       | Scolaire C       | Scolaire C                              | Scolaire C                               | Scolaire C       | Scolaire C       |
| C     | Petite Mgnarde ⥋ Aix                       |                  |                  |                  |                  |                                         |                                          |                  |                  |
| C     | Ouverture / Fermeture septembre 2012 / —   | Longueur —       | Durée —          | Nb. d’arrêts —   | Matériel —       | Jours de fonctionnement L, Ma, Me, J, V | Jour / Soir / Nuit / Fêtes O / — / N / N | Voy. / an —      | Exploitant SUMA  |
| C     | Desserte : Aix-en-Provence                 |                  |                  |                  |                  |                                         |                                          |                  |                  |
| C     | Autre :                                    |                  |                  |                  |                  |                                         |                                          |                  |                  |
| C     | Dernière actualisation : —                 |                  |                  |                  |                  |                                         |                                          |                  |                  |
| D     | Scolaire D                                 | Scolaire D       | Scolaire D       | Scolaire D       | Scolaire D       | Scolaire D                              | Scolaire D                               | Scolaire D       | Scolaire D       |
| D     | Les Milles ⥋ Aix                           |                  |                  |                  |                  |                                         |                                          |                  |                  |
| D     | Ouverture / Fermeture septembre 2012 / —   | Longueur —       | Durée —          | Nb. d’arrêts —   | Matériel —       | Jours de fonctionnement L, Ma, Me, J, V | Jour / Soir / Nuit / Fêtes O / — / N / N | Voy. / an —      | Exploitant SUMA  |
| D     | Desserte : Aix-en-Provence                 |                  |                  |                  |                  |                                         |                                          |                  |                  |
| D     | Autre :                                    |                  |                  |                  |                  |                                         |                                          |                  |                  |
| D     | Dernière actualisation : —                 |                  |                  |                  |                  |                                         |                                          |                  |                  |
| E     | Scolaire E                                 | Scolaire E       | Scolaire E       | Scolaire E       | Scolaire E       | Scolaire E                              | Scolaire E                               | Scolaire E       | Scolaire E       |
| E     | Luynes ⥋ Aix                               |                  |                  |                  |                  |                                         |                                          |                  |                  |
| E     | Ouverture / Fermeture septembre 2012 / —   | Longueur —       | Durée —          | Nb. d’arrêts —   | Matériel —       | Jours de fonctionnement L, Ma, Me, J, V | Jour / Soir / Nuit / Fêtes O / — / N / N | Voy. / an —      | Exploitant SUMA  |
| E     | Desserte : Aix-en-Provence                 |                  |                  |                  |                  |                                         |                                          |                  |                  |
| E     | Autre :                                    |                  |                  |                  |                  |                                         |                                          |                  |                  |
| E     | Dernière actualisation : —                 |                  |                  |                  |                  |                                         |                                          |                  |                  |
| F     | Scolaire F                                 | Scolaire F       | Scolaire F       | Scolaire F       | Scolaire F       | Scolaire F                              | Scolaire F                               | Scolaire F       | Scolaire F       |
| F     | Les Milles ⥋ Lycée international de Luynes |                  |                  |                  |                  |                                         |                                          |                  |                  |
| F     | Ouverture / Fermeture septembre 2012 / —   | Longueur —       | Durée —          | Nb. d’arrêts —   | Matériel —       | Jours de fonctionnement L, Ma, Me, J, V | Jour / Soir / Nuit / Fêtes O / — / N / N | Voy. / an —      | Exploitant SUMA  |
| F     | Desserte : Aix-en-Provence                 |                  |                  |                  |                  |                                         |                                          |                  |                  |
| F     | Autre :                                    |                  |                  |                  |                  |                                         |                                          |                  |                  |
| F     | Dernière actualisation : —                 |                  |                  |                  |                  |                                         |                                          |                  |                  |
| G     | Scolaire G                                 | Scolaire G       | Scolaire G       | Scolaire G       | Scolaire G       | Scolaire G                              | Scolaire G                               | Scolaire G       | Scolaire G       |
| G     | Les Milles ⥋ Les Milles (Service interne)  |                  |                  |                  |                  |                                         |                                          |                  |                  |
| G     | Ouverture / Fermeture septembre 2012 / —   | Longueur —       | Durée —          | Nb. d’arrêts —   | Matériel —       | Jours de fonctionnement L, Ma, Me, J, V | Jour / Soir / Nuit / Fêtes O / — / N / N | Voy. / an —      | Exploitant SUMA  |
| G     | Desserte : Aix-en-Provence                 |                  |                  |                  |                  |                                         |                                          |                  |                  |
| G     | Autre :                                    |                  |                  |                  |                  |                                         |                                          |                  |                  |
| G     | Dernière actualisation : —                 |                  |                  |                  |                  |                                         |                                          |                  |                  |
| H     | Scolaire H                                 | Scolaire H       | Scolaire H       | Scolaire H       | Scolaire H       | Scolaire H                              | Scolaire H                               | Scolaire H       | Scolaire H       |
| H     | Les Milles ⥋ Les Milles (Service interne)  |                  |                  |                  |                  |                                         |                                          |                  |                  |
| H     | Ouverture / Fermeture septembre 2012 / —   | Longueur —       | Durée —          | Nb. d’arrêts —   | Matériel —       | Jours de fonctionnement L, Ma, Me, J, V | Jour / Soir / Nuit / Fêtes O / — / N / N | Voy. / an —      | Exploitant SUMA  |
| H     | Desserte : Aix-en-Provence                 |                  |                  |                  |                  |                                         |                                          |                  |                  |
| H     | Autre :                                    |                  |                  |                  |                  |                                         |                                          |                  |                  |
| H     | Dernière actualisation : —                 |                  |                  |                  |                  |                                         |                                          |                  |                  |
| I     | Scolaire I                                 | Scolaire I       | Scolaire I       | Scolaire I       | Scolaire I       | Scolaire I                              | Scolaire I                               | Scolaire I       | Scolaire I       |
| I     | Les Granettes ⥋ Aix                        |                  |                  |                  |                  |                                         |                                          |                  |                  |
| I     | Ouverture / Fermeture septembre 2012 / —   | Longueur —       | Durée —          | Nb. d’arrêts —   | Matériel —       | Jours de fonctionnement L, Ma, Me, J, V | Jour / Soir / Nuit / Fêtes O / — / N / N | Voy. / an —      | Exploitant SUMA  |
| I     | Desserte : Aix-en-Provence                 |                  |                  |                  |                  |                                         |                                          |                  |                  |
| I     | Autre :                                    |                  |                  |                  |                  |                                         |                                          |                  |                  |
| I     | Dernière actualisation : —                 |                  |                  |                  |                  |                                         |                                          |                  |                  |
| J     | Scolaire J                                 | Scolaire J       | Scolaire J       | Scolaire J       | Scolaire J       | Scolaire J                              | Scolaire J                               | Scolaire J       | Scolaire J       |
| J     | Aix ⥋ Lycée international de Luynes        |                  |                  |                  |                  |                                         |                                          |                  |                  |
| J     | Ouverture / Fermeture septembre 2012 / —   | Longueur —       | Durée —          | Nb. d’arrêts —   | Matériel —       | Jours de fonctionnement L, Ma, Me, J, V | Jour / Soir / Nuit / Fêtes O / — / N / N | Voy. / an —      | Exploitant SUMA  |
| J     | Desserte : Aix-en-Provence                 |                  |                  |                  |                  |                                         |                                          |                  |                  |
| J     | Autre :                                    |                  |                  |                  |                  |                                         |                                          |                  |                  |
| J     | Dernière actualisation : —                 |                  |                  |                  |                  |                                         |                                          |                  |                  |